# Storia d'Italia

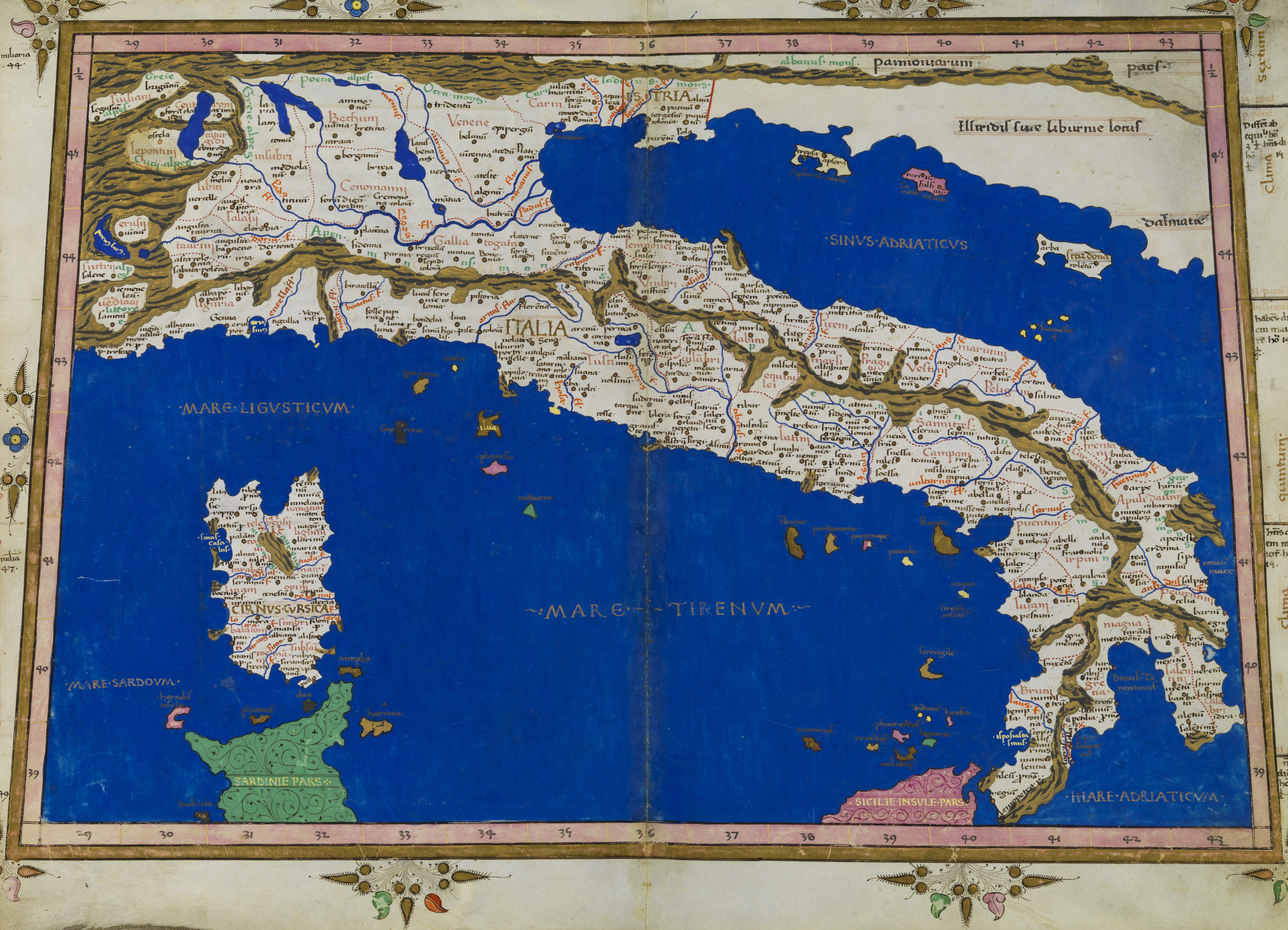
Cartina storica dell'Italia (inchiostro e colore su pergamena di
Nicolaus Germanus, da un'edizione del 1467 della Cosmographia Claudii Ptolomaei)

La storia d'Italia è l'insieme di numerosi eventi susseguitisi nel corso del tempo nell'area geografica italiana; la presenza in Italia di Roma, capitale del paese e già centro della civiltà romana e della Chiesa cattolica, ha reso la storia italiana pilastro fondante della cultura occidentale, latina, europea e mediterranea. L'eredità storico-culturale dell'Italia si riflette nell'elevato numero di patrimoni dell'umanità presenti nel paese.
Luogo di incontro di culture arcaiche come quelle etrusca, latina e sabina, nonché di insediamenti celti, colonie greche e puniche, l'Italia antica fu federata dalla Repubblica romana e divenne il centro dell'Impero romano. Una prima sistemazione amministrativa in regioni le fu data da Cesare Augusto (27 a.C.-14 d.C.). Divenne poi terra a maggioranza cristiana, abbandonando l'antico politeismo, tra la promulgazione dell'editto di Milano (313), che garantiva la libertà di culto, e quella dell'editto di Tessalonica (380), che impose di seguire la religione del vescovo di Roma.
Con la caduta dell'Impero romano d'Occidente, l'Italia venne invasa dagli Eruli di Odoacre (476), e poi dagli Ostrogoti di Teodorico (492), dai Bizantini di Giustiniano (535), e dai Longobardi di Alboino (568). A ciò si accompagnò il processo di divisione politica: l'Italia meridionale fu contesa tra Longobardi, Bizantini e Saraceni, quella centrale si consolidò come Stato Pontificio, e quella settentrionale venne inglobata da Carlo Magno nel Sacro Romano Impero con l'incoronazione di quest'ultimo da parte di Papa Leone III nell'anno 800. Con l'umiliazione di Canossa (1077) prima e la pace di Venezia (1177) poi, il Papa indebolì l'Imperatore germanico, favorendo l'ascesa di autonomi Comuni nell'Italia imperiale. Tra questi, le repubbliche marinare di Genova e Venezia acquistarono un grande peso nel corso delle crociate, fatto che provocò una rivoluzione commerciale e mercantile in tutta Italia. Contestualmente, il Mezzogiorno veniva unificato nel regno di Sicilia dai vichinghi Normanni. Per intrecci dinastici, corona di Sicilia e diadema imperiale pervennero entrambi a Federico II di Svevia, il quale fu a capo di un impero che si espanse nei paesi baltici e in Terra Santa, ma che si disgregò dopo la morte.
Dopo le drammatiche crisi del Trecento, la penisola conobbe una nuova epoca di prosperità economica e culturale tra XV e XVI secolo, periodo noto come Rinascimento, in cui furono particolarmente attivi artisti, scienziati, ed esploratori italiani. Successivamente, l'Italia fu il centro della controriforma, del barocco e del neoclassicismo. Durate tutta l'età moderna l'Italia rimase divisa in numerosi stati e fu teatro di numerosi conflitti tra cui le guerre d'Italia del XVI secolo e le guerre di successione del XVIII secolo. Dopo la parentesi napoleonica, gli italiani lottarono per la loro indipendenza ed unificazione in una serie di guerre sotto la guida del Regno di Sardegna sabaudo, occupando il nord, sottoposto direttamente o indirettamente agli Asburgo d'Austria, e le Due Sicilie, governate dai Borbone di Napoli. Roma, nel mezzo della guerra franco-prussiana (1870-1871), fu fatta capitale a conclusione del Risorgimento.
L'Italia unita divenne uno Stato liberale sul fronte economico-politico, mentre in politica estera entrò nella Triplice alleanza e creò un proprio spazio coloniale in Libia e Corno d'Africa. La volontà di riscattare le terre irredente portò l'Italia a partecipare alla prima guerra mondiale passando al fianco della Triplice intesa e contribuendo alla vittoria sugli imperi centrali. La società italiana, colpita dalla propaganda nazionalista della "vittoria mutilata", aderì gradualmente al fascismo di Benito Mussolini e dei suoi seguaci, saliti al potere nell'ottobre del 1922. L'avvicinamento alla Germania nazista e la formazione dell'asse Roma-Berlino del 1936 saranno determinanti nella scelta italiana di entrare nel 1940 nella seconda guerra mondiale contro gli Alleati. A seguito dell'armistizio diramato l'8 settembre 1943 e dell'occupazione tedesca di gran parte della penisola, il Regno d'Italia e la resistenza italiana combatteranno a fianco degli Alleati nella guerra di liberazione italiana dal nazifascismo. Nel giugno del 1946 ebbe termine la forma di Stato monarchica con l'istituzione dell'attuale repubblica a seguito di un referendum. In seguito alla ricostruzione, vi fu un periodo storico di ripresa economica, militare, sportiva e politica, così come la riaffermazione dell'Italia come potenza industriale, essendo tra le nazioni fondanti del G6 (poi G7, G8 e nuovamente G7 nell'attualità) nel 1975 e del G20 nel 1999. L'Italia è inoltre tra i sei Paesi fondatori dell'Unione europea, la quale opera tramite meccanismi e politiche sovranazionali (come l'euro, cui l'Italia ha aderito nel 2001).

## Preistoria e protostoria

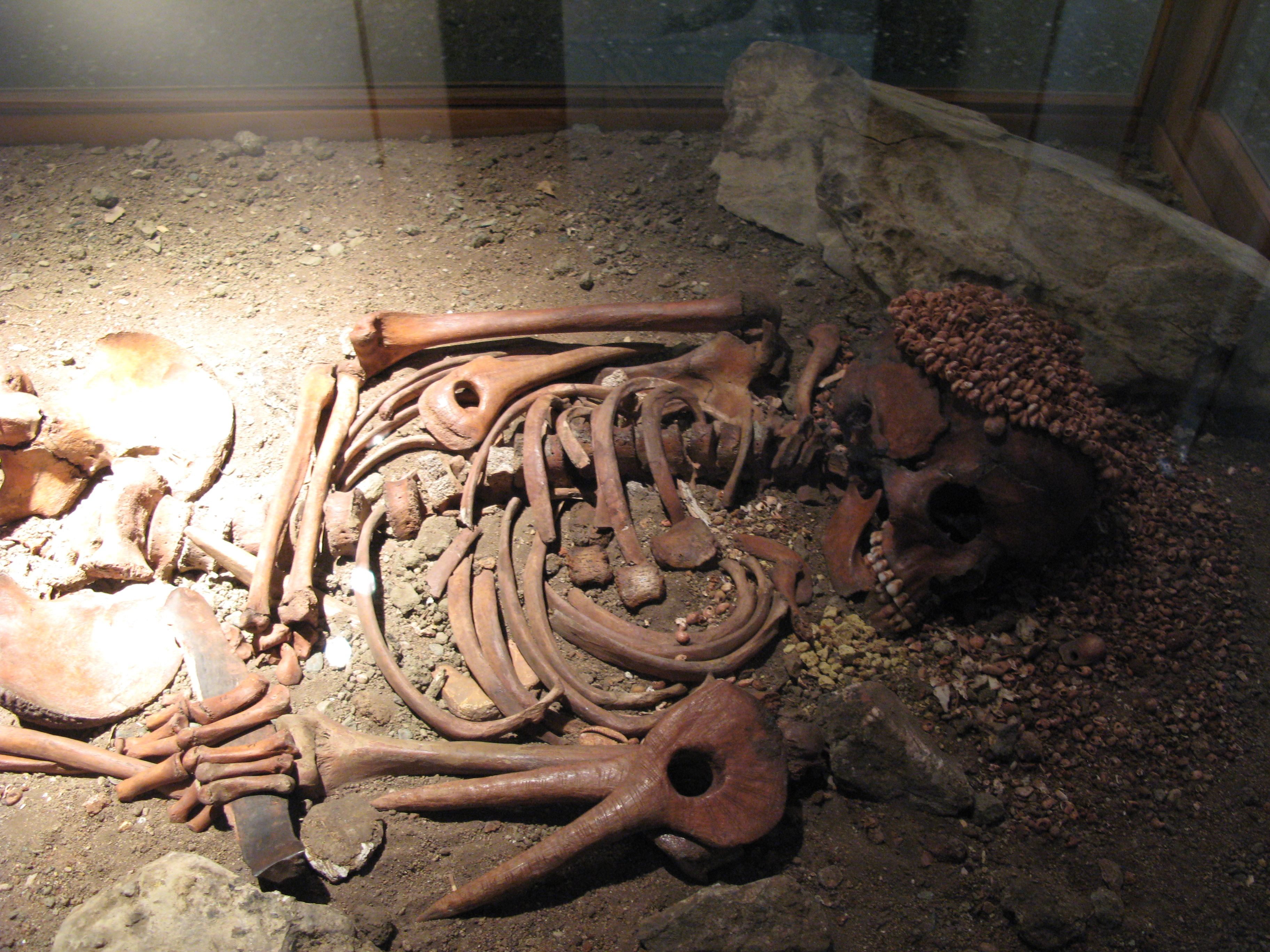
Regione Liguria: la sepoltura estremamente ricca di un adolescente del Gravettiano (risalente a 29.000 anni fa) ha portato gli archeologi a soprannominarlo il "giovane principe". Morto all'età di circa quindici anni, giaceva sulla schiena, rivolto a sud, su uno strato di ocra rossa a sette metri dalla superficie; indossava un copricapo di perline e di conchiglie con denti forati di cervo e code di scoiattoli sul petto.

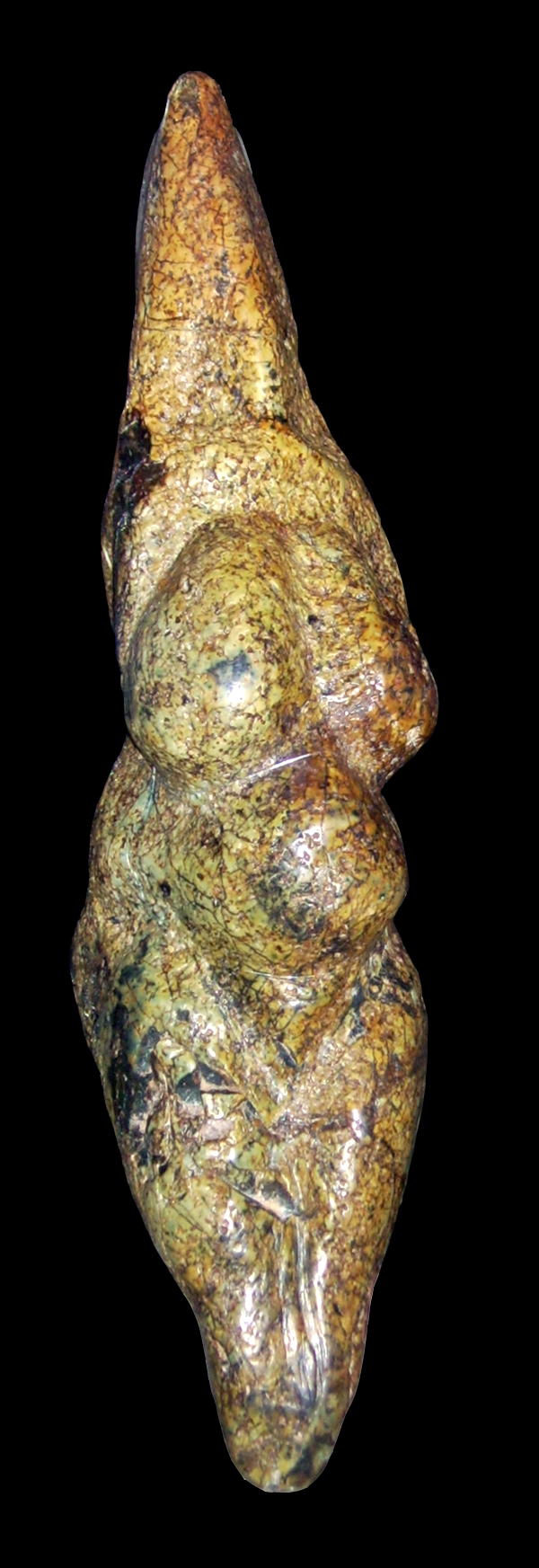
Venere di Savignano, risalente a 29.000 anni fa, ritrovata in provincia di Modena

Durante l'ultima glaciazione, per l'abbassamento del livello del mare, la morfologia delle terre emerse era diversa da quella attuale: l'isola d'Elba e la Sicilia erano collegate alla penisola italiana, e la Corsica e la Sardegna formavano una sola isola. La presenza dell'uomo di Neandertal è testimoniata da reperti archeologici vecchi di 50.000 anni (Pleistocene). L’Homo sapiens apparve durante il Paleolitico superiore: il "Riparo Mochi" in Liguria ne è il più antico sito italiano, risalente a circa 35.000 anni fa. Tra i maggiori siti archeologici italiani paleolitici vi sono quello delle Arene Candide presso Albenga (Liguria), quello di Monte Poggiolo, presso Forlì (Emilia-Romagna), di Isernia La Pineta presso Isernia (Molise), uno dei più antichi siti dove siano stati trovati segni del possesso e utilizzo del fuoco, e la Grotta dell'Addaura, presso Palermo (Sicilia), nella quale si trova un vasto e ricco complesso d'incisioni, databili fra l'Epigravettiano finale e il Mesolitico, raffiguranti uomini e animali. In Valcamonica, in Lombardia, si ritrovano tracce databili in un arco di tempo di 8.000 anni, con quasi 140.000 opere e incisioni rupestri. Uno studio condotto nel novembre 2011 su quelli che si pensa fossero denti da latte dell’uomo di Neandertal, ritrovati nel 1964 nel sito della Grotta del Cavallo (Puglia), indica che sono resti umani risalenti a 45.000 anni fa.

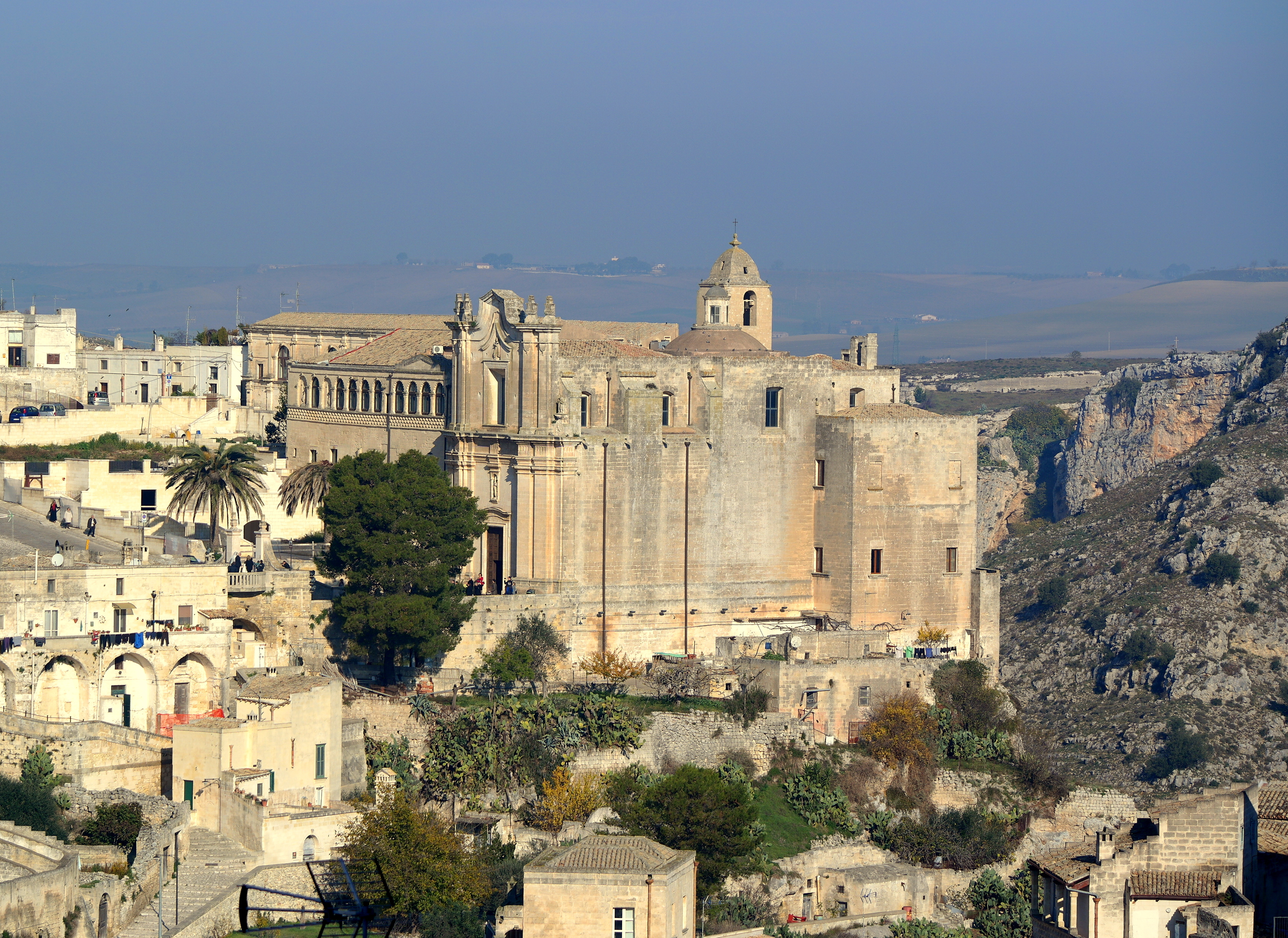
Basilicata: Matera è una delle più antiche città del mondo ancora abitate, con sue case primitive e le sue grotte scavate nella roccia risalenti al Paleolitico, X millennio a.C.

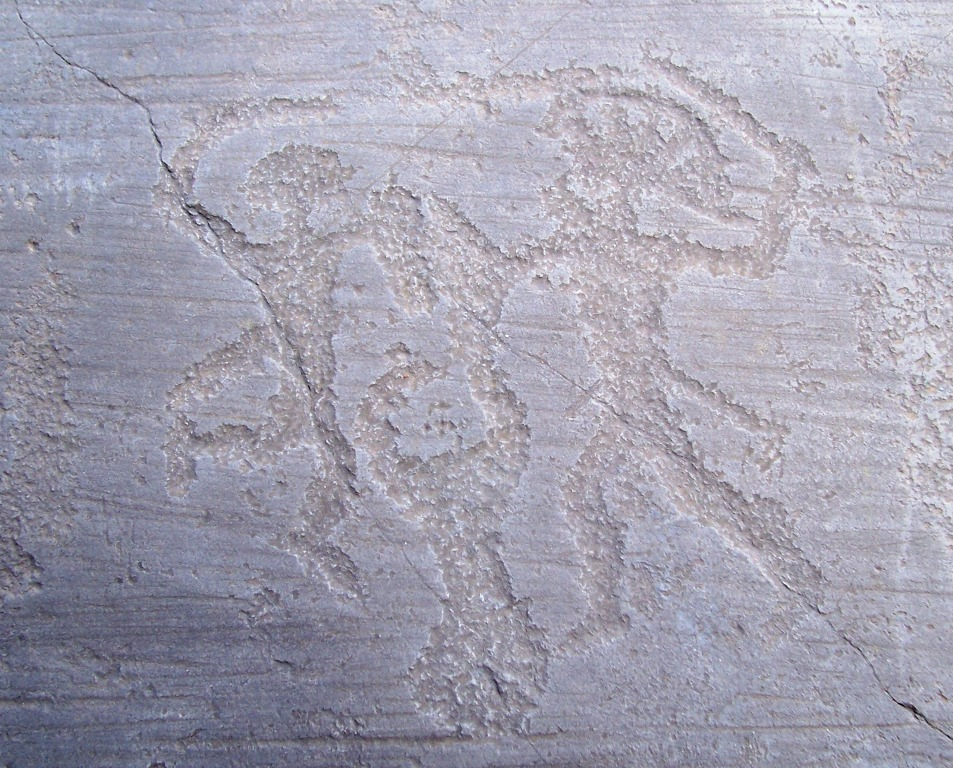
Lombardia: le Incisioni rupestri della Val Camonica, la più grande serie di petroglifi preistorici del mondo, risalente al X millennio a.C.

L'Italia, situata al centro del Mediterraneo, costituisce una cerniera tra l'Europa, l'Africa e il Medio Oriente. In questo periodo le popolazioni migravano e commerciavano, il che avrebbe consentito uno sviluppo sociale, culturale e artigianale molto veloce. Durante il periodo della Cultura della ceramica cardiale (VII millennio a.C.) sarebbero nate le prime società in Italia, con conoscenze nel settore dell'agricoltura e della navigazione molto avanzate. Poco è noto circa questi antichi popoli, con l'eccezione del fatto che essi probabilmente non erano di origine indoeuropea e che furono assimilati molto presto dalle culture successive.
Durante l'età del bronzo, i popoli indoeuropei noti come italici, migrarono nella penisola italiana e in Sicilia, modificando le civiltà già presenti in una società più complessa e gerarchica. Si diffuse l'uso del metallo e vennero scoperte anche delle nuove tecniche di navigazione e agricoltura.

### Ondate migratorie
Diverse ondate migratorie interessarono la penisola italiana durante questo periodo storico.
Una prima ondata di immigrazione è della fine del III millennio a.C., e avrebbe dato vita alla Cultura del vaso campaniforme, nota per la sua produzione di bronzo, nella pianura del Po, in Toscana e su parte della Sardegna e della Sicilia.

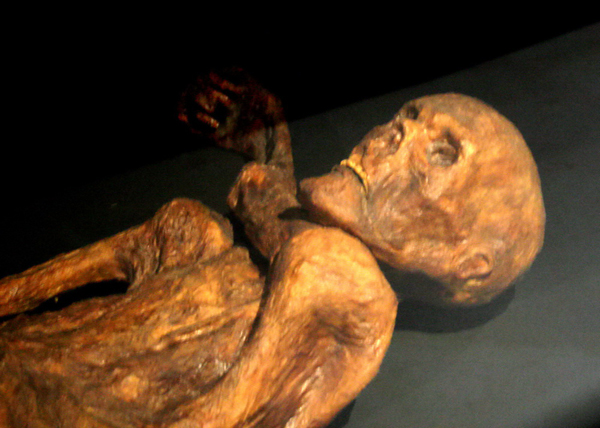
Trentino-Alto Adige: Ötzi è la mummia più antica del mondo, ritrovata nel sud delle Alpi insieme con strumenti molto sofisticati per quel tempo (IV millennio a.C.)

A circa metà del II millennio a.C., si assistette a una terza ondata migratoria, associata alla civiltà appenninica e alla cultura delle Terramare, che prende il nome dal termine terra marna (terra grassa in lingua emiliana), con riferimento alla terra, generalmente di colore scuro, stratificatasi in tumuli, risultanti dalla costruzione di antichi villaggi scomparsi. Furono operai molto abili che lavorarono il bronzo in stampi di pietra e argilla. Svilupparono rapidamente una metallurgia originale (pugnali, spade, rasoi, fibule bronzee) e costruirono dighe per proteggersi dalle inondazioni. Furono anche agronomi, coltivando fagioli, vite, ulivo, grano e lino. Stanziali nella pianura Padana ma con un'estensione eccezionale grazie ai traffici commerciali del bronzo con il sud. Un'altra civiltà si sviluppò congiuntamente nell'Appennino, producendo ceramiche notevoli per le loro decorazioni.

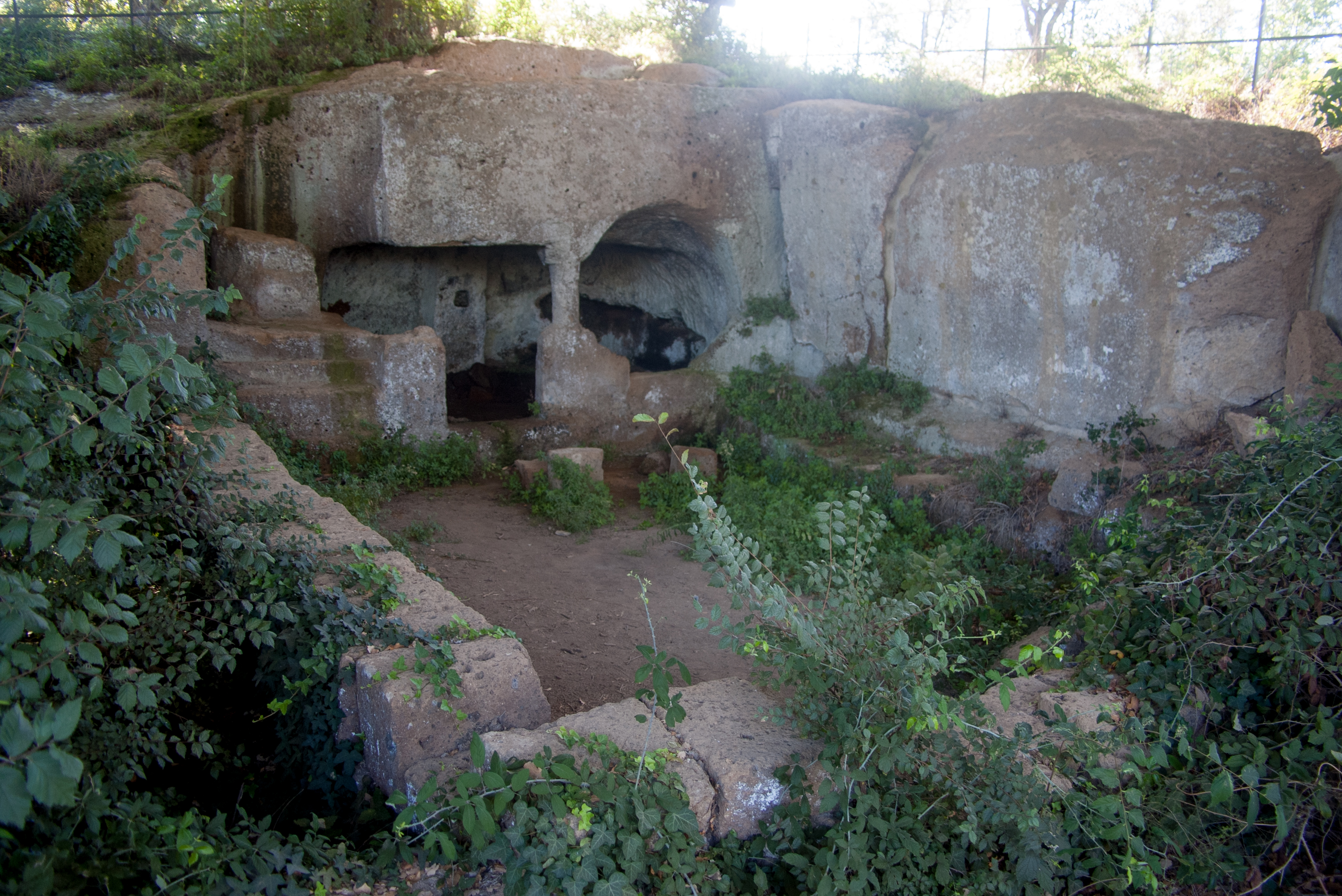
Città megalitiche di Luni sul Mignone nella regione del Lazio risalente all'Età del bronzo (III millennio a.C.) e abitato fino al Medioevo

La civiltà appenninica fu una società di guerrieri e pastori semi-nomadi che praticavano scorrerie ad agricoltori e allevatori di città più a nord, nella pianura padana. Vivevano in capanne o grotte, inumavano i loro morti in tombe in forma di dolmen, lavoravano il bronzo e fabbricavano a mano la ceramica in fondo nero decorato con motivi a denti di sega. Si trovano vestigia di questa civiltà dall'Emilia alla Puglia. I popoli della civiltà appenninica sarebbero diventati i Liguri.
Alla fine del II millennio a.C., una quarta ondata formò la cultura protovillanoviana, legata alla cultura dei campi di urne, nonché al lavoro del bronzo. Praticavano la cremazione e seppellivano le ceneri dei loro morti in urne di ceramica a forma di cono. Questa civiltà si trovava nel centro-nord della penisola. Più a sud, in Campania, questa sepoltura era prassi generale: le sepolture con il metodo dell'incenerimento protovillanoviano sono stati identificati a Capua, nella cosiddetta tomba principesca di Pontecagnano Faiano, vicino a Salerno (scoperte conservate nel Museo dell'Agro Picentino) e a Sala Consilina. I successivi villanoviani sarebbero poi divenuti gli Etruschi. Queste società molto avanzate avrebbero dato vita alle città-stato, i primi regni della penisola.

### Genti italiche e non, dell'Italia antica

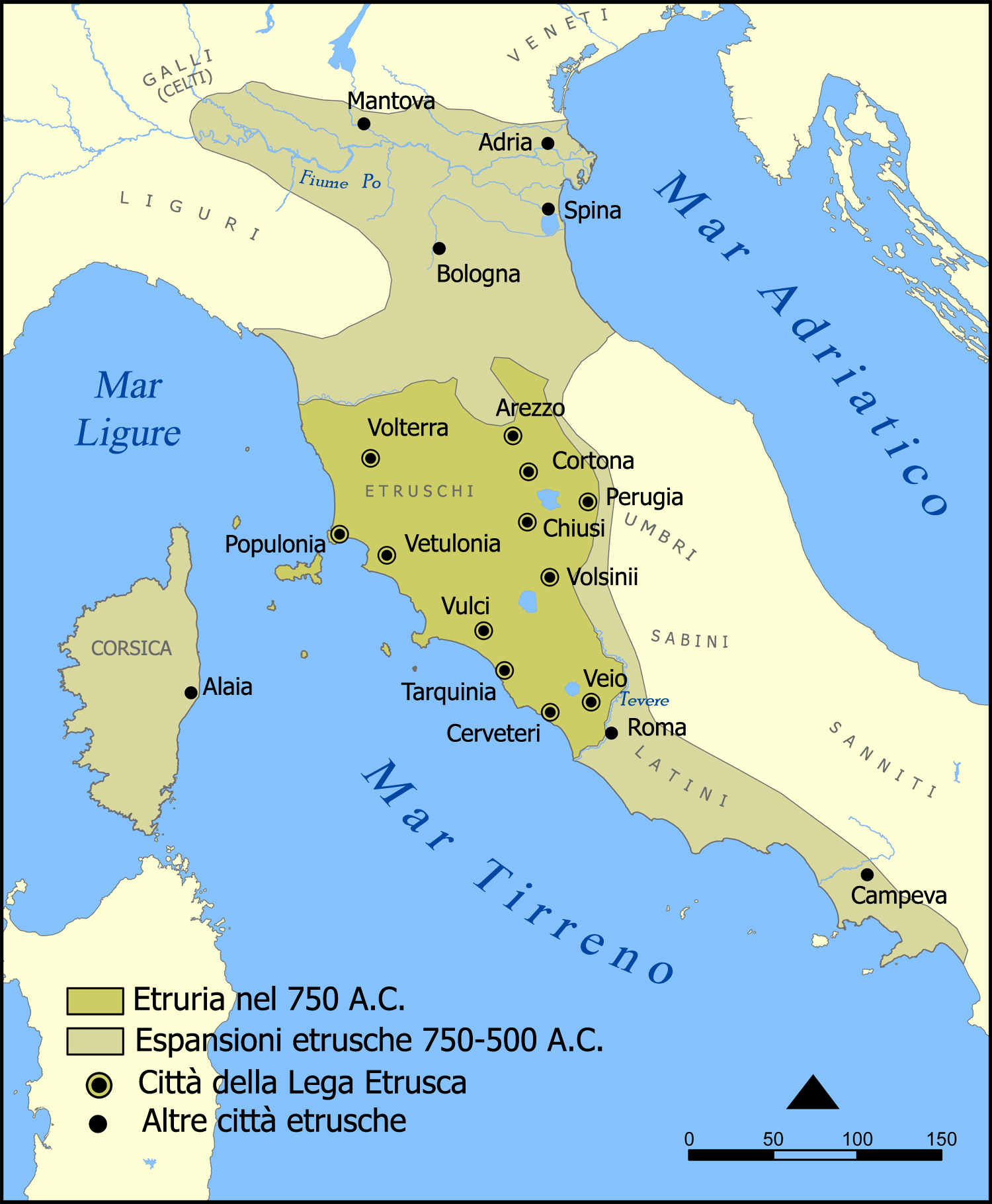
Cartina con i maggiori centri etruschi ed "espansione" della civiltà etrusca nel corso dei secoli

Le informazioni sulle genti abitanti la Penisola in epoca preromana sono, in taluni casi, incomplete e soggette a revisione continua. Popolazioni di ceppo indoeuropeo, trasferitesi in Italia dall'Europa Orientale e Centrale in varie ondate migratorie (Osco-umbri, Latino-falisci, Veneti ), si sovrapposero a etnie pre-indoeuropee già presenti nell'attuale territorio italiano, o assorbendole, oppure stabilendo una forma di convivenza pacifica con esse. Presumibilmente, queste migrazioni ebbero inizio in età del bronzo medio (e cioè attorno alla metà del II millennio a.C.) e si protrassero fino al IV secolo a.C. con la discesa dei Celti nella pianura padana.
Inoltre, alcune popolazioni stanziate nell'attuale Italia meridionale e insulare si sarebbero trovate a convivere, dall'VIII fino al III secolo a.C., con le colonie greche e/o fenicio-puniche successivamente assorbite da Roma.
In Italia settentrionale, accanto ai Celti (comunemente chiamati Galli), che intorno al 590 a.C. fondarono Mediolanum al centro della pianura padana e ai Leponzi, anch'essi Celti, vi erano i Liguri (originariamente non indoeuropei, poi fusisi con i Celti) stanziati in Liguria e parte del Piemonte mentre, nell'Italia nord-orientale, vivevano i Veneti (paleoveneti), di probabile origine illirica o provenienti dall'Asia Minore ma, molto più probabilmente, secondo la moderna ricerca, centro-europei.
Nell'Italia più propriamente peninsulare meritano una particolare menzione gli Etruschi che, a partire dall'VIII secolo a.C., incominciarono a sviluppare una civiltà raffinata ed evoluta che influenzò notevolmente Roma e il mondo latino. Le origini di questo popolo non indoeuropeo, stabilitosi sul versante tirrenico dell'Italia centrale, sono incerte. Secondo alcune fonti, la loro provenienza andrebbe ricercata in Asia Minore, secondo altre, avrebbero costituito un'etnia autoctona. Certo è che, già attorno alla metà del VI secolo a.C., riuscirono a creare una forte ed evoluta federazione di città-stato che andava dalla Pianura Padana alla Campania e che comprendeva anche Roma e il suo territorio.
Oltre agli Etruschi vi era una serie di altri popoli, in massima parte di origine indoeuropea e definiti Italici, fra cui: Umbri in Umbria; Latini, Sabini, Falisci, Volsci ed Equi nel Lazio; Piceni nelle Marche e in Abruzzo settentrionale; Sanniti nell'Abruzzo centro-meridionale, Molise e Campania nord-orientale; Osci nella Campania centro-meridionale e in parte della Basilicata; Dauni, Peuceti e Messapi (comunemente definiti Iapigi e successivamente Apuli in epoca romana) in Puglia; Lucani e Bruzi nell'estremo Sud peninsulare; nonché Siculi, Elimi e Sicani (questi ultimi due non indoeuropei e probabilmente autoctoni) in Sicilia. In epoca preromana e romana ebbero un ruolo fondamentale anche i Sanniti, che riuscirono a costituire un'importante federazione in una vasta area dell'Italia appenninica e che contrastarono a lungo l'espansione romana verso l'Italia meridionale. Nell'area laziale, invece, un posto a sé stante meritano i Latini, protagonisti, insieme con i Sabini, della primitiva espansione dell'Urbe e forgiatori, insieme con gli Etruschi e i popoli italici più progrediti (Umbri, Falisci, ecc.), della futura civiltà romana.
Infine, la Sardegna era costituita, fin dal II millennio a.C., dall'elemento etnico degli antichi Sardi, le cui tribù, forse identificabili col popolo del mare dei Shardana, avevano dato vita alla civiltà nuragica; tale cultura era strettamente collegata a quella torreana sviluppatasi in Corsica; a tali etnie ebbero modo di affiancarsi popolazioni di ceppo semitico, quali i Fenici e successivamente i Cartaginesi.

### Fenici e Cartaginesi
I primi stanziamenti fenici in Italia furono sulle coste della Sardegna e nella Sicilia occidentale, risalenti all'VIII secolo a.C., posteriori all'espansione fenicia nel Mediterraneo occidentale con fondazione di città come Utica e Cartagine. Nacquero Mozia (da cui più tardi Lilibeo), Palermo, Solunto in Sicilia e Sulci, Nora, Tharros, Bithia, Kalaris in Sardegna.
In Sicilia lo stanziamento fenicio non incontrò grandi reazioni da parte degli autoctoni (a Monte Erice, per esempio, un tempio fu dedicato ad Astarte, dea-madre dell'area cananea, che veniva frequentato dai Fenici e dagli Elimi), in Sardegna, per la resistenza opposta dai Sardi nuragici, non riuscirono a controllare ampi territori lontani dalle loro città. Il supposto ruolo colonizzatore dei Fenici è stato ridimensionato dalle scoperte archeologiche di fine XX secolo, le quali evidenziano come questi levantini frequentassero approdi già abitati dagli autoctoni, con i quali avevano un pacifico rapporto di reciproci scambi commerciali. Il notevole flusso di merci favorì l'ampliarsi di questi approdi con un miglioramento delle strutture portuali e un'edilizia mutuata dai Fenici i quali, tramite matrimoni misti, si integrarono coi sardi autoctoni apportando nuove conoscenze e stili di vita.
A metà del VI secolo a.C., con la spedizione del semileggendario Malco, ebbe inizio il tentativo cartaginese di conquista della Sicilia. Cartagine, a tre secoli dalla fondazione, era diventata potenza egemone dell'Africa settentrionale fermando in Libia la colonizzazione greca vincendo Cirene. In Sicilia, la presenza greco-siceliota aveva relegato la presenza punica nell'estrema punta occidentale dell'isola. I Cartaginesi tentarono di conquistare l'intera Sicilia, cacciando da essa i Greci. Ciò avrebbe consentito il totale controllo dei due passaggi dal Mediterraneo Orientale a quello Occidentale. Le guerre greco-puniche (550 a.C.-275 a.C.) non portarono a risultati conclusivi, allargando a fasi alterne la sfera di influenza cartaginese o greca in Sicilia senza che uno dei due popoli riuscisse a prevalere nettamente sull'altro. 
Tra la fine del V secolo e l'inizio del IV secolo a.C., Dionisio I conquistò il potere, Siracusa divenne la capitale di un vasto stato denominato' Arcontato di Sicilia che aveva unificato sotto il proprio controllo, in una sorta di monarchia, tutta la Sicilia orientale, e centrale inclusi pure molti centri abitati dai Siculi e dai Sicani. Lo stato fondato da Dionisio I, poi governato dai suoi successori e durato fino al 212 a.C., era una potenza militare e commerciale di una certa importanza che sconfisse a più riprese le poleis italiote, i Popoli italici; che stipulò accordi con i Galli per contrastare l'espansionismo romano e che fondò svariate colonie sull'Adriatico: le città di Ancona, Adria, Lissa e Alessio.
Tra il 316 a.C. e il 289 a.C., Agatocle riprese e potenziò la politica imperialista di Dionisio I, riuscendo quasi a prevalere definitivamente sui cartaginesi; nel 304 a.C. si proclamò " Βασιλεύς τῆς Σικελίας " (Basilèus tès Sikelìas) cioè "Re di Sicilia" e auto-incoronandosi alla maniera ellenistica dei Diadochi orientali.
Questo scontro tra sicelioti e cartaginesi si concluse con lo scoppio della prima guerra punica, che tolse ai Cartaginesi le aree siciliane e pose una pesante ipoteca su Siracusa, unico regno siceliota importante.
In Sardegna, invece, i Cartaginesi conquistarono la parte meridionale dell'isola, pur incontrando difficoltà a causa della resistenza opposta dalle popolazioni autoctone. Nel corso del tempo i Cartaginesi chiusero le coste dell'isola in un vero e proprio cerchio di fortezze e colonie. Questa conquista permise il controllo della produzione mineraria e agricola in relazione alle necessità puniche e non solo autoctone. L'agricoltura sarda si basava principalmente sulla produzione di grano, tanto che, già nel 480 a.C., Amilcare I, impegnato nella battaglia di Imera, fece venire dalla Sardegna i rifornimenti di grano per le sue truppe, che si trovavano in Sicilia. Lo pseudo-aristotelico De mirabilibus auscultationibus riporta che Cartagine proibiva la coltivazione di piante da frutto per incentivare la monocoltura del grano. Anche l'artigianato sardo subì profonde influenze puniche.
Cartagine entrò anche nella storia dell'Italia peninsulare, alleandosi con gli Etruschi per combattere i pirati greci di Alalia, in Corsica. Le Lamine di Pyrgi testimoniano quanto fosse sentito l'influsso cartaginese sulle coste toscane e laziali. Nel 509 a.C., infine, la neonata Repubblica romana e i cartaginesi siglarono il primo dei Trattati Roma-Cartagine, che segnò l'inizio di relazioni diplomatiche stabili fra le due città. Successivamente vennero conclusi altri trattati, in cui vennero concesse ulteriori concessioni all'Urbe fino alla caduta definitiva di Cartagine.
| Tetradracma di Siracusa  | Tetradracma di Siracusa           |
| ------------------------ | --------------------------------- |
|                          |                                   |
| Testa di Aretusa         | Auriga alla guida di una quadriga |
| Argento ca. 415-405 a.C. |                                   |

### Civiltà greca

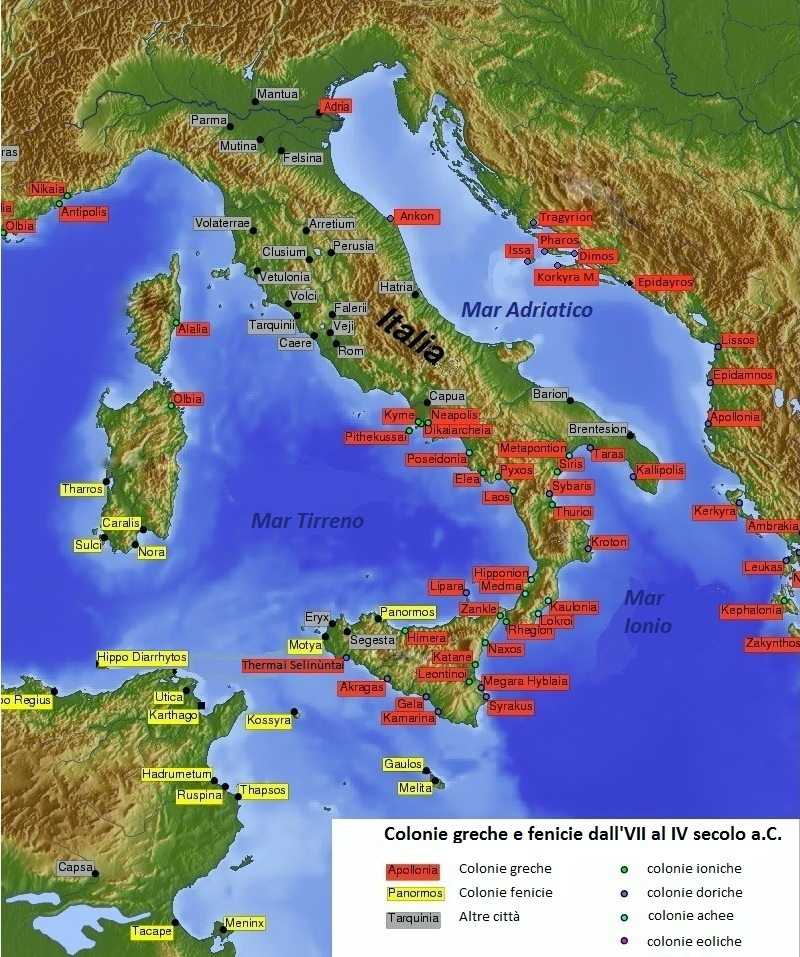
Colonie greche (in rosso) e fenicie (in giallo) in Italia nel IV secolo a.C.

Tra l'VIII e il VII secolo a.C., coloni provenienti dalla Grecia incominciarono a stabilirsi sulle coste dell'Italia meridionale e in Sicilia. Le prime colonie a essere costituite furono quelle ioniche e peloponnesiache: gli Eubei fondarono Pithecusa, Cuma, Reggio Calabria, Napoli, Naxos e Messina, i Corinzi Siracusa (i cui abitanti a loro volta fonderanno Ankón, l'odierna Ancona, e Adrìa, l'odierna Adria), i Megaresi Leontinoi, gli Spartani Taranto, mentre coloni provenienti dall'Acaia furono all'origine della nascita di Sibari e di Crotone. Altre importanti colonie furono Metaponto, fondata anch'essa da coloni Achei, Heraclea e Locri Epizefiri.
Con la colonizzazione greca i popoli italici entrarono in contatto con una civiltà raffinata, caratterizzata da espressioni artistiche e culturali elevate, che diedero origine nel Sud Italia e in Sicilia alla fioritura di filosofi, letterati, artisti e scienziati sia di origine greca (Pitagora) sia autoctona (Teocrito, Parmenide, Archimede, Empedocle ecc.). I Greci furono anche portatori di istituzioni politiche sconosciute all'epoca che prefiguravano forme di democrazia diretta. Tra le principali città greche in Italia vi fu Siracusa che, fra il V e il IV secolo a.C., conobbe un notevole sviluppo demografico ed economico.
Anche città come Reggio Calabria o Napoli raggiunsero una notevole importanza politica ed economica: la prima sotto il governo di Anassila e la seconda con l'arrivo del navarca ateniese Diotimo. I contrasti fra le colonie greche e le popolazioni autoctone furono frequenti, nonostante i Greci cercassero di instaurare rapporti pacifici favorendo, in molti casi, un loro lento assorbimento. La ricchezza e lo splendore delle colonie furono tali da far identificare l'Italia meridionale peninsulare, dagli storici romani, con l'appellativo di Magna Grecia. Nel III secolo a.C. tutte le colonie italiote della Magna Grecia e quelle siceliote della Sicilia furono assorbite nello Stato romano. Per molte di esse incominciò un fatale declino.

## Roma antica

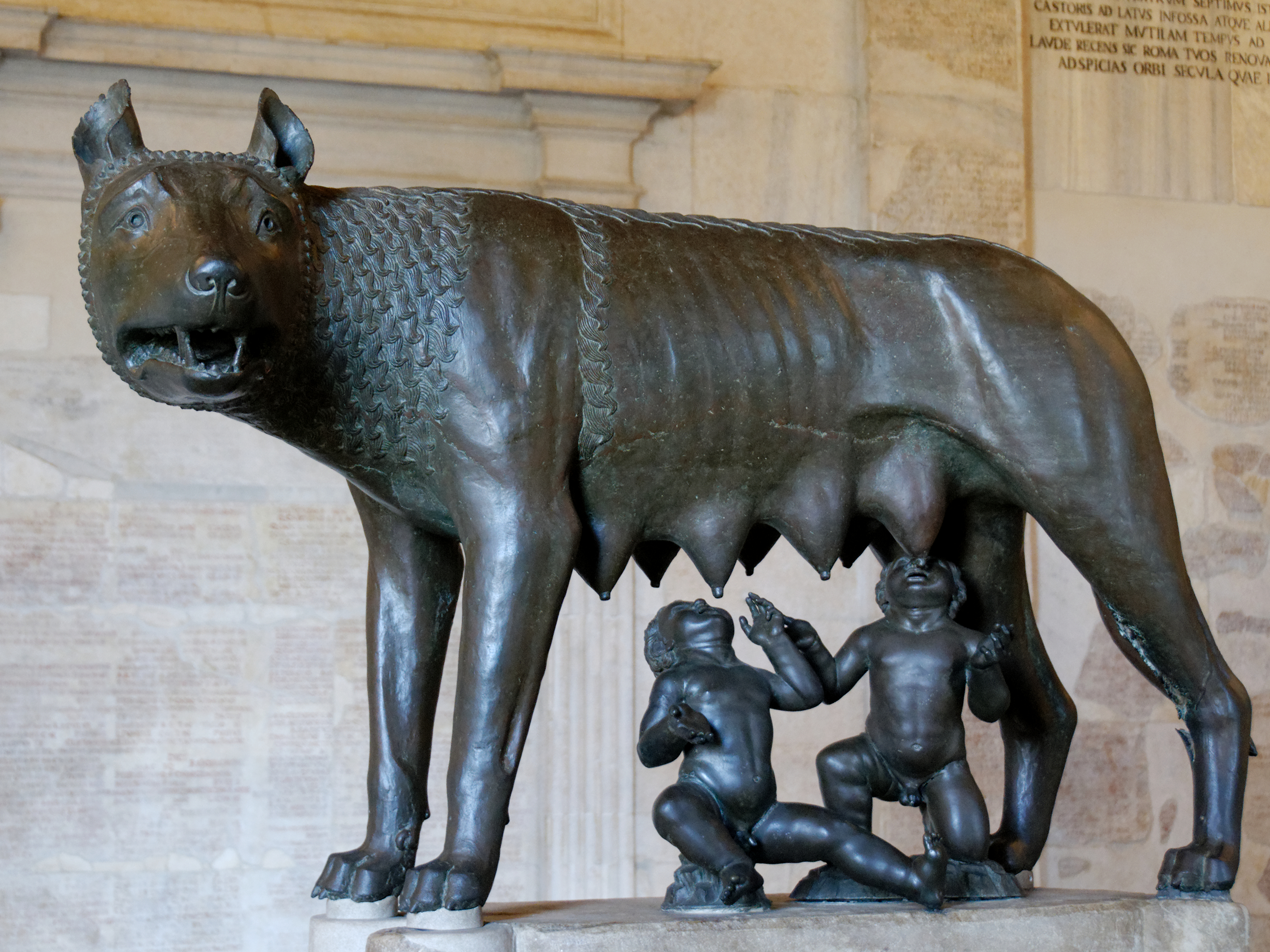
La scultura rappresenta la Lupa capitolina che allatta i gemelli Romolo e Remo che furono aggiunti, probabilmente da Antonio del Pollaiolo, nel tardo XV secolo

Secondo la tradizione, la città di Roma fu fondata il 21 aprile del 753 a.C. da Romolo sul colle Palatino. In realtà, già in precedenza erano sorti villaggi in quella posizione, fondamentale per la via di commercio del sale, ma solo alla metà dell'VIII secolo a.C. questi si unirono in una sola città. La zona era dotata, inoltre, di un buon potenziale agricolo, e la presenza dell'isola Tiberina rendeva facile l'attraversamento del vicino fiume Tevere.

### Età regia (753-509 a.C.)
Romolo instaurò nella città il regime monarchico: fino al 509 a.C., Roma fu retta, secondo la tradizione, da sette re, che apportarono notevoli contributi allo sviluppo della società. Ognuno dei primi quattro, infatti, operò in un diverso ambito dell'amministrazione statale: il fondatore eponimo Romolo diede il via alla prima guerra di espansione contro i Sabini, originatasi dall'episodio del ratto delle Sabine, e associò al trono il re nemico Tito Tazio, allargando per primo le basi del neonato Stato romano. Suddivise poi la popolazione in tre tribù e pose le basi per la ripartizione tra patrizi e plebei. Il suo successore, Numa Pompilio, istituì i primi collegi sacerdotali, come quello delle Vestali, e riformò il calendario. Il terzo re, Tullo Ostilio, riprese le ostilità contro i popoli vicini e sconfisse la città di Alba Longa mentre, il successore, Anco Marzio, costruì il primo ponte di legno sul Tevere, fortificò il Gianicolo e fondò il porto di Ostia.
Ai primi quattro re, di origine latina, fecero seguito altri tre di origine etrusca: verso la fine del VII secolo a.C., infatti, gli Etruschi, all'apogeo della loro potenza, estesero la loro influenza anche su Roma, che stava divenendo sempre più grande e la cui importanza a livello economico incominciava a farsi considerevole. Era dunque fondamentale per gli Etruschi assicurarsi il controllo su una zona che garantiva il passaggio delle rotte commerciali; anche se non si ebbe mai un reale controllo militare etrusco su Roma. Il primo re etrusco, Tarquinio Prisco, combatté contro i popoli confinanti, ordinò la realizzazione di numerose opere pubbliche, tra cui il Circo Massimo, la Cloaca Massima e il tempio di Giove Capitolino sul Campidoglio e apportò, infine, anche alcuni cambiamenti in campo culturale. Il suo successore, Servio Tullio, fu, secondo la leggenda, l'ideatore dell'ordinamento centuriato, sostituendolo alla precedente ripartizione della popolazione e combatté anch'egli contro alcune delle principali città etrusche e latine limitrofe a Roma. Ultimo monarca a governare Roma fu Tarquinio il Superbo, espulso dall'Urbe nel 510 a.C., secondo la leggenda con l'accusa di aver violentato la giovane Lucrezia; il patriziato romano, comunque, non era più disposto a sottostare al potere centralizzato del re, ma desiderava acquisire un'influenza, in campo politico, pari a quella che già rivestiva negli altri ambiti della vita civile.

### Età repubblicana (509-27 a.C.)

#### La conquista dell'Italia peninsulare

Evoluzione del nome Italia e dell'estensione geografica del territorio che, de iure, costituiva l'Italia durante l'età romana.

Dopo la cacciata di Tarquinio il Superbo e il fallimento (determinato, secondo la leggenda, dalle eroiche azioni di Muzio Scevola, Orazio Coclite e Clelia) del suo tentativo di recuperare il trono con l'aiuto degli Etruschi condotti dal lucumone di Chiusi, Porsenna, fu instaurata, per opera di Lucio Giunio Bruto, organizzatore della rivolta antimonarchica, la Repubblica. Essa prevedeva la spartizione tra più cariche dei poteri precedentemente appartenuti a un uomo solo, il re: il potere legislativo fu assegnato alle assemblee dei comizi centuriati e del senato, e furono create numerose magistrature, consolato, censura, pretura, questura, edilità, che gestissero i vari ambiti dell'amministrazione. Tutte le cariche, tra le quali il consolato e il pretorato, erano cum imperio, ossia collegiali, in modo tale che si evitasse l'affermazione di singoli uomini che potessero accentrare tutto il potere nelle loro mani.
Roma si trovò subito a lottare contro le popolazioni latine delle zone limitrofe, sconfiggendole nel 499 a.C. (o, secondo altre fonti, nel 496 a.C.) nella battaglia del Lago Regillo, e federandole a sé nella Lega Latina mediante la firma del foedus Cassianum, nel 493 a.C. Combatté poi contro gli Equi e i Volsci, e, una volta sconfitti, si scontrò con la città etrusca di Veio, espugnata da Marco Furio Camillo nel 396 a.C.
I primi anni di vita della Repubblica romana furono notevolmente travagliati anche nell'ambito della politica interna, in quanto le gravi disuguaglianze sociali che avevano portato alla caduta del regno non erano state cancellate. I plebei avviarono così una serie di proteste contro la classe dominante dei patrizi: nel 494 a.C., infine, si ritirarono in secessione sul Monte Sacro (Secessio plebis). La situazione si risolse con l'istituzione della magistratura del tribunato della plebe e con il riconoscimento del valore legale delle assemblee popolari. Importanti acquisizioni furono anche la redazione, nel 450 a.C. da parte dei decemviri, delle leggi delle XII tavole, che garantivano una maggiore equità in ambito giudiziario, e l'approvazione della lex Canuleia, nel 445 a.C.
Nel 386 a.C. l'esercito romano fu sconfitto dai Galli guidati da Brenno, che sottoposero l'Urbe a un rovinoso saccheggio. Vent'anni dopo, nel 367 a.C., furono promulgate le leges Liciniae Sextiae, che ampliarono ulteriormente i diritti della plebe.
Consolidata la propria egemonia nell'Italia centrale, Roma volse le proprie mire espansionistiche verso sud attaccando i Sanniti, contro i quali combatté tre difficili guerre (nel 343-341 a.C., nel 327-304 a.C. e nel 298-290 a.C.), che, nonostante alcune umilianti disfatte inflitte dai Sanniti a Roma (celebre quella delle Forche Caudine nel corso della seconda guerra sannitica), si conclusero dopo alterne vicende con la vittoria romana e la sottomissione totale dei Sanniti.
Consolidata la propria egemonia sull'Italia centro-meridionale, Roma arrivò a scontrarsi con le città della Magna Grecia e con la potente Taranto, che invocarono allora l'aiuto del re d'Epiro Pirro, che sbarcò in Italia con un potente esercito comprendente anche elefanti da guerra; nonostante alcune sofferte vittorie (con grandissime perdite) contro i Romani a Heraclea e ad Ascoli, Pirro fu duramente sconfitto a Maleventum nel 275 a.C. e costretto a tornare oltre l'Adriatico. Taranto, dunque, fu nuovamente assediata e costretta alla resa nel 272 a.C.: Roma era così potenza egemone nell'Italia peninsulare, a sud dell'Appennino Ligure e Tosco-Emiliano.

#### Le guerre puniche e i conflitti in Oriente
La conquista dell'Italia portò Roma a scontrarsi con l'altra grande potenza del Mediterraneo Occidentale: Cartagine. Le guerre che si scatenarono furono di inaudita ferocia e di notevole durata, ma videro infine il trionfo totale di Roma. La prima guerra punica scoppiò nel 264 a.C. allorché Roma inviò un piccolo contingente in soccorso di Messina, con l'intento di assicurarsi il controllo dello stretto di Messina, ambito però anche dai Cartaginesi, che decisero di reagire con la guerra. Dopo alcune vittorie negli scontri terrestri, Roma potenziò la flotta, dotandola di corvi, e riuscì a ottenere alcune importanti vittorie navali, anche se il tentativo di Marco Attilio Regolo di portare la guerra sul suolo africano e imporre la resa a Cartagine fallì e il console, catturato, venne giustiziato facendolo rotolare dentro una botte. La guerra finì, dopo alterne vicende, con la vittoria di Roma (241 a.C.), che poté così estendere il suo dominio annettendo Sicilia, Sardegna e Corsica; sconfisse inoltre i pirati illirici che, tacitamente supportati dalla regina Teuta, infestavano le coste adriatiche e, qualche anno più tardi, incominciò a espandersi nella pianura padana a scapito dei Celti (battaglia di Clastidium, 222 a.C.).
Nel frattempo, preoccupato dalle mire espansionistiche puniche in Hispania, il Senato stipulò un nuovo patto con Cartagine; tuttavia, nel 218 a.C., dato che il generale punico Annibale Barca attaccò la città di Sagunto, alleata di Roma, si decise di dichiarare nuovamente guerra a Cartagine. Annibale valicò le Alpi con un potente esercito comprendente anche elefanti e inflisse varie sconfitte alle legioni romane. Dopo una fase di stallo, durante la quale Roma poté riorganizzarsi, grazie alla politica attuata dal dictator Quinto Fabio Massimo, detto il temporeggiatore, le legioni romane subirono una pesante sconfitta contro Annibale nella battaglia di Canne (216 a.C.). Mentre numerose città si alleavano con i Cartaginesi e anche la Macedonia di Filippo V scendeva in guerra contro Roma, Annibale si attardò nel Sud Italia (ozi di Capua), mentre i Romani, seppure provati, poterono lentamente ricostituire le proprie forze: il console Publio Cornelio Scipione ottenne diverse vittorie sui Cartaginesi in Hispania, mentre in Italia Roma riuscì ben presto a recuperare le città italiche che l'avevano tradita per allearsi con Annibale e sconfisse anche il fratello di Annibale, Asdrubale Barca, mentre tentava di portare rinforzi ad Annibale. Nel 203 a.C. Scipione, conquistata la Penisola iberica e ristabilita la situazione in Italia, sbarcò in Africa per tentare di ottenere una vittoria definitiva e sconfisse Annibale, nel frattempo tornato a Cartagine, nella battaglia di Zama, costringendo Cartagine a capitolare e ad accettare le dure condizioni di pace imposte da Roma.
Dopo la conclusione della guerra con Cartagine, Roma completò la sottomissione della Gallia Cisalpina, sconfiggendo sia i Celti o Galli, sollevatisi contro Roma durante la seconda guerra punica, sia le popolazioni locali: attorno al 191 a.C. la Gallia Cisalpina fu ridotta a provincia, mentre nel 177 a.C. venne sottomessa anche l'Istria e, due anni dopo, i Liguri Cisalpini.

Ormai potenza egemone del Mediterraneo occidentale, Roma volse le sue mire espansionistiche a danno degli stati ellenistici dell'Oriente, sottomettendo nell'arco di un cinquantennio (200 a.C.-146 a.C.) la Grecia (per maggiori approfondimenti su queste campagne non riguardanti la storia d'Italia e che qui non vengono trattate per motivi di spazio, cfr. guerre macedoniche) e completando la sottomissione di Cartagine (terza guerra punica, 149-146 a.C.). Con la sconfitta dei nemici contro cui combatteva da anni su entrambi i fronti, Roma era diventata padrona del Mediterraneo.

#### Conseguenze delle conquiste
Le nuove conquiste, tuttavia, portarono anche notevoli cambiamenti nella società romana: i contatti con la cultura ellenistica, temuta e osteggiata da Marco Porcio Catone detto il Censore, modificarono profondamente gli usi che fino ad allora si rifacevano al mos maiorum, trasformando radicalmente la società dell'Urbe. L'introduzione di usanze e conoscenze provenienti dall'Oriente (filosofia, retorica, letteratura, scienza greca) fece sì effettivamente che il livello culturale dei Romani, almeno dei patrizi, crescesse significativamente, ma generò altresì una decadenza dei valori morali, testimoniata dalla diffusione di costumi e abitudini moralmente discutibili, che non poté non provocare l'opposizione da parte degli ambienti più conservatori, capeggiati da Catone il Censore, i quali si scagliarono contro le culture extra-romane, tacciate di corruzione dei costumi, e lottarono contro l'ellenizzazione dei costumi a favore del ripristino del mos maiorum, i valori che, secondo Catone, avevano reso grande Roma.
I problemi connessi a un'espansione così grande e repentina che la Repubblica dovette affrontare furono enormi e di vario genere: le istituzioni romane, fino ad allora concepite per amministrare un piccolo Stato, non erano adatte per amministrare uno Stato che si estendeva dall'Hispania, all'Africa, alla Grecia, all'Asia. Le continue guerre in patria e all'estero, inoltre, immettendo sul mercato una quantità enorme di schiavi, usualmente impiegati nelle aziende agricole dei patrizi romani, portarono a ripercussioni tremende nel tessuto sociale romano: infatti la crisi della piccola proprietà terriera, provocata dalla maggior competitività dei latifondi schiavistici (che ovviamente producevano praticamente a costo zero), determinò da una parte la concentrazione dei terreni coltivabili in poche mani e una grande quantità di merci a buon mercato, dall'altra generò la nascita del cosiddetto sottoproletariato urbano. Parecchie famiglie costrette a lasciare le campagne si rifugiarono nell'urbe, dove non avevano un lavoro, una casa e di che sfamarsi dando origine a pericolose tensioni sociali abilmente sfruttate dai politici più scaltri.
A tentare una riforma che ponesse un rimedio alla crisi furono per primi i fratelli Gracchi, ovvero Tiberio e Gaio Sempronio Gracco, il cui progetto di riforma prevedeva la limitazione dell'occupazione delle terre dello Stato a 125 ettari e la riassegnazione delle terre eccedenti ai contadini in rovina, oltre alla limitazione delle terre che le famiglie nobili potevano possedere a non più di 1000 ettari; i terreni confiscati furono distribuiti in modo che ogni famiglia della plebe contadina avesse 30 iugeri (7,5 ettari). Un tale piano di riforma trovò però l'opposizione dei ceti aristocratici, i cui interessi furono duramente colpiti, che impedirono l'attuazione della riforma assassinando i due fratelli.

#### Le rivendicazioni disociie schiavi: laguerra socialee le guerre servili
Già dal tempo dei Gracchi a Roma si avanzavano proposte d'estensione dei diritti di cittadinanza anche agli altri popoli italici, fino ad allora federati, ma senza successo. La speranza degli alleati italici era che a Roma prevalesse il partito di coloro che volevano concedere agli alleati italici la cittadinanza romana. Ma quando nel 91 a.C. il tribuno Marco Livio Druso, che stava preparando una proposta per concedere la cittadinanza agli alleati fu ucciso, ai più apparve chiaro che Roma non avrebbe concesso spontaneamente la cittadinanza. Fu l'inizio della guerra che, dal 91 a.C. all'88 a.C., vide combattersi gli eserciti romani e quelli italici. Gli ultimi a cedere le armi ai Romani, capeggiati tra gli altri da Silla e Gneo Pompeo Strabone, padre del futuro Pompeo Magno, furono i Sanniti. Nel 90 a.C la lingua latina si diffuse la lingua latina in tutta la penisola. Gli italici si videro comunque riconosciuta la cittadinanza romana, dando al nome Italia un significato politico. All'epoca, comunque, l'Italia comprendeva solo la parte peninsulare; la parte transpadana formava la provincia della Gallia Cisalpina i cui abitanti, a differenza degli italici peninsulari, non erano ancora cittadini romani. Nel dicembre del 49 a.C., Cesare, concesse la cittadinanza romana agli abitanti della provincia e, nel 42 a.C., la provincia venne abolita del tutto, rendendo così la Gallia Cisalpina parte integrante dell'Italia romana, che costituiva a sua volta il territorio metropolitano di Roma e si differenziava per statuto dalle province, essendo queste ultime tutti i restanti territori al di fuori di essa.

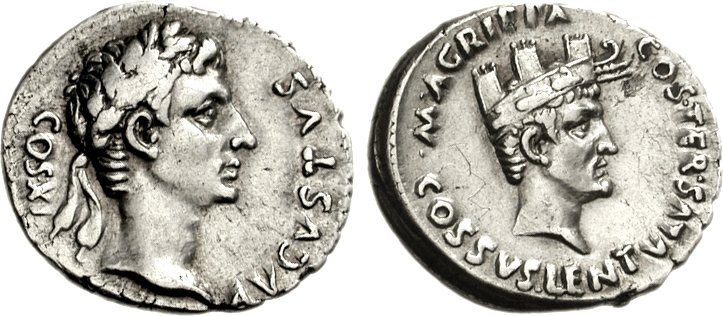
Moneta raffigurante Augusto e Marco Vipsanio Agrippa, vincitori della battaglia di Azio

Il trattamento disumano degli schiavi, i quali, secondo la legge, non erano persone, ma strumenti dei quali il padrone poteva abusare, danneggiare o uccidere senza conseguenze legali, portò essi a rivoltarsi più volte a Roma nel tentativo di ottenere la libertà o un miglioramento delle loro condizioni. Le prime due ribellioni, o guerre servili (scoppiate rispettivamente nel 135 a.C. e nel 104 a.C.), pur necessitando di anni di interventi militari diretti per essere sedate, non minacciarono mai la penisola italiana né tanto meno la città di Roma direttamente.
La terza guerra servile, condotta dallo schiavo e gladiatore Spartaco e scoppiata a Capua nel 73 a.C., al contrario, mise in forti difficoltà Roma, che sottovalutò la minaccia: nei primi tempi numerose legioni subirono non pronosticate sconfitte contro gli schiavi ribelli, il cui numero era rapidamente cresciuto fino a 70.000, ma, una volta che venne stabilito un comando unificato sotto Marco Licinio Crasso, al comando di sei legioni, la ribellione venne schiacciata nel 71 a.C. Circa 10.000 schiavi fuggirono dal campo di battaglia, mentre 6.000 di essi vennero crocifissi lungo la Via Appia, da Capua a Roma. La rivolta scosse il popolo romano, che «a causa della grande paura sembrò incominciare a trattare i propri schiavi meno duramente di prima».
Anche la condizione legale e i diritti degli schiavi romani incominciarono a mutare: durante il principato di Claudio (41-54), fu promulgata una costituzione che puniva l'assassinio di uno schiavo anziano o ammalato, e che dava la libertà agli schiavi abbandonati dai loro padroni, mentre, durante il regno di Antonino Pio (138-161), i diritti degli schiavi furono ulteriormente ampliati e tutelati, con la limitazione degli abusi che i padroni potevano commettere e l'istituzione di un'autorità teoricamente indipendente cui gli schiavi si potevano appellare.

#### La crisi della Repubblica: da Mario ad Augusto

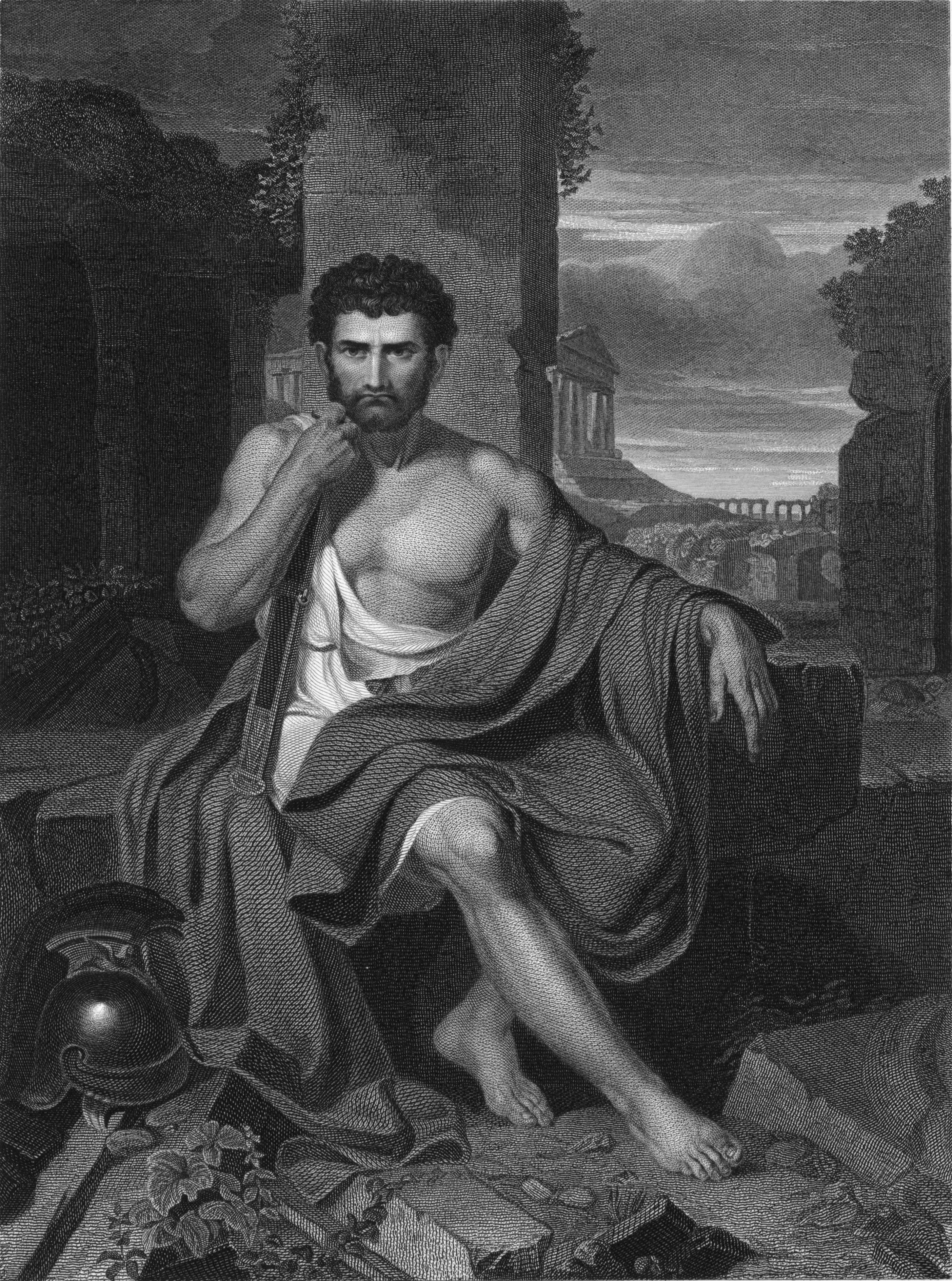
Mario, un generale romano che riformò drasticamente l'esercito romano

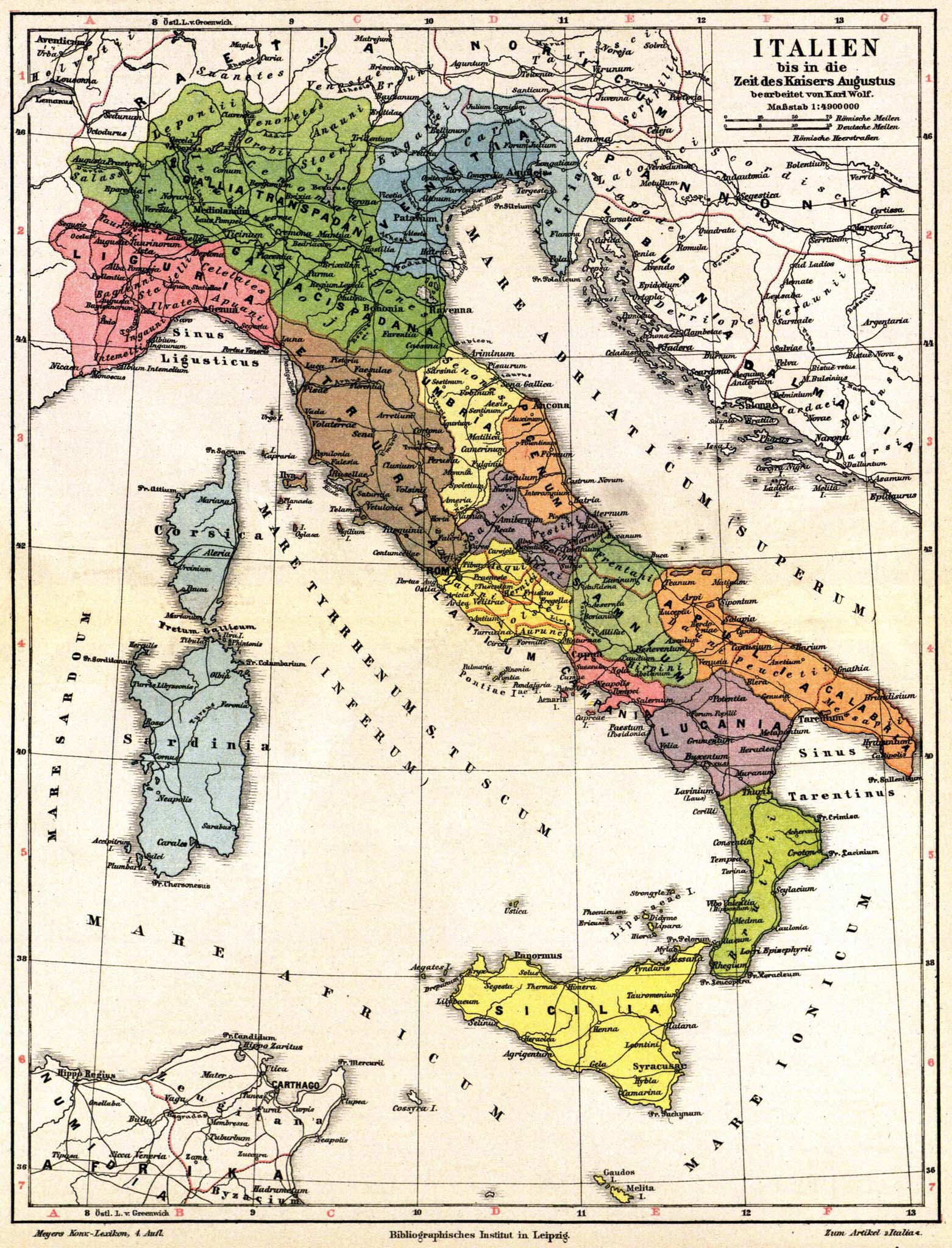
Regioni italiane al tempo dell'Italia romana

Negli anni successivi la politica romana fu caratterizzata sempre più dal radicalizzarsi della lotta tra il partito degli ottimati (optimates) e quello dei popolari (populares), che avevano visioni politiche completamente opposte: i primi avevano come principale esponente Lucio Cornelio Silla, valente generale, mentre i secondi erano capeggiati da Gaio Mario. Quest'ultimo si era distinto in varie imprese militari: più volte console, condusse la vittoriosa guerra contro Giugurta (108 a.C.-105 a.C.) e riuscì a respingere la minaccia germanica dei Cimbri e dei Teutoni, che avevano inflitto fino ad allora pesanti sconfitte a Roma incutendo profondo timore ai Romani, con due vittorie ad Aquae Sextiae e a Vercelli. Sia contro Giugurta sia contro i Germani, Mario ebbe come legato un giovane nobile, di cui apprezzava le capacità militari: Silla.

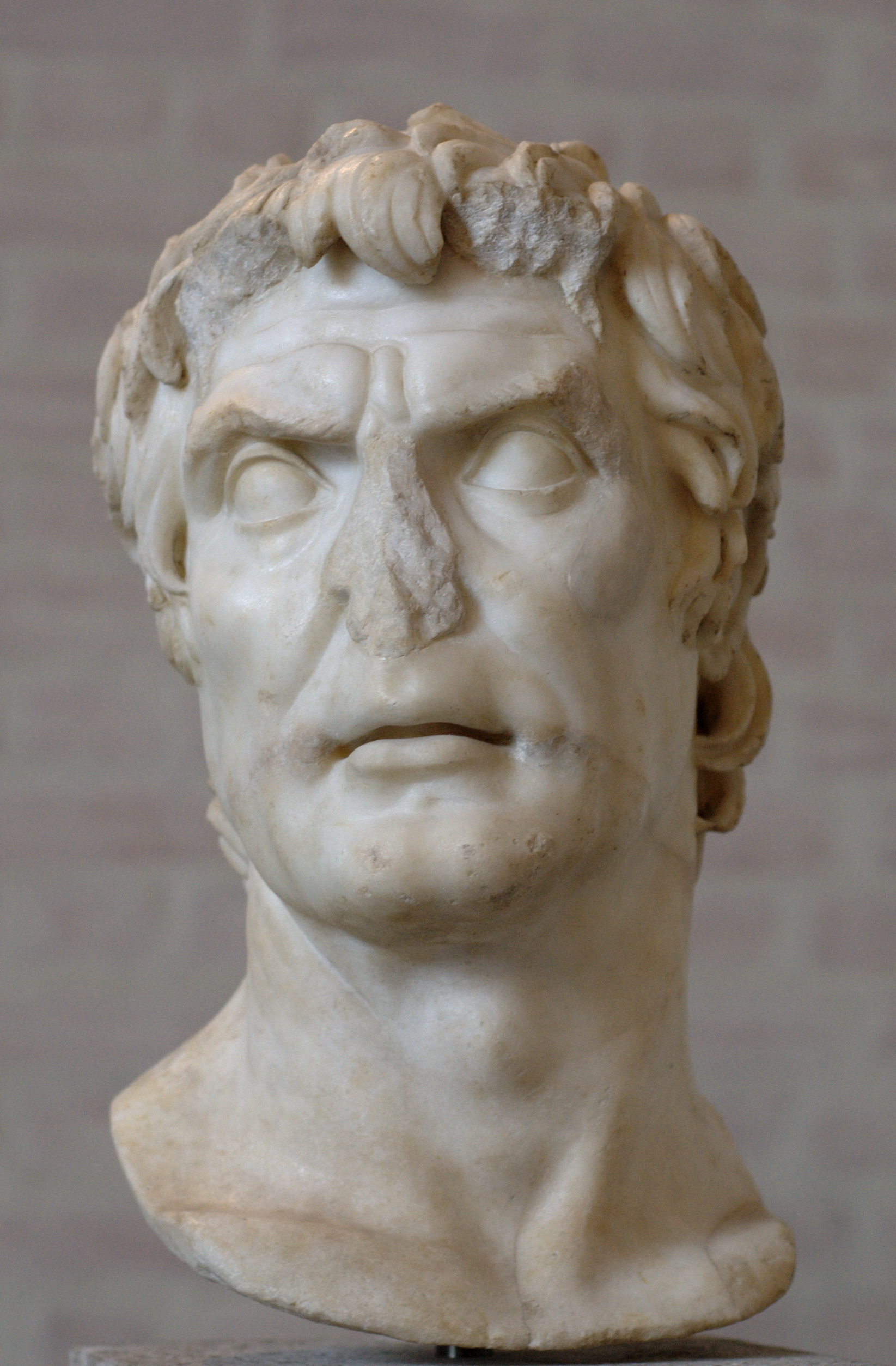
Presunto ritratto di Lucio Cornelio Silla

Lo scontro tra ottimati e popolari, fino a che Gaio Mario rimase in vita, si risolse sempre nella lotta per l'ottenimento del consolato per i candidati della propria parte politica. Morto Mario, Silla, al ritorno dalla vittoriosa guerra in oriente contro Mitridate VI re del Ponto, ritenne che il momento fosse propizio per un colpo di Stato e con l'esercito in armi marciò contro Roma, dove a Porta Collina ottenne la vittoria decisiva nella guerra civile contro i mariani (82 a.C.). Per consolidare la vittoria, Silla si fece eleggere dittatore a vita e incominciò una vasta e sistematica persecuzione nei confronti dell'opposizione (le liste di proscrizione sillane) da cui il giovane Cesare, nipote di Mario, riuscì a stento a sottrarsi. Fino a che morì, nel 78 a.C., l'unica seria opposizione contro Silla, fu quella condotta da Sertorio dalla provincia dell'Hispania. Nel 70 a.C. la costituzione sillana venne abolita da Pompeo e Crasso, della quale erano stati dieci anni prima fautori convinti.
Il mondo romano si avviava a divenire troppo vasto e complesso per le istituzioni della Repubblica; la debolezza di queste ultime, e in particolare del senato divenne già evidente nelle circostanze del primo triumvirato, un accordo informale con cui i tre più potenti uomini di Roma, Cesare, Crasso e Pompeo, si spartivano le sfere d'influenza e si garantivano reciproco appoggio. Dei tre, la figura di Cesare era la più emblematica dei nuovi rapporti di potere che stavano emergendo: nipote di Mario, egli aveva anche per questo aderito sin da giovane alla fazione dei populares e costruì il suo potere con le conquiste militari e il rapporto di fedeltà personale che lo legava al suo esercito. Fu per questo che quando, dopo la morte di Crasso (53 a.C.), le ambizioni personali di Cesare e Pompeo si scontrarono, il senato preferì schierarsi con quest'ultimo, in quanto più vicino agli Optimates e più rispettoso verso i privilegi senatoriali (per quanto non sfuggisse ai più attenti, come Cicerone, che qualunque dei due contendenti avesse prevalso il potere del senato sarebbe stato irrimediabilmente compromesso).
Lo scontro, sempre latente, si mantenne comunque entro i limiti delle tradizionali forme di governo romane, fino al 49 a.C., quando il senato intimò a Cesare di rimettere il suo comando delle legioni che aveva condotto alla conquista delle Gallie, e di tornare a Roma da privato cittadino. Il 10 gennaio, abbandonando gli ultimi dubbi (Alea iacta est), Cesare attraversò con le sue truppe il Rubicone dando inizio alla guerra civile contro la fazione opposta. La guerra civile fu combattuta vittoriosamente da Cesare su tre fronti: il fronte greco, dove Cesare sconfisse Pompeo nella battaglia di Farsalo, il fronte africano, dove Cesare riuscì ad avere la meglio sugli Optimates guidati da Catone Uticense con la decisiva battaglia di Utica (49 a.C.), e il fronte iberico, dove la battaglia decisiva avvenne a Munda, sull'esercito nemico guidato dai figli di Pompeo, Gneo il Giovane e Sesto. Cesare, avuta la meglio sulla fazione avversa, assunse il titolo di dictator, assommando a sé molti poteri e prerogative, quasi un preludio della figura dell'imperatore, che però non assunse mai, ucciso alle idi di marzo nel 44 a.C.
La morte del dittatore, contrariamente alle dichiarate intenzioni dei congiurati, non portò alla restaurazione della Repubblica, ma a nuovo periodo di guerre civili. Questa volta però i due contendenti, Augusto e Marco Antonio, non erano i campioni di due fazioni rivali, ma rappresentanti di due gruppi che combattevano per il predominio sulla parte avversa, senza avere alcuna velleità di restaurare la Repubblica, ormai superata come istituzione storica. La guerra civile tra Ottaviano e Marco Antonio terminò con la Battaglia di Azio nel 31 a.C., che decretò il trionfo di Ottaviano e diede inizio de facto al periodo imperiale della storia romana. Augusto mantenne in vita (formalmente) la Repubblica, di fatto trasformandola in una monarchia, pur nell'apparenza del Principato. Ufficialmente ebbe fine dopo il 235 d.C. In particolare, nel 284, l'imperatore Diocleziano, incominciò una nuova fase, il Dominato, cambiando radicalmente le antiche istituzioni romane.

### Età imperiale (27 a.C.-476 d.C.)

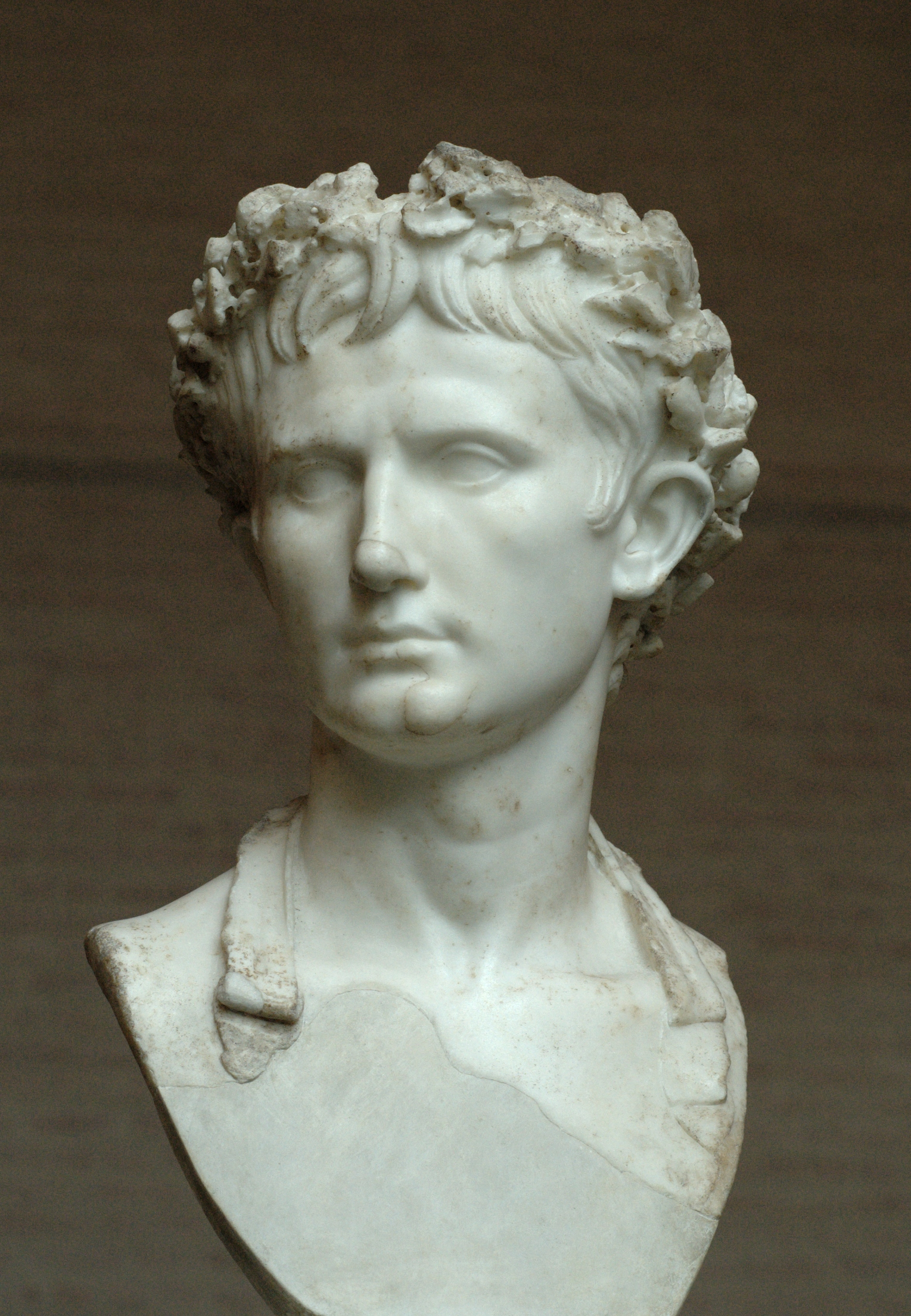
Augusto, fondatore dell'impero romano

#### L'Italia sotto Augusto: le undici regioni augustee
Ottaviano Augusto mantenne le antiche istituzioni repubblicane, seppur svuotandole di ogni potere effettivo. Sebbene la repubblica continuasse formalmente a esistere, in realtà era diventata un principato retta dal princeps o imperatore, che era l'assoluto padrone dell'Impero. Con i nuovi poteri Augusto riorganizzò l'amministrazione dell'Impero: stabilì moneta e tassazione standardizzata; creò una struttura di servizio civile formata da cavalieri e da uomini liberi (mentre in precedenza erano prevalentemente schiavi) e previde benefici per i soldati al momento del congedo. Suddivise le province in senatorie (controllate da proconsoli di nomina senatoria) e in imperiali (governate da legati imperiali). Fu un maestro nell'arte della propaganda, favorendo il consenso dei cittadini alle sue riforme. La pacificazione delle guerre civili fu celebrata come una nuova età dell'oro dagli scrittori e poeti contemporanei, come Orazio, Livio e soprattutto Virgilio.

L'impero romano raggiunse la sua massima estensione nel 116

Augusto per primo creò un corpo di vigili, e una forza di polizia per la città di Roma, che fu suddivisa amministrativamente in 14 regioni. Ottaviano completò il dominio sull'Italia, sottomettendo tra il 25 a.C. e il 6 a.C. alcune periferiche popolazioni alpine, tra cui Salassi, Reti e Vindelici. Per aver completato la sottomissione di tutte le 46 popolazioni della penisola italiana, i Romani eressero in suo onore un monumento celebrativo sulle falde meridionali delle Alpi, presso Monaco. Nel 7 d.C., Augusto, divise l'Italia in undici regioni. L'Italia, che così come durante il corso della Repubblica continuava a non essere una provincia, in quanto territorio metropolitano di Roma ben differenziato da queste ultime, si vide ancor più privilegiata da Augusto e dai suoi successori in epoca imperiale, i quali costruirono sul suo territorio una fitta rete stradale e abbellirono le sue città dotandole di numerose strutture pubbliche (foro, templi, anfiteatro, teatro, terme...), iniziativa nota come evergetismo augusteo.
L'economia italiana era florida: agricoltura, artigianato e industria ebbero una notevole crescita che permise l'esportazione dei beni verso le province. L'incremento demografico fu rilevato da Augusto tramite tre censimenti: i cittadini maschi furono 4.063.000 nel 28 a.C., 4.233.000 nell'8 a.C. e 4.937.000 nel 14 d.C. Se si considerano anche le donne e i bambini la popolazione totale nell'Italia del I secolo d.C. può essere stimata sui 10 milioni di abitanti circa, di cui almeno 3 milioni erano schiavi. In politica estera tentò di espandere l'impero. Oltre ad aver conquistato le regioni alpine dell'Italia (vedi sopra), intraprese anche alcune campagne in Etiopia, in Arabia Felix e in Germania, le quali ebbero però poco successo, sia per la strenua resistenza degli abitanti che per il clima avverso. Alla sua morte il suo testamento fu letto in senato: si raccomandava ai suoi successori di non intraprendere nessuna conquista, in quanto un'ulteriore espansione avrebbe provocato solo problemi logistici a un impero già troppo vasto. I suoi successori rispettarono questa sua indicazione, e nei due secoli d'oro dell'impero furono solo due le conquiste territoriali di rilievo: la Britannia, conquista intrapresa nel 43 dall'Imperatore Claudio e portata avanti dal generale Agricola sotto Domiziano, e la Dacia, conquistata da Traiano.

L'anfiteatro Flavio, simbolo di Roma e del potere imperiale ancora ai nostri giorni

#### Dinastia Giulio-Claudia (14-68)
La prima dinastia fu quella Giulio-Claudia, che fu al potere dal 14 al 68; nel corso di mezzo secolo si succedettero Tiberio, Caligola, Claudio e Nerone. I primi anni del regno di Tiberio furono pacifici e relativamente tranquilli. Egli consolidò il potere di Roma e assicurò la ricchezza e la prosperità dello Stato romano. Dopo la morte di Germanico e di Druso, i suoi eredi, l'imperatore, convinto di aver perso i favori del popolo e di essere circondato da cospiratori, si ritirò nella propria villa di Capri (26), lasciando il potere nelle mani del comandante della guardia pretoriana, Seiano, che avviò le persecuzioni contro coloro che erano accusati di tradimento. Alla sua morte (37) il trono venne affidato a Gaio (soprannominato Caligola, per la sua abitudine di portare particolari sandali chiamati caligae), il figlio di Germanico. Caligola incominciò il regno ponendo fine alle persecuzioni e bruciando gli archivi dello zio.
Tuttavia si ammalò presto: gli storici successivi riportano una serie di suoi atti insensati che avrebbero avuto luogo a partire dalla fine del 37. Nel 41, Caligola cadde vittima di una congiura ordita dal comandante dei pretoriani Cassio Cherea. L'unico membro rimasto della famiglia imperiale era un altro nipote di Tiberio, Claudio. Questi, pur essendo considerato dalla famiglia stupido, fu invece capace di amministrare con responsabile capacità: riorganizzò la burocrazia e conquistò la Britannia. Sul fronte familiare, Claudio ebbe meno successo: la moglie Messalina fu messa a morte per adulterio; successivamente sposò la nipote Agrippina, che probabilmente lo uccise nel 54. La morte di Claudio spianò la strada al figlio di Agrippina, Nerone. Questi inizialmente affidò il governo alla madre e ai suoi tutori, in particolare a Seneca. Tuttavia, maturando, il suo desiderio di potere aumentò: fece giustiziare la madre e i tutori e regnò da despota. L'incapacità di Nerone di gestire le numerose ribellioni scoppiate nell'Impero durante il suo principato e la sua sostanziale incompetenza divennero rapidamente evidenti e nel 68 Nerone si suicidò.

#### Dinastia dei Flavi (69-96)
Alla morte di Nerone l'ingerenza dell'esercito nella nomina dell'imperatore fu la causa di una guerra per la successione: nel 69, noto come anno dei quattro imperatori, il trono fu conteso da quattro candidati, ognuno eletto imperatore dalla rispettiva legione: Galba, Otone, Vitellio e Vespasiano. La guerra civile si concluse con la vittoria di Vespasiano, che fondò la dinastia Flavia. Questo imperatore riuscì a liberare Roma dai problemi finanziari creati dagli eccessi di Nerone e dalle guerre civili. Aumentando le tasse in modo drammatico, egli riuscì a raggiungere un'eccedenza di bilancio e a realizzare numerose opere pubbliche, come il Colosseo e un Foro il cui centro era il Tempio della Pace. Il regno del suo successore, il figlio Tito, durò soli due anni e fu segnato da due tragedie: nel 79 l'eruzione del Vesuvio distrusse Pompei ed Ercolano e, nell'80, un incendio distrusse gran parte di Roma. Tito morì nell'81 a 41 anni, forse assassinato dal fratello Domiziano impaziente di succedergli. Fu con Domiziano che i rapporti già tesi tra la dinastia flavia e il senato si deteriorarono a causa della divinizzazione dell'imperatore secondo modalità tipicamente ellenistiche e del divorzio dalla moglie Domizia, di estrazione senatoria. Nella parte finale del suo regno perseguitò i filosofi e, nel 95, i Cristiani. Morì l'anno seguente, vittima di una congiura.

#### Dinastia degli Antonini: gli imperatori adottivi (96-192)
Con Nerva (96-98), successore di Domiziano, venne cambiato il sistema di successione degli imperatori con l'introduzione del cosiddetto principato adottivo: questa riforma prevedeva che l'imperatore in carica in quel momento dovesse decidere, prima della sua morte, il suo successore all'interno del senato, in modo da responsabilizzare i senatori. Con questo criterio vennero scelti Traiano, Adriano, Antonino Pio, Marco Aurelio e Commodo (quest'ultimo era anche figlio di Marco Aurelio). Tramite la politica di pace instaurata e la prosperità derivatane il governo imperiale attirò consensi unanimi, tanto che Nerva e i suoi successori sono anche noti come i cinque buoni imperatori. In questo periodo, grazie alle conquiste per opera di Traiano di Dacia, Armenia, Mesopotamia e Assiria, l'Impero raggiunse la sua massima estensione (117). Le conquiste orientali di Traiano furono, però, in gran parte abbandonate dal successore Adriano (118), anche se i territori perduti vennero successivamente riconquistati nelle guerre romano-partiche. Lo sviluppo economico e la coesione politica e ideale, raggiunta anche per l'adesione delle classi colte ellenistiche, che contraddistinsero il secondo secolo, non devono, comunque, trarre in inganno, in quanto da lì a poco l'impero cominciò a mostrare i primi sintomi della decadenza.
Quanto all'Italia, il suo posto nell'impero, nel secondo secolo, cominciò a perdere la sua preponderanza, a causa della romanizzazione delle province, e in parte dell'integrazione delle loro élite in seno agli ordini equestri e senatoriali. Il secondo secolo vide l'impero governato da imperatori provenienti dalle province e discendenti da antichi coloni italici: Traiano e Adriano originari della provincia dell'Hispania Baetica e Antonino Pio di quella della Gallia Narbonense. Fin dai primi anni del secolo, Traiano cercò di regolamentare la presenza dei senatori in Italia, obbligandoli a possedere un terzo delle loro terre in Italia; secondo Plinio il Giovane (VI, 19) certi senatori provinciali abitavano in Italia difatti come se fossero in vacanza, senza curarsi della penisola. La misura ebbe solamente un effetto limitato, quello di rialzare momentaneamente i prezzi delle proprietà, che stavano decadendo, e fu reiterata da Marco Aurelio ma in un'inferiore misura, un quarto delle terre.
Altri fattori che assicuravano la sua preminenza sull'impero subirono una flessione, cominciata nel I secolo e che durò durante tutto il suddetto. Le legioni, oramai stanziate stabilmente sul limes romano, nelle province lontane, regionalizzarono poco a poco il loro reclutamento, soprattutto a partire da Adriano. Per molto tempo queste osservazioni hanno fatto ritenere a vari studiosi che l'Italia romana nel II secolo fosse in declino e in forte crisi economica, demografica e infine incapace di reggere la concorrenza delle province. Altri, invece, hanno interpretato le numerose importazioni di materie prime provenienti dalle province non come il segno di un declino dell'Italia ma piuttosto come la conseguenza della misura sproporzionata del mercato romano-italico, foraggiato dalle imposte e dalle retribuzioni ai funzionari, o del fatto che certi trasporti marittimi a lunga distanza fossero più economici dei trasporti terrestri a media distanza. L'Italia da sola non poteva produrre abbastanza da nutrire Roma col suo milione di abitanti, tanto più che la coltivazione del grano era poco remunerativa rispetto all'olivo e alla vite; le importazioni massicce non bilanciate dalle esportazioni rendono conto di un declino.
Un passo in avanti verso la parificazione dell'Italia con le province venne compiuto da Adriano, quando assegnò l'Italia a quattro consolari portanti il titolo di legati propretori, titolo utilizzato per i governatori di provincia. Il moto di protesta sollevato nel senato, rappresentante dei vari municipi d'Italia, lesi nella loro autonomia fino ad allora sempre garantita, fece sì che la misura fosse annullata dal suo successore. La soluzione di Adriano rispondeva tuttavia a una reale esigenza: le regioni dell'Italia avevano bisogno di un'amministrazione più gerarchizzata, in particolare nel campo della giustizia civile. Tanto che Marco Aurelio creò egli stesso nel 165 i giuridici (iuridici) che esercitavano nei distretti. Il secondo secolo fu per l'Italia un secolo di transizione, di indietreggiamento della sua preminenza, ma non il declino che la storiografia ha letto fino agli anni settanta, appoggiandosi tra altri sulle tesi di M. Rostovtseff. Il vero declino avvenne in seguito. I prodromi della crisi che investì l'impero romano nel III secolo incominciarono a farsi sentire soprattutto con Commodo (180-192), che minò l'equilibrio istituzionale raggiunto e il cui atteggiamento dispotico favorì il malcontento delle province e dell'aristocrazia, portando al suo assassinio nel 192. Era l'ultimo degli Antonini.

#### Dinastia dei Severi (193-235)
Tra la fine del II e l'inizio del III secolo, l'Italia romana, in coincidenza con l'inizio del declino dell'impero, perse man mano i suoi privilegi di territorio non provinciale fino a venire parificata alle province. L'assassinio di Commodo diede il via a una breve guerra civile fra tre pretendenti al trono (tutti nominati dall'esercito), che vide la vittoria di Settimio Severo, che diede inizio alla dinastia dei Severi. Nel corso del suo regno, Settimio Severo (193-211) aumentò i poteri all'esercito e per questo viene visto da alcuni storici come uno degli artefici della rovina dell'impero.
Alla sua morte (211) gli succedettero i figli Caracalla e Geta; l'ultimo dei due venne però fatto uccidere dal primo. Nel 212 Caracalla concesse la cittadinanza, finora concessa salvo alcune eccezioni solo agli italici, a tutti gli abitanti dell'Impero, segnando un ulteriore passo in avanti verso la parificazione dell'Italia con le province. Il suo regno e quello dei suoi successori (Eliogabalo e Alessandro Severo) fu caratterizzato da lotte intestine, che nel 235 portarono, con l'uccisione di Alessandro Severo da parte del suo esercito, all'estinzione della dinastia dei Severi e all'inizio dell'anarchia militare.

#### L'anarchia militare (235-284)
Il periodo cosiddetto dell'anarchia militare durò dal 235 al 284 e fu caratterizzato dagli assalti dei barbari che premevano sul limes e che costrinsero i Romani a evacuare la Dacia e gli Agri Decumati (in Germania), e dalla crescente importanza dell'esercito, che spesso era fonte di disordini interni, con numerose rivolte e nomine di usurpatori: molti imperatori nel corso del III secolo morirono di morte violenta, proprio per mano dell'esercito.

#### Tardo impero (284-395)

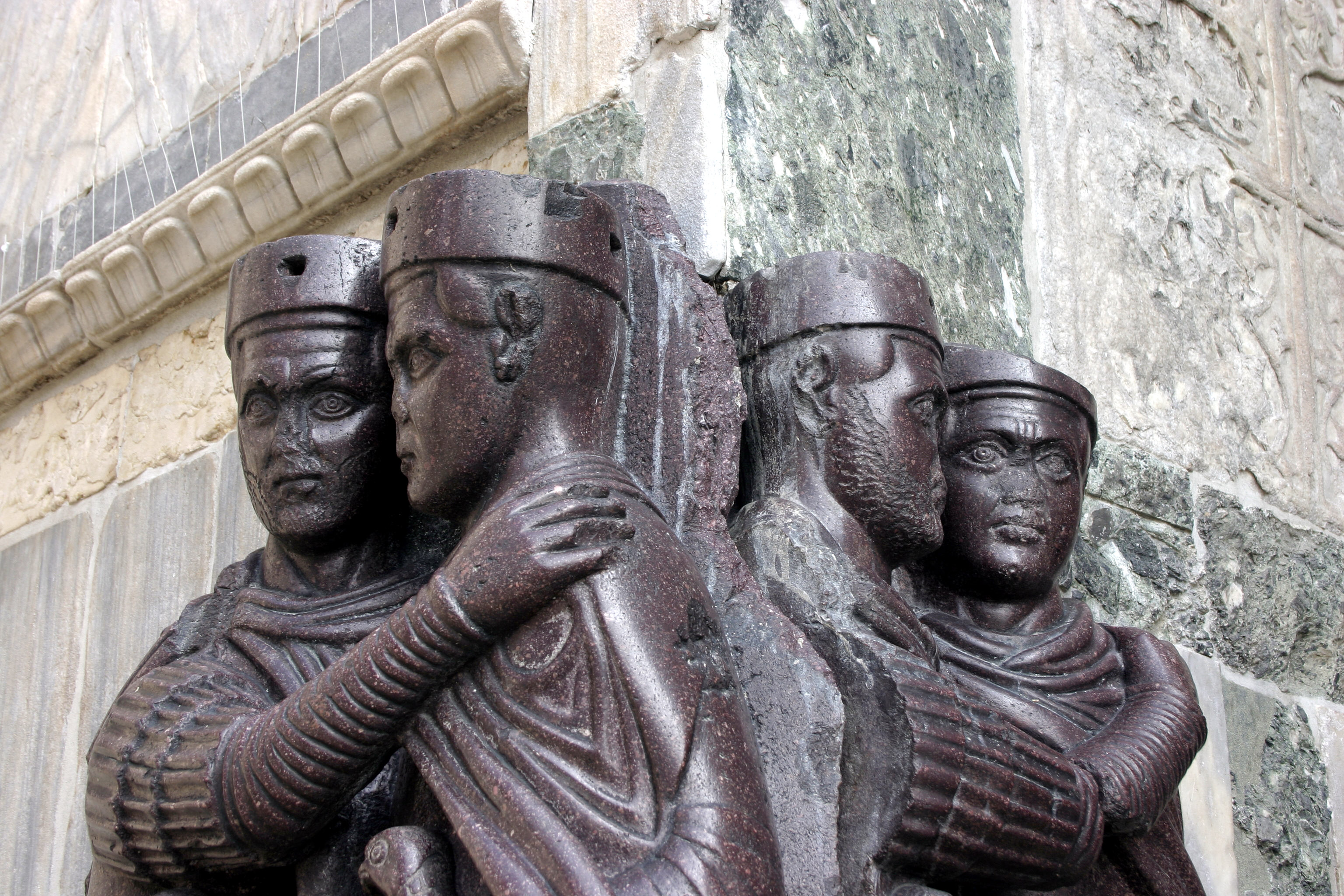
I quattro tetrarchi

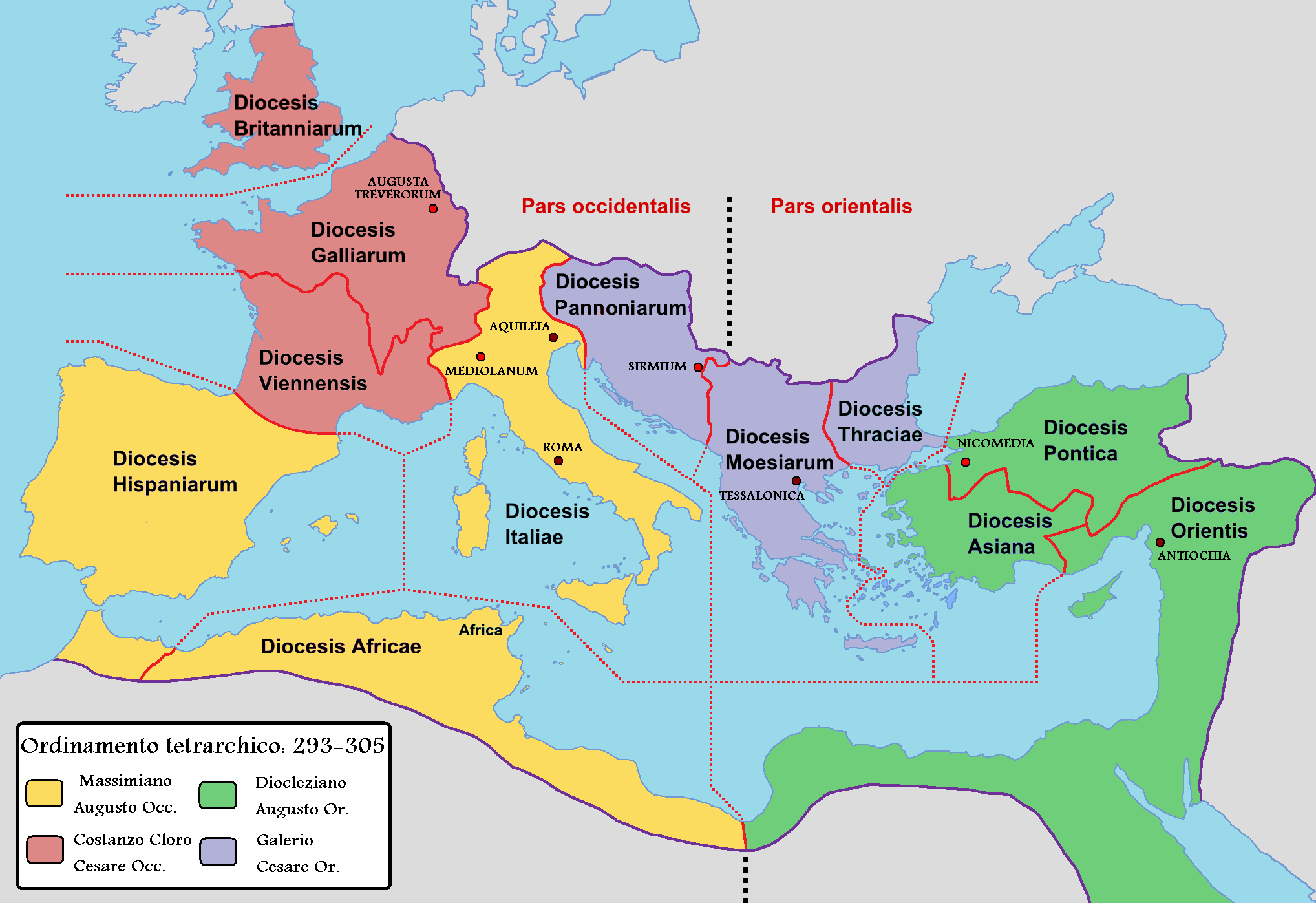
Prima tetrarchia dell'impero romano

La crisi del III secolo venne frenata dall'imperatore Diocleziano, istituendo la Tetrarchia, un regime collegiale di due Augusti e due Cesari che amministravano raggruppamenti distinti di province dell'Impero, accresciute in numero e riunite in Diocesi (impero romano); i Cesari alla morte o all'abdicazione degli Augusti sarebbero divenuti a loro volta Augusti, designando altri due Cesari. In questa circostanza l'Italia venne parificata alle altre province divenendo una diocesi a sua volta suddivisa in province, corrispondenti grossomodo alle regioni augustee. Diocleziano, inoltre, per contrastare meglio le invasioni, tolse a Roma il ruolo di sede imperiale preferendole città più vicine ai confini minacciati (Milano, Nicomedia, Treviri e Sirmio), ma le lasciò comunque il titolo di capitale dell'Impero.
La riforma tetrarchica di Diocleziano non risolse però nei fatti il problema della successione, dato che alla sua abdicazione (305) scoppiò una guerra civile tra i vari Cesari e Augusti, che terminò solo nel 324 con la vittoria di Costantino I. Quest'ultimo (imperatore dal 306 al 337) continuò la politica di Diocleziano, fondando una seconda capitale nell'antico sito di Bisanzio, da lui ridenominata Costantinopoli (330). Sempre Costantino pose fine, con l'Editto di Milano (313), alle persecuzioni contro i cristiani; il cristianesimo da qui in poi assunse sempre maggiore importanza per l'impero e, dopo un tentativo da parte dell'imperatore Giuliano (360-363) di restaurare il paganesimo, sotto il regno di Teodosio I (379-395) il cristianesimo divenne la religione ufficiale dell'Impero (380). L'Italia, pur perdendo sempre più importanza, rimaneva comunque una delle regioni più importanti dell'Occidente romano, perlomeno dal punto di vista religioso (il Papa risiedeva a Roma). Nel 395, alla morte di Teodosio, l'Impero si trovò definitivamente suddiviso in un Impero d'Occidente (capitale Milano e poi Ravenna) e in un Impero d'Oriente (capitale Costantinopoli).

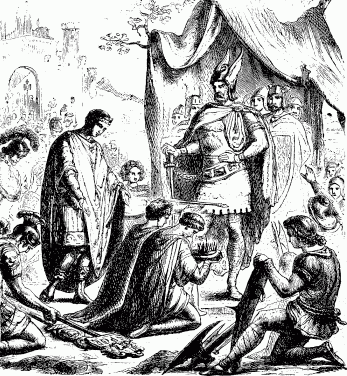
Deposizione di Romolo Augusto

#### L'Impero romano d'Occidente (395-476)
Se l'Impero romano d'Oriente riuscì a sopravvivere per un altro millennio, la parte occidentale, includente l'Italia, crollò in poco meno di un secolo. Numerose teorie, spesso discordi fra loro, cercano di spiegarne la caduta: principalmente si ritiene che la prima causa furono le invasioni barbariche, anche se queste furono, almeno in parte, agevolate dai limiti interni dell'Impero (perdita del mos maiorum, separatismo provinciale, l'influsso del cristianesimo sulla combattività dei soldati e sulle discordie interne causate dalla lotta alle eresie, danni provocati dalle riforme di Costantino I, ecc.).
Nel corso del V secolo, a partire dal 406, Vandali, Alani, Suebi, Burgundi e Visigoti (spinti dalla migrazione verso occidente degli Unni) sfondarono il limes dell'Impero e dilagarono nelle province galliche e ispaniche, costringendo i Romani a riconoscerli come foederati (cioè alleati dell'Impero che, in cambio del loro sostegno bellico, ottenevano il permesso di stanziarsi in alcune province), che, tuttavia, si svincolarono man mano dall'autorità centrale, andando a costituire dei veri e propri regni romano-barbarici, solo nominalmente componenti dell'Impero. Neanche l'Italia era al sicuro: il sacco di Roma del 410 per opera dei Visigoti di Alarico I fu visto dai contemporanei come il segno imminente della fine del mondo. Discordie interne peggiorarono la situazione: il comes d'Africa Bonifacio, nominato nemico pubblico da Galla Placidia, per difendersi invitò i Vandali in Africa, che nel giro di un decennio la strapparono all'Impero (429-439), con il sostegno dei Mauri e della setta eretica dei Donatisti. I Vandali costruirono una flotta e in breve tempo occuparono la Sicilia, la Sardegna, la Corsica e le isole Baleari, riuscendo anche nell'impresa di saccheggiare Roma (455). Nel 452 gli Unni di Attila invasero il nord Italia, conquistando dopo un assedio Aquileia, provocando la fuga delle popolazioni sulle isole della laguna veneta e la nascita di Venezia, fermandosi infine a Governolo sul Po, dove incontrò un'ambasciata formata dal prefetto Trigezio, il console Avienno e Papa Leone I.
In breve, eccettuata una parte della Gallia e la Dalmazia, l'Impero era ridotto alla sola Italia peninsulare. Tuttavia l'influenza dei barbari proseguì indebolendo l'ormai traballante autorità degli Imperatori: nell'ultimo ventennio di vita l'Impero era governato da imperatori fantoccio manovrati da generali di origini germaniche (Ricimero (461-472), Gundobaldo (472-474), Flavio Oreste (475-476)), ormai i veri padroni di Roma. L'ultimo di questi generali, Oreste, dopo aver costretto alla fuga l'imperatore Giulio Nepote, che si rifugiò in Dalmazia, dove continuò a regnare fino al 480, pose sul trono il figlio Romolo Augusto. Un anno dopo, il rifiuto di Oreste di cedere alle truppe mercenarie barbariche un terzo dell'Italia, ne causò la rivolta, capeggiata da Odoacre che, dopo aver assediato a Pavia e poi ucciso Flavio Oreste, depose l'ultimo imperatore Romolo Augusto, causando la caduta formale dell'Impero. Infatti Odoacre decise di non nominarsi Imperatore romano, ma semplicemente Re d'Italia.

## Alto Medioevo

### Odoacre, Goti e Bizantini (476-568)

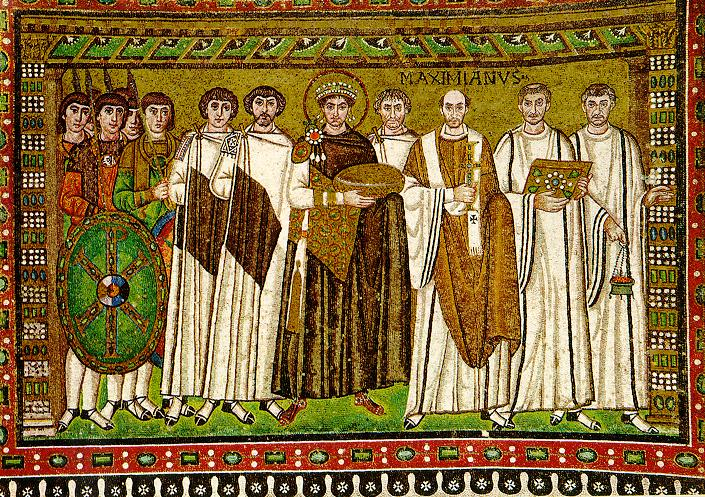
Giustiniano riuscì a riannettere l'Italia all'Impero romano grazie alle gesta militari di Belisario e Narsete

Impero bizantino

Deposto Romolo Augusto, Odoacre governò l'Italia per 17 anni come rex gentium – una formula del tutto nuova – teoricamente alle dipendenze di Zenone, imperatore d'Oriente. Si servì del personale amministrativo romano, lasciando libertà di culto ai cristiani e combatté con successo i Vandali strappando loro la Sicilia. Ma nel 489 Zenone allontanò gli Ostrogoti dal basso Danubio inviandoli in Italia affinché rovesciassero Odoacre e conquistassero l'Italia. Dopo cinque anni di guerra, il re goto Teodorico riuscì a uccidere Odoacre e a impadronirsi del trono, dando vita così al Regnum Italiae ostrogoto. Teodorico, che aveva vissuto a lungo a Bisanzio, garantì pace e prosperità all'Italia, affidando le magistrature civili ai Romani e l'esercito ai Goti; l'autorità dei magistrati romani era però limitata da funzionari goti detti comites. Nonostante fosse ariano, si mostrò tollerante con i Cattolici, anche se negli ultimi anni di regno reagì alla decisione dell'Imperatore Giustino I di bandire dall'Impero l'arianesimo lanciando una serie di persecuzioni che ebbero tra le sue vittime il filosofo Severino Boezio, condannato a morte nel 524, in quanto sostenitore della libertas romana. Gli succedette Atalarico (526-534).
Nel 535, il nuovo e ambizioso imperatore d'Oriente Giustiniano (527-565), prese di mira la penisola nel suo tentativo di ricomporre l'unità dell'Impero Romano. Da lì ebbe inizio la lunga guerra gotica, che si protrasse per vent'anni, portando ulteriori devastazioni dopo le invasioni barbariche. Durante questa guerra i Bizantini, alla testa dei generali Belisario e Narsete, conquistarono la Dalmazia e l'Italia, nonostante la strenua resistenza del re goto Totila (541-552). L'Italia dopo la guerra era devastata: Roma dopo quattro assedi consecutivi era ridotta a non più di 30.000 abitanti e la situazione già grave fu peggiorata da una pestilenza. La Prammatica Sanzione promulgata da Giustiniano nel 554 (che tra le altre cose prometteva fondi per la ricostruzione) non riuscì a far tornare l'Italia una terra prospera e soli quattordici anni dopo una nuova invasione di un popolo germanico toccò l'Italia intera: i Longobardi.
Nel 529 san Benedetto da Norcia fonda l'Abbazia di Montecassino, la prima di una serie di monasteri che caratterizzeranno l'economia contadina di molte aree della penisola nel Medioevo, oltre che a fungere come centri di cultura.

### I Longobardi, il Ducato romano e i Bizantini (568-774)

L'Italia tra il 568 e il 774

Il Regno d'Italia durante il regno di Lotario II

Nel 568 l'Italia settentrionale venne invasa dai Longobardi, una tribù germanica stanziata in Pannonia, ma che abbandonò la terra sotto la pressione degli Avari. In pochi anni i Longobardi sottomisero tutto il nord Italia (tranne le zone costiere del Veneto e della Liguria), la Toscana e buona parte del centro-sud (che costituì i ducati semi-indipendenti di Spoleto e Benevento). I Longobardi erano ariani e nei primi tempi, pur essendo un'esigua minoranza rispetto alla popolazione italica nativa, esercitarono un brutale diritto di conquista sui Romanici sottomessi, apportando devastazioni non inferiori a quelle della guerra gotica. La penisola era frazionata in due zone di influenza: longobarda (regno longobardo suddiviso a sua volta in Langobardia Maior e Langobardia Minor) e bizantina (esarcato d'Italia, costituito intorno al 584), con il Ducato romano formalmente in mano bizantina ma governato con una certa autonomia (comunque non totale) dal Papa. Dal secondo decennio del VII secolo, Pavia divenne stabilmente capitale del regno Longobardo.
I primi due re, Alboino (?-572) e Clefi (572-574), morirono assassinati. Seguirono dieci anni di anarchia, con il regno longobardo senza un re e frammentato in 35 ducati indipendenti fra loro. Tentò di approfittarne l'Imperatore bizantino Maurizio, alleato con i Franchi. I Longobardi, tuttavia, vista la minaccia dei Franchi, decisero di porre fine all'anarchia eleggendo re Autari (584-590), che riuscì a respingere le incursioni franche. I successori di Autari, Agilulfo (590-616) e Rotari (636-652), espansero ulteriormente il regno strappando ai Bizantini l'Emilia, la Liguria e il Veneto interno. In breve dovettero cercare anch'essi una forma di dominio più organizzata: arrivarono le leggi scritte (Editto di Rotari, 643), dei funzionari regi con compiti di giustizia e supervisione (gastaldi), e, nel 603, l'inizio della conversione al cattolicesimo per opera della regina Teodolinda, dopo che un primo tentativo di conversione ad opera del Papa Gregorio Magno non ebbe successo.
Nel frattempo i Papi entrarono in contrasto con Bisanzio per la questione del monotelismo, una formula teologica compromissoria ideata dagli Imperatori per accontentare sia i cattolici sia i monofisiti. Con un editto del 648 (Typos), Costante II, impose il monotelismo e fece deportare il Papa Martino I in quanto questi non l'accettava. Nel 680, per opera dell'Imperatore Costantino IV, il monotelismo venne condannato come eresia e i rapporti tra pontefici e imperatori migliorarono. Nel 726, tuttavia, incominciò l'iconoclastia, la lotta alle immagini, da parte dell'Imperatore Leone III. Di fronte all'opposizione del Papa, Leone ordinò il suo assassinio ma il crimine fallì per l'opposizione delle truppe fedeli al Papa che si rivoltarono.

Nel 728 il re longobardo Liutprando (713-744), cedette a Papa Gregorio II alcuni castelli del Ducato romano per la difesa di Roma, tra cui quello di Sutri, l'atto, ricordato come la Donazione di Sutri, è considerato come l'origine del potere temporale pontificio in Italia. Liutprando approfittando dei dissensi tra Bisanzio e la Chiesa Romana, intraprese nuove conquiste che furono aumentate dal suo successore, Astolfo (749-756), che allontanò i Bizantini da Ravenna (751) e si accinse a unificare l'Italia conquistando il Lazio. Ma Papa Stefano II (752-757) chiamò in suo soccorso il re dei Franchi Pipino il Breve, che sconfisse Astolfo e donò le terre di Ravenna (l'esarcato) al Papa. Nacque così lo Stato della Chiesa e il potere temporale dei Papi venne legittimato tramite la falsa Donazione di Costantino. Nel 771 Papa Stefano III invocò l'intervento del nuovo re dei Franchi, Carlo Magno, contro Desiderio. La guerra tra Franchi e Longobardi si concluse nel 774 con la vittoria di Carlo, che assunse il titolo di Rex Francorum et Langobardorum ("Re dei Franchi e dei Longobardi") e unificò la Langobardia Maior al suo Regno dei Franchi.

### L'Italia divisa tra Carolingi, Bizantini e Arabi (774-1002)

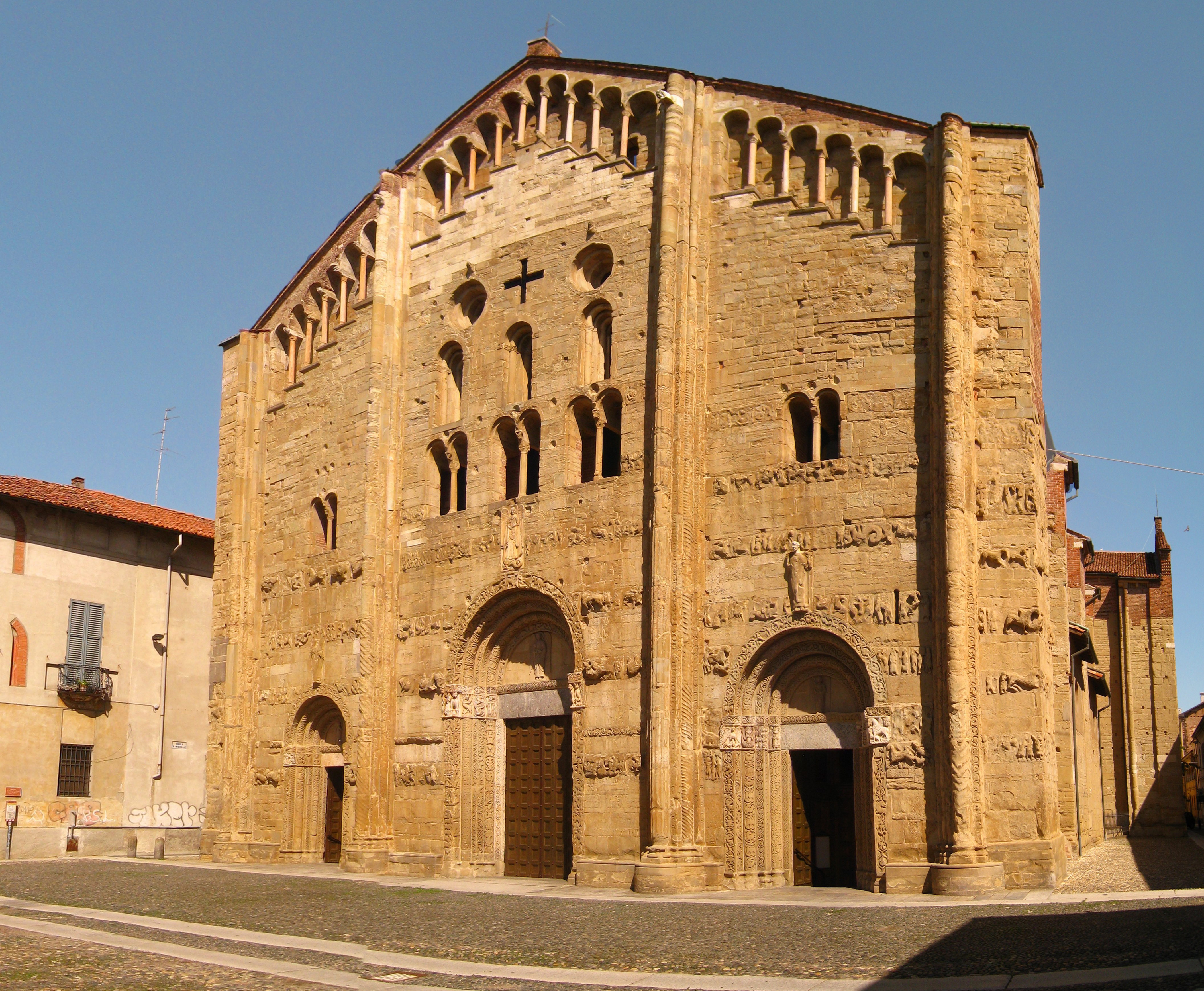
La Basilica di San Michele Maggiore, dove generalmente avvenivano le incoronazioni reali.

Dopo la definitiva sconfitta dei Longobardi, il papa riacquistò la sua autonomia, garantita da Carlo, mentre a sud, nella Langobardia Minor, sopravvisse indipendente il longobardo Ducato di Benevento, presto elevato al rango di principato. Nel 781 Carlo affidò il Regno d'Italia, al figlio Pipino. Il papa, ormai distaccato dall'Impero d'Oriente, incoronò Carlo Magno, suo protettore, «Imperatore dei Romani» (800), considerando vacante il trono di Costantinopoli perché retto da una donna, Irene, nacque così l'Impero carolingio. Pipino avviò varie campagne di espansione verso nord, ma morì nell'810. impero bizantino bizantino restavano Puglia, Basilicata, Calabria e Sicilia, quest'ultima fino all' invasione degli Arabi (avvenuta tra l'827 e gli inizi del X secolo. Nello stesso periodo vari domini dell'Impero bizantino incominciarono ad acquisire sempre maggiore autonomia: Venezia, la Sardegna e i ducati campani si emanciparono man mano da Bisanzio, eleggendo governatori locali senza svolte violente. Nell'860 la fiorente città di Luna, fondata dai Romani alla foce del Magra, subì un feroce saccheggio da parte dei vikinghi guidati da re Hasting; successive incursioni arabe, avvenute nell'arco di un secolo, condussero la città alla rovina e all'abbandono dai suoi abitanti. Nel IX secolo gli Arabi incominciarono a sferrare varie incursioni nel Mediterraneo occidentale, conquistando gradualmente (tra 827 e 902) la Sicilia e attaccando più volte i territori bizantini nell'Italia meridionale. Sulle coste della penisola e delle isole incominciano a essere costruite le torri di avvistamento per poter allarmare tempestivamente le popolazioni dell'arrivo dei pirati saraceni.

Sotto la dinastia macedone (867-1056), il catepanato bizantino d'Italia riuscì a recuperare terreno in Puglia, Basilicata e Calabria, raggiungendo il massimo della sua potenza sotto il governo di Basilio Boianne. Per quanto riguarda il regno d'Italia all'interno dell'Impero carolingio, il titolo di re d'Italia venne detenuto inizialmente dagli imperatori carolingi (Lotario I, Ludovico II il Giovane, Carlo il Calvo, Carlo il Grosso), ma con la dissoluzione dell'Impero carolingio (887) i territori del Regnum Italiae finirono in una sorta di anarchia feudale: tra l'888 e il 924 il titolo di re, al quale tuttavia non corrispondevano reali poteri, fu conteso fra numerosi feudatari locali, sia di origine italiana sia provenienti da regioni limitrofe: Berengario del Friuli, Guido II di Spoleto, Lamberto II di Spoleto, Arnolfo di Carinzia, Ludovico il Cieco e Rodolfo II di Borgogna. Anche il papato fu coinvolto in queste lotte, mostrando spesso un atteggiamento poco coerente.
Un momento di maggior solidità del Regnum Italiae si ebbe con il governo di Ugo di Provenza (926-946), che, per risolvere il problema della successione, associò subito al trono suo figlio Lotario II d'Italia. Questi però scomparve già nel 950, per cui gli successe il marchese d'Ivrea Berengario II, che, temendo intrighi, fece perseguire la vedova di Lotario II, Adelaide. Ella allora si rivolse all'imperatore tedesco Ottone I, chiedendogli di intervenire contro "l'usurpatore" Berengario. Ottone colse il pretesto e scese in Italia, dove sconfisse Berengario, entrò nella capitale, Pavia, sposò Adelaide e si cinse della corona italiana nel 951, legandola a quella di Germania. Ottone I ristabilì la supremazia imperiale sul Papa, la cui elezione per essere valida doveva ricevere la ratifica imperiale, e tentò di strappare l'Italia meridionale ai Bizantini, riuscendo solo a ottenere un matrimonio tra suo figlio e la principessa bizantina Teofano. Il successore Ottone II non riuscì a controllare l'elezione papale e perì di malaria dopo aver subito una sconfitta contro gli Arabi in Calabria. Gli succedette Ottone III che, per restaurare l'Impero, pose la sede imperiale a Roma ma, a causa dell'opposizione della nobiltà romana, fu da essa scacciato. Perì nel 1002.
Al 960 - 963 risalgono i Placiti cassinesi, quattro pergamene, che rappresentano i primi documenti ufficiali contenenti frasi scritte in volgare d'Italia in sostituzione della lingua latina sempre utilizzata fino a quel tempo.

### Nascita delle Repubbliche marinare
La definizione di Repubbliche marinare, nata poi nell'Ottocento, si riferisce ad alcune città portuali italiane che a partire dall'Alto e Basso Medioevo godettero, grazie alle proprie attività marittime, di autonomia politica e militare, dominio commerciale e marittimo e prosperità economica. Tali Repubbliche marinare gestirono in maniera quasi monopolistica i commerci tra l'Europa e l'Asia interfacciandosi con l'Impero bizantino e successivamente con l'Impero ottomano.
La definizione è in genere riferita in particolare alle quattro città italiane i cui stemmi sono riportati, dal 1947, nelle bandiere della Marina Militare e della Marina Mercantile: Amalfi, Genova, Pisa e Venezia. Oltre alle quattro più note, tra le repubbliche marinare si annoverano però anche Ancona, Gaeta, Noli e la repubblica dei dalmati italiani di Ragusa; in certi momenti storici esse ebbero un'importanza non secondaria rispetto ad alcune di quelle più conosciute.

## Pieno Medioevo

### La Chiesa riformata, la lotta per le investiture, la prima crociata (1000-1100)

L'Italia nell'anno 1000

Nell'XI secolo l'ufficio del Papa era in piena decadenza, conteso fra le sanguinarie famiglie romane e i tentativi moderati dell'imperatore germanico Enrico III il Nero, il quale, tra il 1046 e il 1057, pose sotto il suo controllo il papato nominando quattro Papi, tutti tedeschi. Ma si rivelò altrettanto difficile governare le città italiane: Pavia si ribellò per ben due volte (1004 e 1024) a Enrico II (1002-1024), l'ultimo esponente della casa dei Sassoni. Il suo successore, Corrado II di Franconia (1027-1039), ricevette la richiesta di aiuto dell'arcivescovo di Milano Ariberto da Intimiano, contro cui si erano rivoltati i valvassori della Lombardia (che dipendevano da Ariberto). Corrado però, per contrastare la grande feudalità, concesse anche ai feudatari minori quello che il Capitolare di Quierzy aveva concesso ai maggiori: l'ereditarietà (Constitutio de feudis, 1037).
In questo periodo si levò alta la protesta contro la corruzione e l'abiezione del papato. Se da una parte ci furono movimenti religiosi di stampo pauperistico ed eremita - come quello di San Romualdo - dall'altra ebbe molta fortuna il nuovo monachesimo cluniacense, che si nutriva solo delle donazioni dei feudatari, ma che proponeva uomini di grande autorità morale, di spessa cultura e abili capacità politiche e amministrative. Più tardi nacquero l'ordine dei monaci certosini e quello dei cistercensi, che puntavano l'attenzione alla vita solitaria e contemplativa, e che si diffusero a macchia d'olio. I riformatori (tra cui il movimento popolare dei Patari) desideravano una Chiesa non corrotta e più simile a quella delle origini e biasimavano in particolare la simonia (compravendita delle cariche) e il nicolaismo (concubinato), che erano molto diffusi tra il clero. Nel 1058 divenne papa Niccolò II, che condannò con un concilio del 1059 nicolaisti e simoniaci, riuscendo anche a sottrarre il papato dal controllo dell'Imperatore. La lotta contro la corruzione continuò sotto i pontefici Alessandro II, Gregorio VII e Innocenzo III.
Papa Urbano II (1088-1099), di fronte alle richieste di aiuto dell'Imperatore bizantino Alessio I Comneno (il cui Impero era minacciato dai turchi Selgiuchidi, che avevano conquistato tutta l'Anatolia bizantina), invocò la Prima crociata. Gran parte dell'esercito crociato, salpò da Bari, nell'agosto 1096, verso l'Anatolia, che conquistò e consegnò all'Imperatore di Bisanzio, i crociati crearono vari regni in Siria e in Palestina e infine conquistarono Gerusalemme (1099).
La posizione ambigua dei vescovi-conti, vassalli dell'imperatore che avevano anche cariche religiose, portò il papato e l'impero a scontrarsi su chi li avrebbe dovuti nominare (lotta per le investiture). Il Papato reclamava per sé il diritto di nominarli, in quanto vescovi, mentre l'Impero reclamava lo stesso diritto, in quanto vassalli. In questo ambito si colloca il famoso episodio dell'Umiliazione di Canossa dell'imperatore Enrico IV. Nel 1122 si arrivò al compromesso di Worms, fra il Papa Callisto II ed Enrico V, in cui ognuna delle due parti rinunciava a un pezzo del suo potere.
In questo periodo nacquero le prime università: un decreto del 962 dell'Imperatore Ottone I al vescovo di Parma, Uberto, sancisce la nascita dell'Università di Parma, inizialmente per la professione notarile, nel 1088 segue la nascita quella di Bologna, sempre a partire da studi di diritto.

### I Normanni e il Regno di Sicilia
I Normanni, popolo di avventurieri provenienti dalla Normandia, giunsero nell'XI secolo nel sud Italia. Nel 1059 papa Niccolò II riconobbe i territori normanni e nominò Roberto il Guiscardo duca di Puglia e conte di Sicilia, nonostante l'isola fosse allora ancora sotto il controllo degli Arabi. Tra il 1061 e il 1091, Ruggero d'Altavilla, fratello di Roberto, strappò la Sicilia agli Arabi, mentre nel 1071 gli ultimi baluardi bizantini, Brindisi e Bari, caddero in mano normanna. Nel 1130 Ruggero II riuscì a riunire nelle sue mani tutti i possedimenti normanni creando uno Stato fortemente accentrato, simile per molti versi ai moderni stati nazionali. Nasceva così, per volontà dell'antipapa Anacleto II (espressa al concilio di Melfi), il Regno di Sicilia. Dopo la vittoriosa conquista del Ducato di Napoli (1137) lo stesso re Ruggero II convocò le assise di Ariano del 1140-1142, nel corso delle quali furono deliberati gli ordinamenti del Regno.
Il potere dei Normanni nell'Italia meridionale ebbe termine tra il 1194 (morte di Tancredi di Lecce) e il 1198, quando Enrico VI di Svevia, Imperatore del Sacro Romano Impero (morto nel 1197), in virtù del suo matrimonio con Costanza d'Altavilla (morta nel 1198), unì alla corona imperiale quella di re di Sicilia. Il regno subì una svolta accentratrice sotto la direzione di Federico II (1211-1250), il quale approvò le costituzioni di Melfi. In questo periodo si affacciano nel panorama religioso varie eresie, che infine vengono controllate dall'istituzione del tribunale dell'Inquisizione.

Nello stesso tempo, in Sardegna, nascono e muoiono regni, comuni e signorie, ciascuno con una differente storia e cultura, ma tutti ben inseriti nel contesto internazionale del Medioevo, con regnanti che parteciparono alle crociate, che presero parte alla lotta tra Impero e Papato e che furono fautori del monachesimo.

### I comuni (1100-1250)
A causa dell'assenza del potere imperiale, già a metà dell'XI secolo le famiglie più potenti delle città italiane del nord e del centro estromisero i conti e i vescovi dall'esercizio del potere. Esse si riunivano in associazioni - communes - che governavano su ogni aspetto della vita pubblica cittadina usurpando prerogative dell'Imperatore. Il potere esecutivo era detenuto da magistrati detti consoli, scelti tra l'aristocrazia, il ceto più preminente. A essi si affiancavano delle assemblee ("consigli"). Per porre fine alle continue lotte interne, fu però necessario introdurre una nuova carica esecutiva, il podestà, scelto tra i forestieri affinché fosse un arbitro imparziale. Da ricordare fra queste città le repubbliche marinare, dedite ai commerci: Amalfi, Genova, Pisa, Venezia (le più note) e Ragusa, Gaeta, Ancona, Noli.

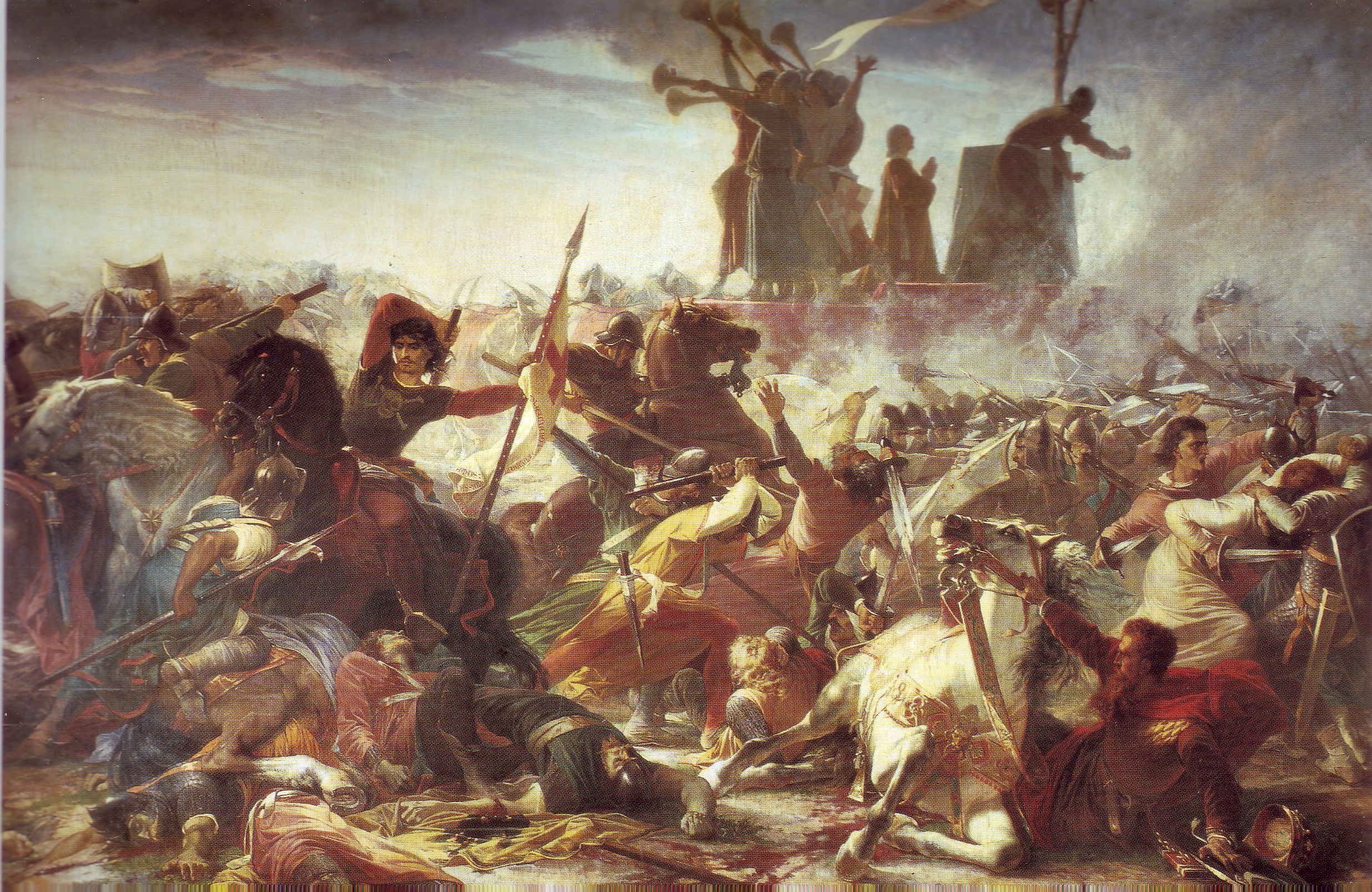
La Battaglia di Legnano di Amos Cassioli (1860), dipinto conservato presso la Galleria di Arte Moderna di Palazzo Pitti a Firenze

La crescente emancipazione dei comuni fu agevolata dalla debolezza dell'Impero, provocata dalle lotte per il trono imperiale tra le dinastie dei Welfen e Hohenstaufen, noti in Italia come Guelfi e Ghibellini. Questi ultimi erano fautori della totale indipendenza del potere imperiale dal Papa, mentre i guelfi erano più possibilisti. Le lotte per il potere terminarono solo con l'ascesa dell'Imperatore Federico I Barbarossa (1155-1190), il quale combatté energicamente contro papato, feudatari e comuni, per ripristinare su di essi la propria autorità: in ambito ecclesiastico oppose a Papa Alessandro III (1159-1181) un antipapa (e il Pontefice reagì scomunicandolo) mentre per contrastare l'autonomia dei comuni li attaccò, distruggendo Milano nel 1162. I comuni reagirono formando la Lega Lombarda, e grazie alla loro unione sconfissero l'Imperatore nella battaglia di Legnano (1176), costringendolo con la pace di Costanza (1183) a riconoscere l'autonomia delle municipalità italiane. Grazie a questo storico scontro, Legnano è l'unica città, oltre a Roma, a essere citata nell'inno nazionale italiano.

#### L'economia dei comuni italiani

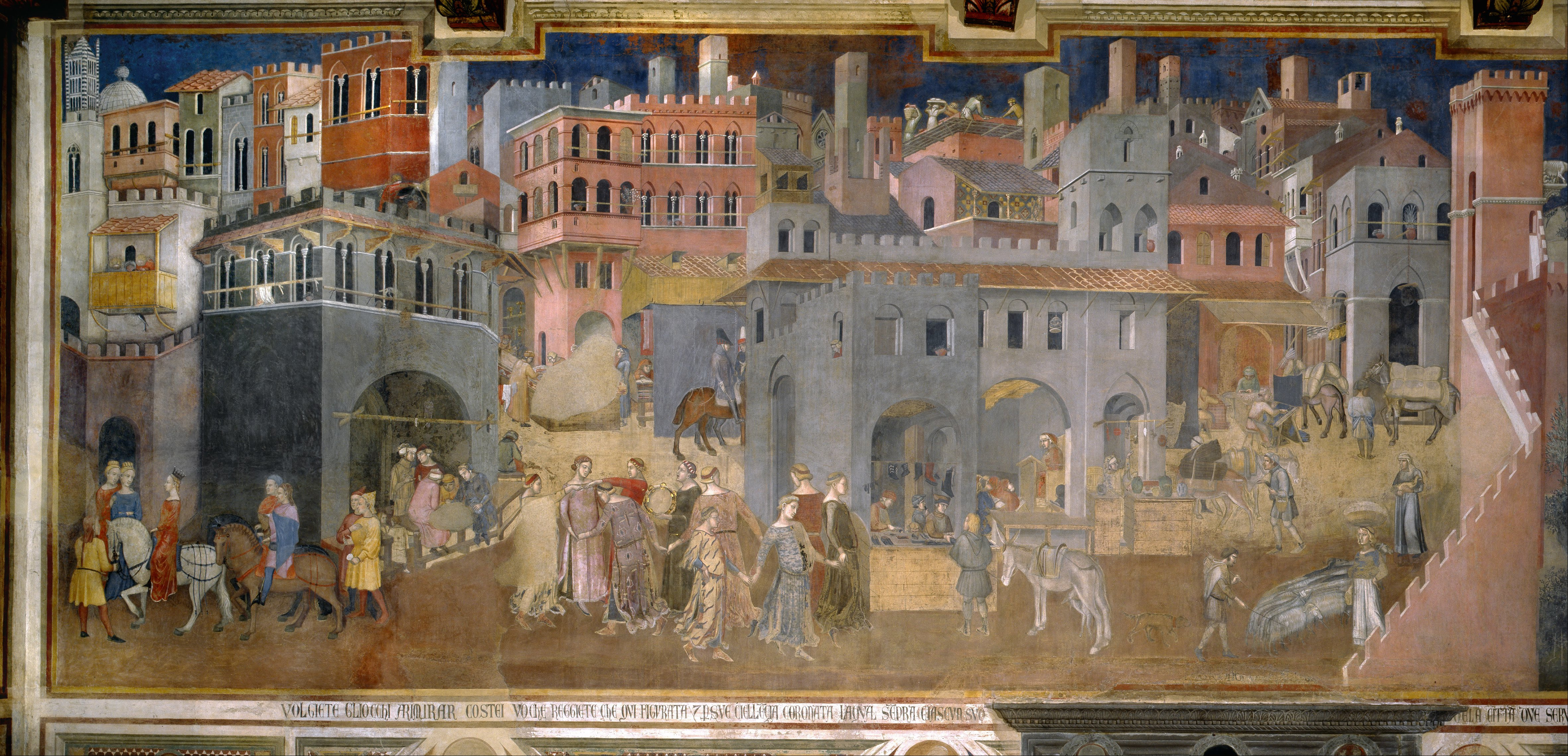
Gli effetti del buon governo in città. Allegoria affrescata da Ambrogio Lorenzetti sul buon governo comunale

Dopo la nascita, i comuni italiani del centro nord si contraddistinsero sull'economia ferma dell'Europa medievale grazie alla loro vivacità nella produzione tessile e nei commerci; famose sono le sete prodotte nel comune di Lucca. I principali rapporti commerciali si avevano con i comuni della regione delle Fiandre, negli attuali Paesi Bassi.

#### La rinascita culturale nei Comuni
(Konrad Burdach, Dal Medioevo alla Riforma, tratto dalla Grande Antologia Filosofica, Marzorati, Milano, 1964, vol. VI, pp. 213-214.)
 Sul piano culturale, sullo sfondo della rivalità tra Guelfi e Ghibellini, si era andato sempre più ridestando un sentimento nazionale di avversione alle ingerenze tedesche, animato dal ricordo dell'antica grandezza di Roma, e sostenuto dal fatto che, i Comuni, la cui vita civile ruotava attorno all'edificio della Cattedrale, trovavano nell'identità spirituale rappresentata dalla Chiesa, idealmente erede delle istituzioni romane, un senso di comune appartenenza.
Durante il XIII e il XIV secolo, questa rinascita culturale, sorta parallelamente a una generale ripresa economica, portò alla formazione della lingua italiana volgare. Tra coloro che contribuirono a una tale rinascita ricordiamo Jacopone da Todi che scrisse delle famose Laude, e soprattutto Francesco Petrarca, che affiancò a varie opere scritte in latino alcune importanti composizioni in volgare italiano tra cui il Canzoniere. Petrarca in particolare fu promotore di una riscoperta del classicismo, che sarà poi proseguita dagli intellettuali rinascimentali.
In quegli anni si sviluppò a Firenze una nuova corrente culturale: il Dolce stil novo, che rappresentava per certi versi la continuazione e l'evoluzione del vecchio Amor cortese dei romanzi cavallereschi. I principali esponenti di tale corrente furono Guido Cavalcanti, Guido Guinizzelli, e soprattutto Dante Alighieri, che rivoluzionò in modo profondo la letteratura italiana con opere come la Vita Nova e la Divina Commedia, universalmente riconosciuta come uno dei capolavori letterari di ogni tempo e ancora oggi studiata approfonditamente nelle scuole italiane. Da ricordare anche il contributo del fiorentino Giovanni Boccaccio, autore del Decameron, uno dei capolavori della letteratura italiana. In questa opera racconta di alcuni giovani che per fuggire alla peste si rifugiano nelle campagne vicino a Firenze, e delle cento storie, molto spesso a carattere faceto, da raccontare per passare il tempo. Anche il Decameron, al pari delle altre sopra indicate, contribuì alla nascita di un volgare italiano, o più propriamente, di un dialetto fiorentino che sarebbe poi diventato la base dell'attuale lingua italiana. Forte è anche la fioritura dell'arte, con artisti come Giotto, Duccio di Buoninsegna, Simone Martini, Arnolfo di Cambio e Jacopo della Quercia. Anche qui, Firenze (affiancata comunque dalle altre città toscane), si dimostra un centro culturale attivo oltre che un centro politico importante.

### Federico II e laRes Publica Christiana
Dal matrimonio di Enrico VI di Svevia e Costanza d'Altavilla nacque Federico II di Svevia, rimasto orfano, fu posto sotto la protezione di Papa Innocenzo III, a Palermo, dove assunse il titolo di Re di Sicilia, mentre l'Impero di Germania pervenne a Ottone IV di Brunswick. Federico II depose Ottone IV nel 1215, succedendogli. Si scontrò con successori di Innocenzo III, i Papi Onorio III, Gregorio IX ed Innocenzo IV, giungendo ad essere tre volte scomunicato nel conflitto col suo disegno egemonico sull'Italia e sul mondo cristiano. Federico concluse la sesta crociata, divenendo Re di Gerusalemme attraverso trattative col sultano d'Egitto al-Malik al-Kamil, ed inviò i cavalieri dell'ordine teutonico a conquistare Prussia e paesi baltici. Il suo progetto di costituire una res publica christiana, che rispondesse a lui e non al Papa, si infranse davanti all'opposizione dei Comuni, gelosi delle proprie libertà repubblicane.
Durante il suo regno emerse il dolce stil novo della scuola di Sicilia, e vennero tradotte opere filosofiche di Arabi e pensatori islamici. Federico II promosse, soprattutto nel sud della penisola, l'incontro di cultura musulmana, cristiana, ed ebraica. Nel 1250 Federico II morì in Puglia, dopo aver perso importanti battaglie contro i suoi oppositori. La sua morte coincide con la fine del pieno medioevo e l'inizio di un'epoca tardo-medioevale, caratterizzata dalla frammentazione del suo impero e il declino del modello di monarchia universale, nonché, dal Trecento in poi, da crisi profonde anche sul piano sociale ed economico.

## Tardo Medioevo

### L'affermazione delle signorie nel nord Italia
Le Signorie furono l'evoluzione istituzionale di molti comuni urbani dell'Italia centro-settentrionale attorno alla metà del XIII secolo.
Esse si svilupparono a partire dal conferimento di cariche podestarili o popolari ai capi delle famiglie preminenti, con poteri eccezionali e durata spesso vitalizia. In tal modo si rispondeva all'esigenza di un governo stabile e forte che ponesse termine all'endemica instabilità instituzionale ed ai violenti conflitti politici e sociali, soprattutto tra magnati e popolari.

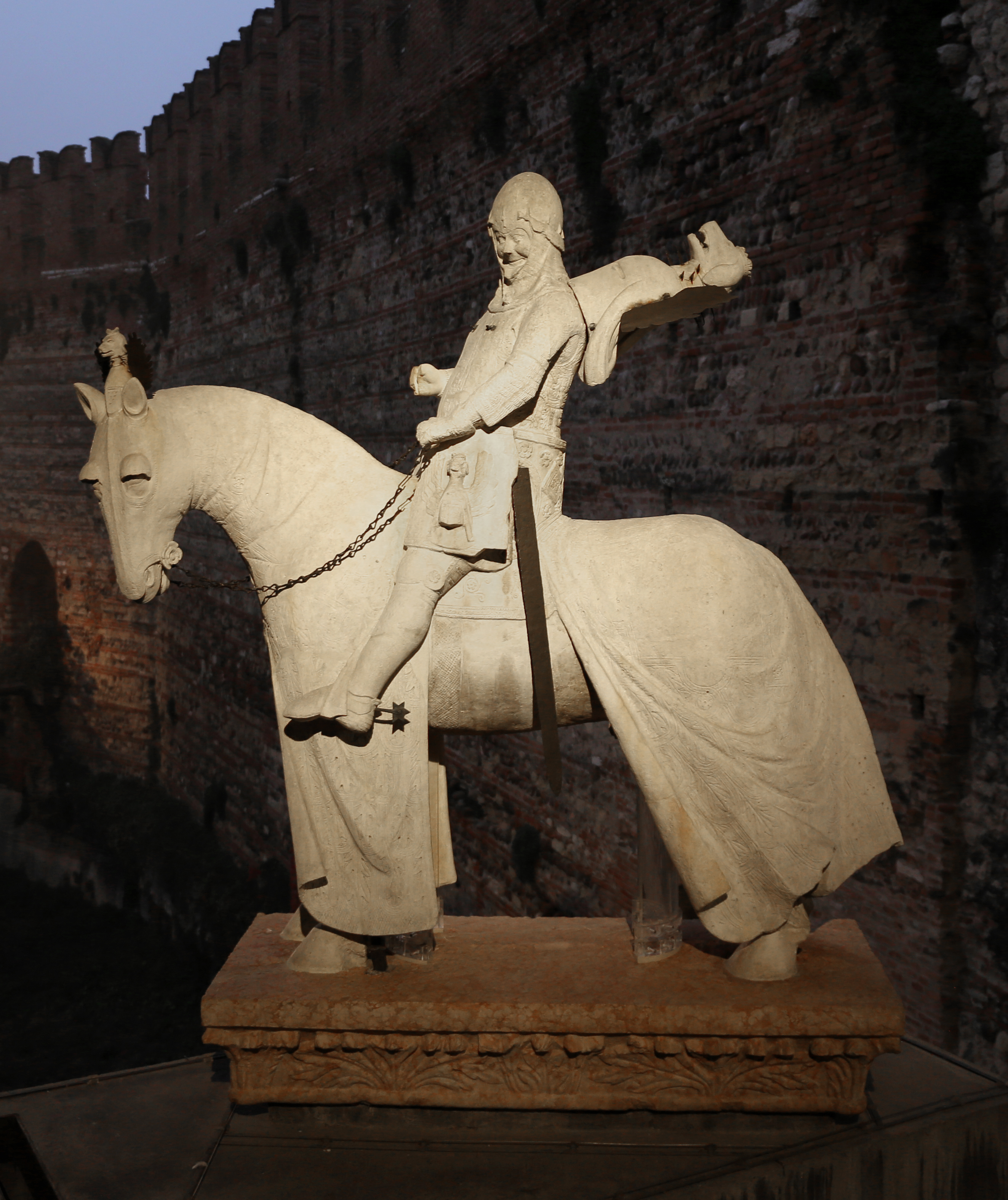
Statua equestre di Cangrande della Scala, 1340- 1350, Verona, Museo di Castelvecchio.

I signori più forti e ricchi riuscirono quindi ad ottenere la facoltà di designare il proprio successore, dando così inizio a dinastie signorili attraverso la legittimazione dell'imperatore, che concedeva il titolo di Duca (spesso dietro forti compensi da parte dei Signori). Rimanevano tuttavia funzionanti le istituzioni comunali, sebbene spesso si limitassero a ratificare le decisioni del Signore.
Inizialmente, le Signorie si presentarono come "cripto-Signorie", cioè delle "Signorie nascoste"; infatti, queste non erano delle istituzioni legittime di cui il popolo conosceva gli aspetti, ma erano appunto "nascoste". Vengono cosiddette poiché si aggiunsero alle istituzioni comunali senza mostrarsi apertamente e senza mostrare cambiata l'istituzione vigente. Con questa Signoria ancora in ombra (ma già forte) salirono al potere molti avventurieri, ma soprattutto famiglie di antica nobiltà feudale. Queste, dopo aver governato per una o due generazioni, decisero di legittimare il loro potere e di renderlo ereditario. Nel XIV secolo ottennero il titolo di vicario imperiale e tra il XIV e il XV secolo i titoli di duca e marchese. L'assegnazione di questi titoli è indice della stabilizzazione dei poteri signorili. In quel tempo, nell'Italia settentrionale, gli imperatori tedeschi pretendevano la sovranità feudale. Tuttavia, già dalla seconda metà del Trecento, questi non riuscivano a governare le regioni settentrionali. Così si rese possibile l'affermazione delle Signorie.
Alla fine le Signorie si evolsero in Principati con dinastie ereditarie. Ciò avvenne quando i Signori, riconoscendo l'imperatore e pagando una quantità di denaro, vennero legittimati e riconosciuti come autorità da sudditi e principi. Questo cambiamento fu reso possibile grazie all'incapacità dei sovrani tedeschi di mantenere l'ordine nell'Italia del nord e grazie alla poca difficoltà che i Signori incontravano per essere riconosciuti come autorità legittima.
Va infine osservato che, in diverse situazioni, i signori trovarono anche l’appoggio di ceti minori e medi, a lungo schiacciati agli interessi dei mercanti e dei banchieri, che in molti comuni italiani formavano una delle componenti principali della classe dirigente. Infatti, molto spesso, il popolo cercò nel signore una figura che garantisse tranquillità interna, amministrazione efficiente e favorisse gli interessi espansionistici di artigiani e piccoli mercanti.
Il trasferimento della sede papale da Roma ad Avignone, nel 1305, pose le basi per lo sviluppo nello Stato della Chiesa e in particolare nelle Marche e nella Romagna di signorie, quali i Malatesta, i Da Polenta, gli Ordelaffi e i Manfredi. Più o meno contemporaneamente, nella Pianura Padana, si affermarono potenti signorie, come i Visconti a Milano, gli Scaligeri a Verona, i Gonzaga a Mantova e gli Estensi a Ferrara.
Tali signori crearono servizi amministrativi e un sistema fiscale più efficienti, dotati di una sviluppata burocrazia, e in grado di garantire, ad alcuni di essi, maggiori risorse, grazie alle quali era possibile progettare un’egemonia non solo regionale. Gli Scaligeri, con Mastino II della Scala, riuscirono a controllare non solo buona parte del Veneto, ma anche Brescia, Parma e Lucca, ma furono poi ridimensionati dalle sconfitte subite a opera di una lega formata da quasi tutte le signorie e i comuni dell’Italia centrosettentrionale. I Visconti, forti della potenza economica-finanziaria di Milano e delle città lombarde, portarono avanti un analogo programma espansionistico, che gli permise, ai tempi dell’arcivescovo Giovanni Visconti di dominare, con l’esclusione di Mantova, l’intera Lombardia, il Canton Ticino, il Piemonte orientale e una parte di Emilia, arrivando perfino, temporaneamente, a controllare Bologna e Genova.

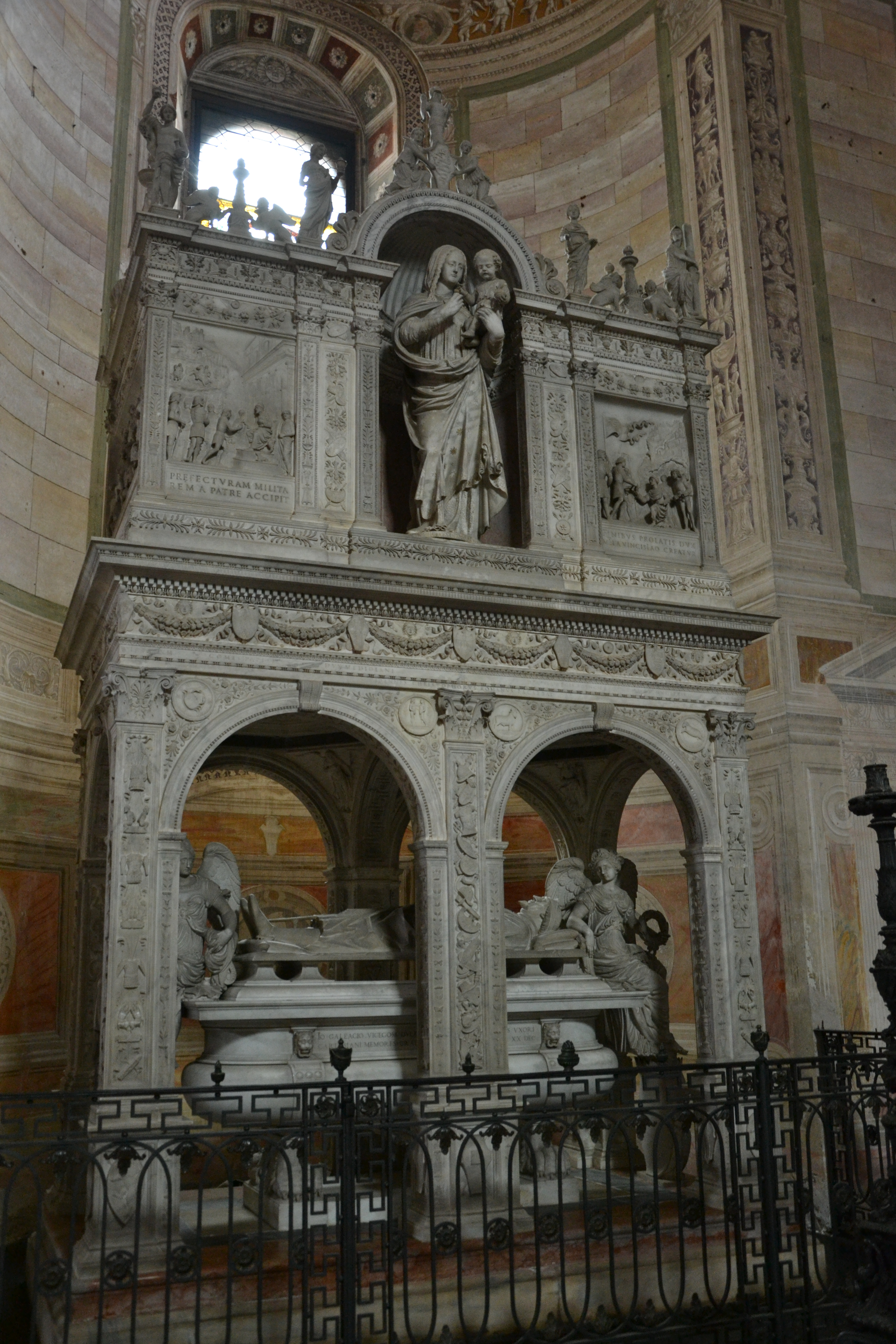
Giovanni Cristoforo Romano, tomba di Gian Galeazzo Visconti, Certosa di Pavia.

Con maggior vigore, nella seconda metà del Trecento, Gian Galeazzo Visconti cercò con ogni sforzo di affermare il suo dominio sull’intera Italia centrosettentrionale, infatti, nonostante le numerose leghe ai suoi danni organizzate da Firenze e altri Stati italiani, con una serie di campagne fortunate, riuscì a espandere i suoi territori affermando il suo dominio su buona parte del Veneto, Bologna, Pisa, Siena, Perugia e Assisi e a legittimare la sua signoria con il titolo, ereditario, di duca di Milano, che l’imperatore Venceslao gli concesse nel 1395. Tuttavia, la morte prematura di Gian Galeazzo nel 1402 e i dissidi che scoppiarono tra i suoi successori, ridimensionarono fortemente anche questo tentativo egemonico.
Più tardo fu invece il cammino di Firenze verso la signoria: le lunghe guerre contro i Visconti, e soprattutto le loro conseguenze economiche e sociali, causarono un forte malcontento del popolo medio e minuto della città nei confronti del regime oligarchico che reggeva il comune, che inoltre non godeva di grande compattezza perché erano forti le rivalità tra le famiglie che lo componevano. Nel 1434, Cosimo de’ Medici seppe abilmente sfruttare tali divisioni per affermare il proprio controllo su Firenze, anche se formalmente i Medici mantennero in vita a lungo le vecchie istituzioni ereditate dal comune.

### Savoia: da contea a ducato

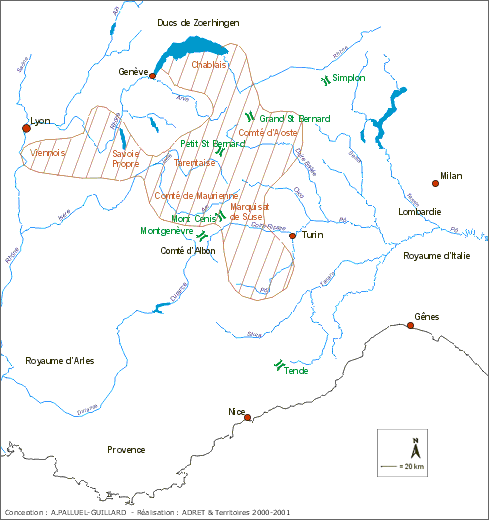
Carta dei domini dei conti di Savoia nel XII e XIII secolo

Nel 1003, con Umberto Biancamano, aveva avuto origine la Contea di Savoia, inizialmente limitata alla Savoia e Alta Savoia intorno a Chambéry, la capitale; quindi col matrimonio di Oddone di Savoia e Adelaide, figlia del Marchese di Torino, allargata ai territori di Susa e del marchesato di Torino. Amedeo VI, il "Conte Verde", acquisì i territori di Biella, Cuneo, Santhià e, suo figlio Amedeo VII (1360-1391), il "Conte Rosso", estese la contea acquistando quella di Nizza e con questa un approdo al mare. Infine suo figlio, Amedeo VIII, fu designato duca dall'imperatore Sigismondo nel 1416, istituendo il Ducato di Savoia.

### Il declino dell'Impero e del Papato (1302-1414)
L'importanza dell'impero nel mondo politico medioevale, e in particolare in quello italiano, era notevolmente calata dopo la sconfitta di Federico Barbarossa alla battaglia di Legnano nel 1176 e quella di Manfredi nel 1266 a Benevento, che avevano segnato la fine del potere politico dell'impero rispettivamente nel Nord e nel Sud Italia.
Enrico VII di Lussemburgo tentò, dopo la sua ascesa al soglio imperiale nel 1308, di restaurare l'antico potere imperiale in Italia, trovando però la fiera opposizione del libero comune di Firenze, di papa Clemente V e di Roberto d'Angiò. La sua discesa in Italia, con la conseguente incoronazione come Imperatore del Sacro Romano Impero (titolo vacante dalla morte di Federico II, durante il cosiddetto grande interregno), rimarrà quindi un gesto puramente simbolico. Nel 1313 muore mentre si trova ancora in territorio italiano deludendo così coloro che avevano sperato in una unificazione del suolo italiano sotto la sua bandiera. Anche il Papato, l'altra grande istituzione medioevale, attraversa un periodo di crisi.
Entrambe queste istituzioni si vedono costrette ad accettare la crescente influenza degli Stati nazionali, supportati dalla sempre più potente classe borghese, e la crisi del sistema feudale. Bonifacio VIII, asceso al soglio pontificio nel 1296, cercò di restaurare il potere papale scontrandosi però con Filippo IV il Bello, re di Francia. Filippo scese in Italia e, con un gesto precedentemente impensabile, imprigionò il Papa ad Anagni (1303), dove pare abbia ricevuto addirittura uno schiaffo (Schiaffo di Anagni). Nel 1305, Clemente V spostò la sede papale in Francia, ad Avignone, che divenne la sede papale per i successivi settanta anni. I Papi avignonesi restarono succubi dei re di Francia e non mancarono di destare scandalo tra i loro contemporanei. Questo periodo, noto come cattività avignonese, terminò nel 1377 col ritorno a Roma di Papa Gregorio XI, che fu causa della guerra degli Otto Santi, combattuta tra il Papato e gli Stati dell'Italia centrale che nel frattempo si erano resi indipendenti. Nello stesso anno avvenne lo Scisma d'Occidente: alla morte di Gregorio XI i cardinali romani elessero al soglio pontificio Urbano VI mentre i cardinali francesi Clemente VII. Ciò provocò un nuovo conflitto, nel corso del quale avvenne la Battaglia di Marino, vinta dalle milizie italiane capitanate da Alberico da Barbiano contro mercenari francesi. Lo scisma si complicò ulteriormente dopo il Concilio di Pisa (1409) che, nel tentativo di unificare di nuovo la cristianità, elesse un altro Papa. L'Europa rimase divisa tra i seguaci dei due (poi tre) Papi fino alla definitiva fine dello scisma avvenuta col Concilio di Costanza (1414).
Lo scisma aveva mostrato la debolezza dell'istituzione papale che era stata un punto di riferimento fondamentale nei secoli passati. Dal punto di vista culturale il Papa perdeva un'egemonia quasi millenaria, dal punto di vista politico la Cattività avignonese e lo scisma successivo favorirono il distacco definitivo del Ducato di Urbino, già iniziato sotto Guido da Montefeltro, e la nascita per breve tempo di una repubblica romana, tra il 1347 e il 1354, guidata da Cola di Rienzo. Questi, dopo essersi impadronito del potere, tentò di organizzare una repubblica simile a quella romana ma alla fine della sua carriera sconfinò nel delirio e venne linciato dai suoi stessi concittadini che lo avevano sostenuto.

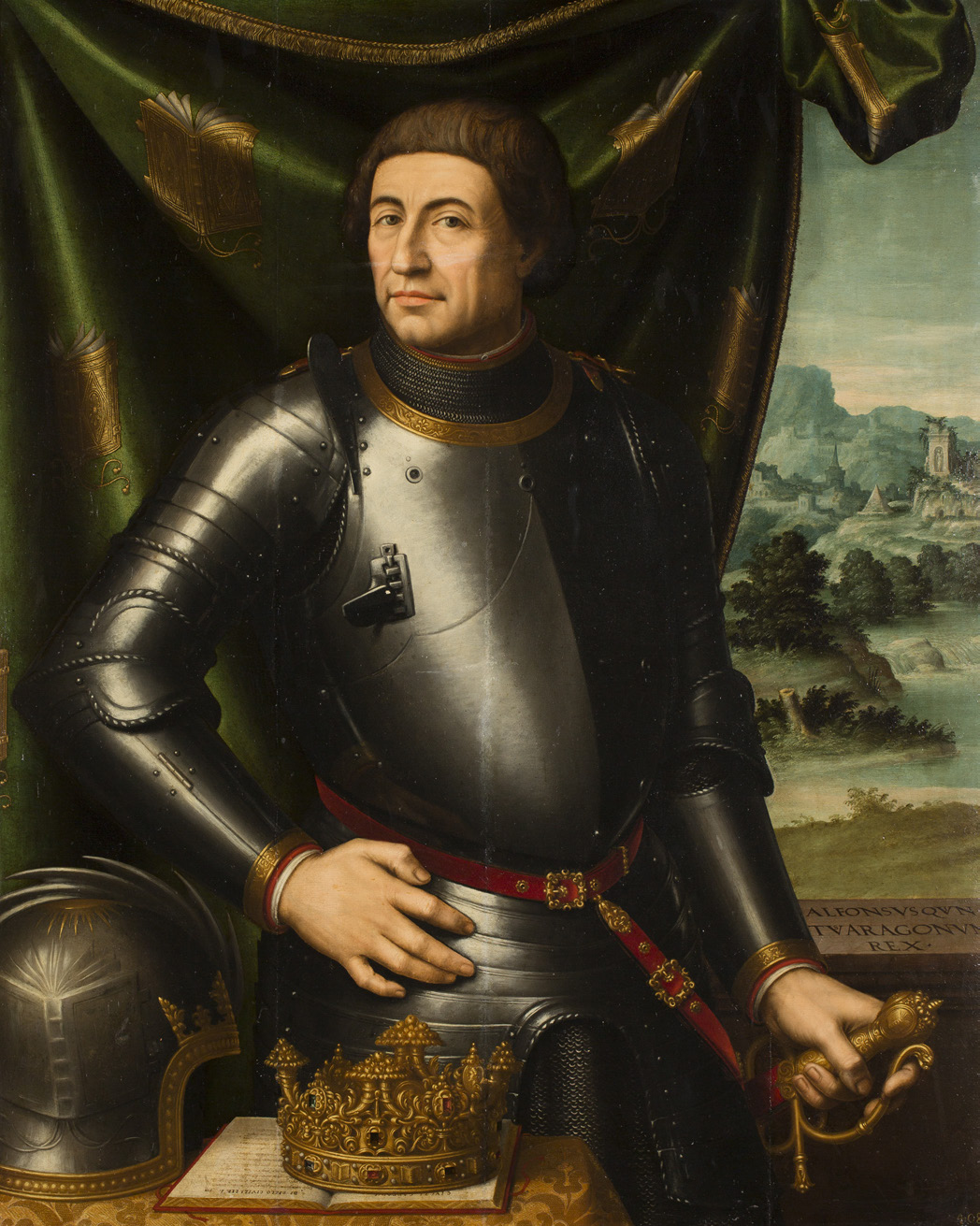
Alfonso I di Napoli

### Repubbliche marinare
Nel 1358 la Repubblica di Venezia, con la Pace di Zara, dovette cedere a re Luigi d'Ungheria, che guidava una coalizione antiveneta, tutti i suoi possedimenti in Dalmazia, dal Quarnaro alle Bocche di Cattaro, mantenendo le coste istriane e la marca trevigiana. Zara divenne capitale della Dalmazia e la Repubblica di Ragusa ottenne il diritto di autogoverno, iniziando il periodo di suo maggior sviluppo in alleanza antiveneziana con la Repubblica di Ancona.
Nel 1409 la Repubblica di Venezia comprò, per 100.000 ducati d'oro da Ladislao di Napoli e pretendente al trono d'Ungheria, i suoi diritti sulla Dalmazia, riprendendo così Zara, che divenne capitale della Dalmazia veneta, e baluardo di resistenza contro le incursioni ottomane che ormai si estendevano nell'entroterra illirico.

### Il meridione tra Angioini e Aragonesi (1250-1442)
Il Papa, approfittando della morte di Federico II, cercò di insediare al trono del Regno di Sicilia Carlo I d'Angiò, fratello del re di Francia. Carlo trovò però l'opposizione di Manfredi, figlio di Federico II, che inizialmente ottenne una serie di successi, tanto che il partito ghibellino si affermò in molti comuni italiani, primo tra tutti Firenze: le milizie guelfe della città furono sconfitte a Montaperti (1260) dai Senesi, Ghibellini, aiutati dalle truppe dello stesso Manfredi. Costui fu tuttavia sconfitto pesantemente a Benevento da Carlo d'Angiò, provocando un improvviso crollo del partito ghibellino in tutta Italia.
A causa dell'esoso fiscalismo degli Angioini (che misero ai posti di comando numerosi baroni francesi), nel 1282 la popolazione di Palermo insorse, chiamando in loro aiuto Pietro III d'Aragona, genero di Manfredi, che dichiarò guerra agli Angioini, dando così inizio ai Vespri siciliani che si conclusero soltanto nel 1302 con la Pace di Caltabellotta, in seguito alla quale la Sicilia si sarebbe staccata dall'Italia meridionale, diventando un regno indipendente sotto la dinastia Aragonese. Il Regno di Napoli restò invece sotto la dominazione angioina, con capitale Napoli; sotto gli Angioini fu mantenuto l'assetto amministrativo di origine sveva, con giustizierati e universitates, anche se le ultime regalie del napoletano furono però perse, quali il diritto del sovrano di nominare degli amministratori regi nelle diocesi con sedi vacanti. Con Roberto d'Angiò a Napoli fiorirono le scienze umanistiche, con l'istituzione di una scuola di teologi scolastici e la commissione di traduzioni dal greco, da Aristotele a Galeno, per la Biblioteca Nazionale di Napoli, ma fiorì anche la cultura greca di Calabria, grazie alla quale il neoplatonismo e la cultura ellenistica entrarono nella tradizione italiana, dal Petrarca a Pico della Mirandola.
Morto Roberto, seguirono anni di instabilità politica a causa di una guerra di successione fra Giovanna I di Napoli e Carlo di Durazzo, cui seguì il breve regno di Luigi II d'Angiò, subito detronizzato da Ladislao I, figlio di Giovanna. Sotto il regno di questi, il regno ritrovò stabilità, riuscendo ad espandersi su buona parte dell'Italia centrale ai danni dello Stato Pontificio e dei comuni toscani. Nel 1414 però Ladislao morì e il regno tornò presto nei confini originari. Gli succedette Giovanna II, l'ultima sovrana angioina nel napoletano, che non avendo avuto eredi diretti, adottò un aragonese come figlio, Alfonso V d'Aragona, diseredandolo poi del regno, in favore di Renato d'Angiò. Alla morte di costei Alfonso rivendicò il diritto di successione dichiarando guerra a Napoli. Col sostegno del ducato di Milano, Alfonso si impadronì in breve tempo del trono di Napoli, che governò con il nome di Alfonso I di Napoli e col titolo di Rex Utriusquae Siciliae. Costui, come poi suo figlio Ferrante, contribuì ampiamente all'ammodernamento del territorio dominato sul modello economico aragonese, tramite il sostegno giuridico della transumanza, i fori boari, il contrasto dei privilegi feudali e l'adozione del napoletano come lingua di stato.

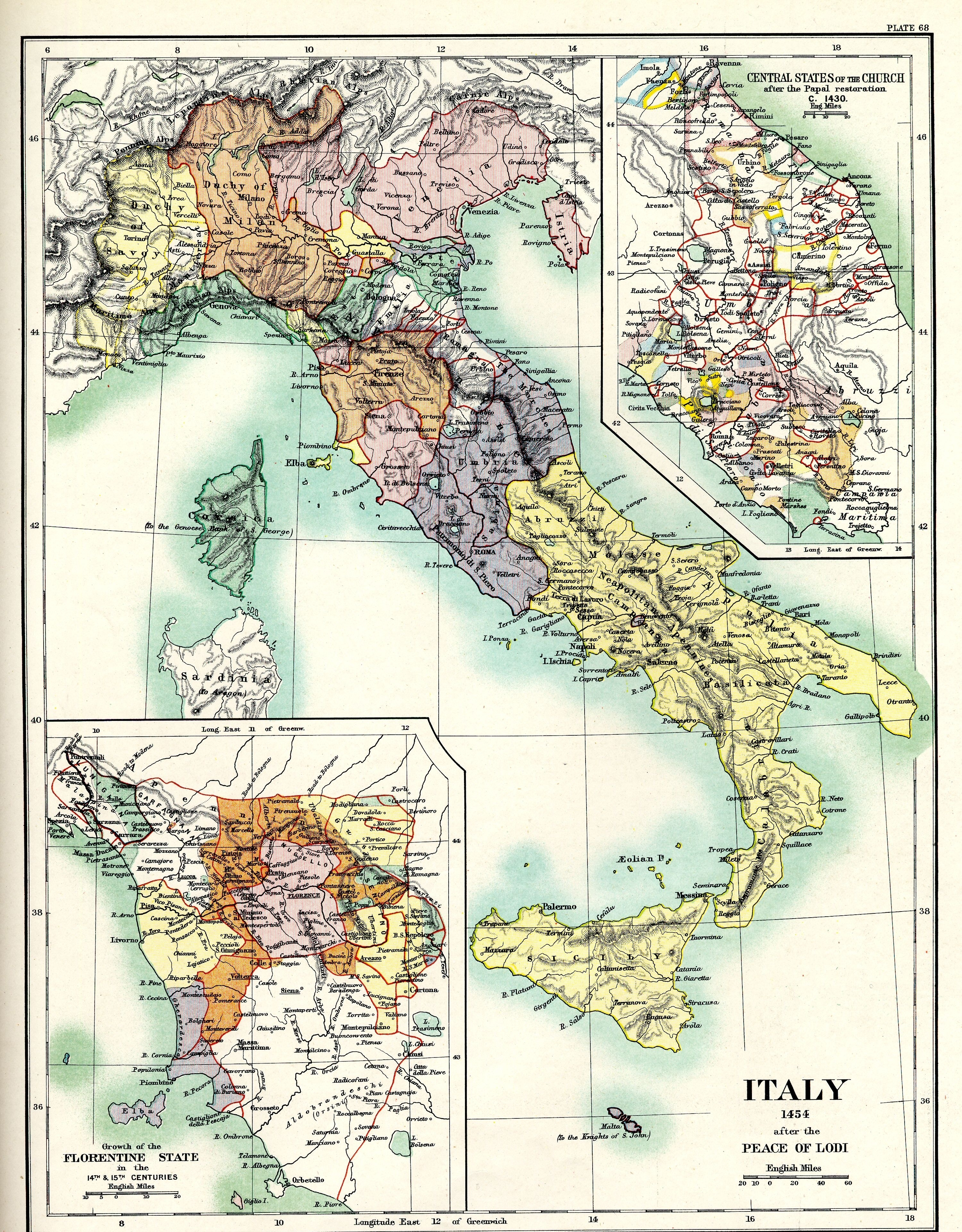
L'Italia dopo la pace di Lodi nel 1454.

### Le lotte tra gli Stati italiani (1412-1454)
Nella prima metà del XV secolo si ebbe un lungo periodo di guerre che interessò l'intera penisola e fu segnato dai ripetuti tentativi degli Stati italiani più forti di estendere la propria egemonia, come la città di Firenze, che mira a estendere tutto il proprio dominio su ogni stato Toscano, a parte la Repubblica di Lucca che riuscì a mantenere l'autonomia fino al XIX secolo.

Il regno di Napoli fu scosso da una lunga crisi dinastica iniziata nel 1435 con la morte dell'ultima regina angioina, Giovanna II, e conclusasi solo nel 1442 con la vittoria di Alfonso V d'Aragona, che ebbe la meglio sul rivale Renato d'Angiò. L'avvento della dinastia aragonese dei Trastamara segnò anche la riunificazione de facto dei regni di Napoli e Sicilia e l'avvio di un periodo di stabilità dinastica destinato a durare fino alla fine del secolo.
Il dominio sui mari fu invece l'obiettivo che contrappose gli interessi delle antiche repubbliche marinare: estromessa Amalfi già nel XII secolo, lo scontro proseguì tra Pisa, Genova e Venezia. Genovesi e Pisani combatterono ripetutamente per il controllo del Tirreno, e nel 1406 Pisa fu conquistata da Firenze, perdendo definitivamente la propria autonomia politica. Agli inizi del secolo la contesa era dunque ridotta a un duello fra Genovesi e Veneziani. Per tutto il Quattrocento perdurò uno Stato di conflittualità tra le due repubbliche senza battaglie decisive. La potenza di Genova andò affievolendosi nel corso del secolo e Venezia si affermò come padrona dei mari, raggiungendo il culmine della propria ascesa agli inizi del XVI secolo. Con la caduta dell'Impero bizantino (avvenuta nel 1453), l'altro grande rivale di Venezia, la Serenissima poté interessarsi a una politica di espansione territoriale sulla terraferma che prese avvio proprio agli inizi del XV secolo.
Le iniziative militari veneziane entrarono in conflitto con gli interessi del ducato di Milano, impegnato a sua volta in una politica espansionistica guidata della famiglia Visconti. Nello scontro si inserì anche la repubblica di Firenze, minacciata dall'aggressività viscontea e alleatasi con i Veneziani. La Serenissima riportò una vittoria decisiva nella battaglia di Maclodio del 1427, assumendo una posizione egemone che allarmò i Fiorentini, i quali preferirono rompere l'alleanza e schierarsi dalla parte di Milano. La guerra si protrasse con operazioni di minore portata fino alla pace di Lodi del 1454.

## Rinascimento

### La pace di Lodi e la politica dell'equilibrio (1454-1492)

Stati italiani nel 1494

La Pace di Lodi, firmata nella città lombarda il 9 aprile 1454, mise fine allo scontro fra Venezia e Milano in corso dall'inizio del XV secolo. Il trattato fu ratificato dai principali Stati regionali, prima fra tutti Firenze, passata da tempo dalla parte di Milano.
Gran parte dell'Italia settentrionale risultava spartita fra i due stati nemici, nonostante persistessero alcune potenze minori (Ducato di Savoia, la Repubblica di Genova, i Gonzaga e gli Estensi). In particolare, stabilì la successione di Francesco Sforza al Ducato di Milano, lo spostamento della frontiera tra i due stati sul fiume Adda, l'apposizione di segnali confinari lungo l'intera demarcazione e la nascita di un'alleanza fra stati italiani: la Lega Italica. L'importanza della Pace di Lodi consiste nell'aver dato alla penisola un nuovo assetto politico-istituzionale che – limitando le ambizioni particolari dei vari Stati – assicurò per quarant'anni un sostanziale equilibrio territoriale e favorì di conseguenza lo sviluppo del Rinascimento italiano. A farsi garante di tale equilibrio politico sarà poi – nella seconda parte del Quattrocento – Lorenzo il Magnifico, attuando la sua famosa politica dell'equilibrio.

### Umanesimo
I principali centri dell'Umanesimo italiano sono soprattutto Firenze e Napoli, Padova con la sua Università e Francesco Petrarca.
I luoghi di sviluppo dell'Umanesimo sono i palazzi dei principi, come a Firenze sotto l'egida di Lorenzo il Magnifico, a Ferrara con gli Estensi, a Napoli alla corte aragonese di Alfonso I, ove si trovano biblioteche e cenacoli di uomini colti; nascono accademie, tra queste l’Accademia platonica di Firenze, l’Accademia Pomponiana a Roma, l’Accademia Pontaniana di Napoli, e l’Accademia Aldina veneziana.
Politicamente l'Umanesimo in Italia si accompagna alla trasformazione dei Comuni in Signorie e principati, essendo questi l'espressione della borghesia che ha consolidato il suo patrimonio e aspira al potere politico. Gli sviluppi dell'Umanesimo rientrano nella formazione delle monarchie nazionali in Europa.
Questo periodo vede la fioritura di quella civiltà culturale e artistica, definita Rinascimento italiano, che nasce a Firenze e da lì si diffonde in tutta Europa dalla XV secolo a tutto il XVI secolo, e che mira a riscoprire la cultura classica antica, per un verso depurandola da alcune forme della religiosità medioevale e per un altro integrandola nello stesso contesto cristiano del Medioevo, sulla scia della rinascita spirituale che si era avuta nel Duecento con le figure di Gioacchino da Fiore e Francesco d'Assisi.
Le città in cui il Rinascimento si sviluppa maggiormente sono Firenze con la signoria dei Medici, Roma con Pio II, e Leone X, Venezia sotto il lungo dogato di Francesco Foscari, Milano con Ludovico il Moro, Mantova con i Gonzaga, Urbino nella corte di Federico da Montefeltro e a Napoli con il lungo regno di Ferrante d'Aragona e suo figlio Alfonso.
L'Italia meridionale continuava a essere soggetta alle incursioni islamiche: nel luglio 1480 la città di Otranto fu conquistata dai turchi, tutta la popolazione uccisa o ridotta in schiavitù e solamente dopo tredici mesi Otranto venne riconquistata dagli Aragonesi, guidati da Alfonso d'Aragona, figlio del Re di Napoli.

### Guerre d'Italia
(J. C. Sismondo de Sismondi, Storia delle repubbliche italiane, 1832, trad. it. di Alfredo Salsano, Torino, Bollati Boringhieri, 1996, pp. 3-34)

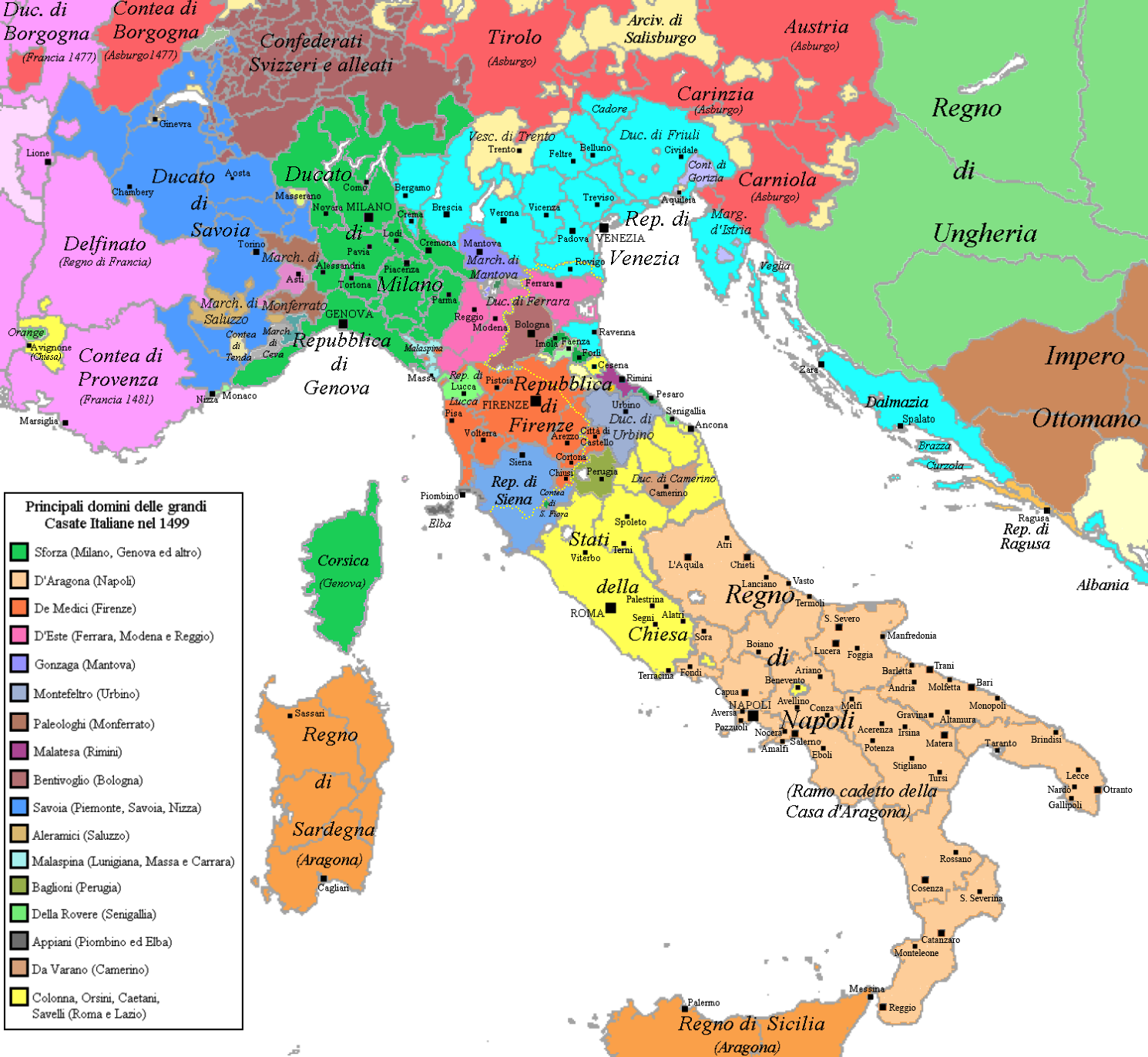
La penisola italiana nel 1499

Nel 1494, in Italia, i principali stati presenti erano: 
- guidati da dinastie o istituzioni italiane: la Repubblica di Venezia, il Ducato di Savoia diventato italiano con il trasferimento della capitale a Torino, il Ducato di Milano che aveva temporaneamente conquistato Genova che governava a sua volta la Corsica, gli Stati della Chiesa (con le signorie dei Riario a Imola e Forlì, Manfredi, Bentivoglio, Malatesta ecc); Firenze con la signoria dei Medici, Ferrara, Modena e Reggio Emilia sotto gli Estensi, Mantova sotto i Gonzaga.
- sottoposte agli aragonesi: il Regno di Napoli con Ferdinando I d'Aragona, il regno di Sicilia e la Sardegna sotto Ferdinando II d'Aragona.

Il 1494, anno dell'invasione della penisola da parte della Francia, segna la fine della politica dell'equilibrio e l'inizio di quel lungo periodo di conflitti che va sotto il nome di guerre d'Italia e che terminano nel 1559. Secondo una formula storiografica fortunata tradizionale, questa data viene indicata come la fine della "libertà italiana", e l'inizio della ruina d'Italia: la Penisola cade in gran parte sotto l'egemonia della Casa d'Asburgo, prima soprattutto del ramo spagnolo e poi di quello austriaco, una soggezione dalla quale si libererà solo nel XIX secolo con gli esiti delle guerre di indipendenza italiane.

### La discesa di Carlo VIII in Italia
La guerra, dopo il quarantennio di pace seguito agli accordi di Lodi, scaturì dall'iniziativa del re di Francia Carlo VIII, che discese in Italia alla testa di un esercito di 25.000 uomini con l'obiettivo di riconquistare il regno di Napoli, sul quale vantava diritti in virtù del legame dinastico con gli Angioini. La conquista del reame napoletano rappresentava per Carlo la premessa per estendere il proprio controllo all'intera penisola e per affrontare direttamente la minaccia turca. La spedizione del re francese incontrò il favore di molti principi italiani, che intendevano approfittare della sua potenza per conseguire obiettivi propri: il duca di Milano, Ludovico il Moro, ottenne grazie all'appoggio di Carlo VIII la cacciata del nipote Gian Galeazzo Maria Sforza, che insidiava il suo potere; a Firenze gli avversari dei Medici aprirono le porte della città ai francesi costringendo alla fuga Piero il Fatuo e restaurando la repubblica sotto la guida di Savonarola. Anche i cardinali romani ostili ad Alessandro VI Borgia puntavano alla sua deposizione, ma il Papa spagnolo scongiurò colpi di mano garantendo al re il passaggio attraverso i territori pontifici e offrendo suo figlio Cesare come guida in cambio del giuramento di fedeltà.
Il 22 febbraio 1495 Carlo VIII entrò a Napoli, sostenuto da buona parte dei baroni del regno schieratisi contro Ferrandino d'Aragona. Questa conquista non poté essere consolidata causa l'avversione che la sua impresa aveva suscitato anche tra coloro che inizialmente l'avevano favorita: Milano, Venezia e il Papa costituirono una lega antifrancese, a cui diedero il proprio appoggio anche l'imperatore Massimiliano e la Spagna dei Re Cattolici. Carlo, volendo evitare di rimanere intrappolato nel Meridione, marciò rapidamente verso nord, ma venne sconfitto il 6 luglio 1495 nella Battaglia di Fornovo, con cui la lega riuscì a costringere il sovrano a riparare in Francia. Venezia, ottenne dagli alleati la cessione di Cremona, Forlì, Cesena, Monopoli, Bari, Barletta e Trani.
Le ostilità ripresero nel 1499 con la discesa in Italia di Luigi XII, successore di Carlo, che conquistò il Ducato di Milano accampando i diritti ereditati dalla nonna Valentina Visconti e nel 1501 i francesi occuparono Napoli, ma furono sconfitti dai rivali spagnoli nella Battaglia del Garigliano (1503), nell'ambito di questo conflitto avvenne la disfida di Barletta.
Fra il 1499 e il 1503 Cesare Borgia, figlio del Papa Alessandro VI, conquistò un dominio a cavallo fra le Marche e la Romagna, grazie anche all'appoggio della Francia e a una sua politica violenta e spregiudicata. Nel marzo del 1508, con la battaglia di Rusecco, la Serenissima sottrasse a Massimiliano I le città di Gorizia, Trieste e Fiume.
I signori della Romagna, spodestati da Cesare Borgia alla morte del padre, Papa Alessandro VI, accettarono di sottomettersi alla Repubblica di Venezia per riavere i loro domini, in tal modo la Serenissima prese possesso di Rimini, Faenza e altre città.
Il nuovo Papa, il genovese Giulio II, temendo l'espansione della Serenissima, nel dicembre dello stesso anno, a Cambrai, stipulò un accordo segreto, noto come Lega di Cambrai, con la Francia, la Spagna, il Sacro Romano Impero, il Ducato di Ferrara, il Ducato di Savoia e il Marchesato di Mantova, contro la Repubblica di Venezia.

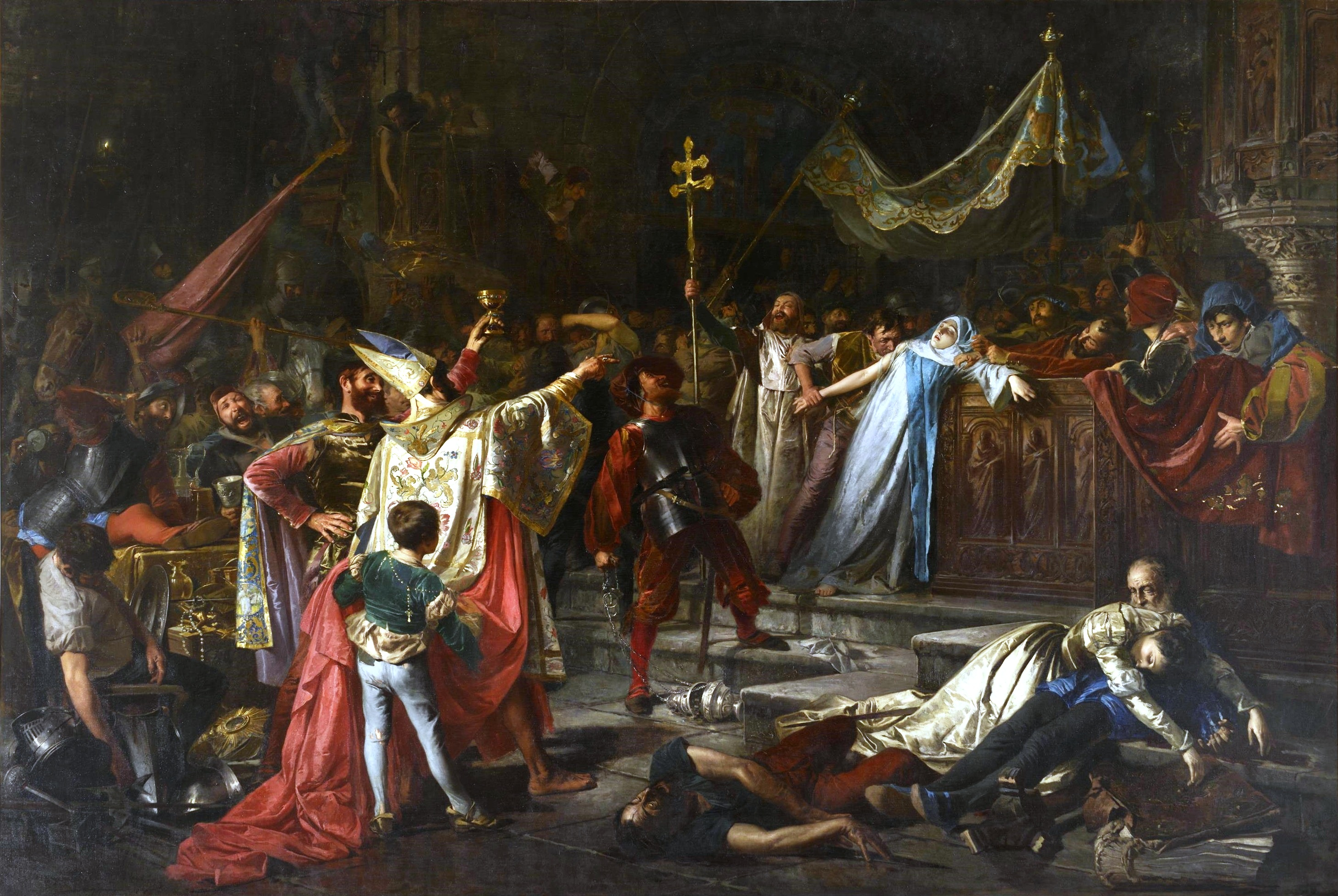
Sacco di Roma: dipinto raffigurante la profanazione di una chiesa

### Carlo V e Francesco I
Con la formazione della Lega di Cambrai (1508) i francesi fecero ritorno in Italia, sconfiggendo nel 1509 con la battaglia di Agnadello i Veneziani, ma in seguito destarono le preoccupazioni dei principi della penisola. Nel corso di questi eventi Papa Giulio II cercò di ampliare i territori sotto il possesso papale arrivando nel 1511 a condurre di persona l'assedio vittorioso di Mirandola.
Il pontefice costituì quindi una Lega Santa antifrancese coinvolgendo la Spagna, l'Inghilterra, il Sacro Romano Impero e i mercenari svizzeri. Quest'ultimi nel 1513 sconfissero i francesi nella battaglia di Novara, i Veneziani vennero battuti il 7 ottobre dagli spagnoli nella battaglia de' La Motta, ma la Lega non riuscì ad approfittare dei propri successi, trascinando stancamente il conflitto per tutto il 1514.
Le mire francesi sull'Italia furono ereditate nel 1515 dal nuovo re di Francia Francesco I, che con una nuova armata francese scese in Italia, battendo la Lega nella battaglia di Villafranca e congiungendosi il 13 settembre alle forze veneziane nella battaglia di Marignano, dove venne conseguita la vittoria finale e facendo sostanzialmente tornare la mappa dell'Italia allo status quo precedente il conflitto.
Francesco I fu protagonista col rivale Carlo V di una lunga lotta per l'egemonia continentale che ebbe in Italia il suo principale teatro. Col trattato di Noyon del 1516 alla Francia veniva confermato il possesso del Ducato di Milano e alla Spagna quello del Regno di Napoli. Questo accordo non bastò a spegnere le rivalità, che esplosero nuovamente nel 1519 con l'elezione a Imperatore del Sacro Romano Impero di Carlo V, già re di Spagna, Napoli, Sicilia, signore dei Paesi Bassi come duca di Borgogna, e Arciduca d'Austria. Nel 1521 le armate francesi scesero nuovamente in Italia con l'obiettivo di riconquistare il reame napoletano, ma furono sconfitte nelle battaglie della Bicocca, di Romagnano e di Pavia, durante la quale lo stesso Francesco I fu fatto prigioniero a Pizzighettone e condotto in Spagna per essere liberato con la firma del Trattato di Madrid (1526) dietro cessione di Milano agli Sforza sotto la protezione Imperiale nel 1525.
L'allarme per la crescente potenza degli Asburgo portò alla costituzione della Lega di Cognac, promossa dal Papa Clemente VII e siglata dal sovrano francese insieme alle repubbliche di Venezia e Firenze. Un'alleanza fragile che non fu in grado di evitare il terribile sacco di Roma del maggio 1527 per opera dei Lanzichenecchi, soldati imperiali di origine prevalentemente tedesca e fede luterana, che contribuì ad aggravare le condizioni di povertà a Roma in quel periodo. Tale episodio suscitò orrore e costernazione in tutto il mondo cattolico e costrinse il Papa, asserragliato in Castel Sant'Angelo, alla pace con l'imperatore, dal quale ottenne la restaurazione dei Medici a Firenze, dove si era costituita una repubblica (1527-1530). Il 5 agosto 1529 venne stipulata la pace di Cambrai, con cui la Francia rinunciava alle mire sull'Italia.

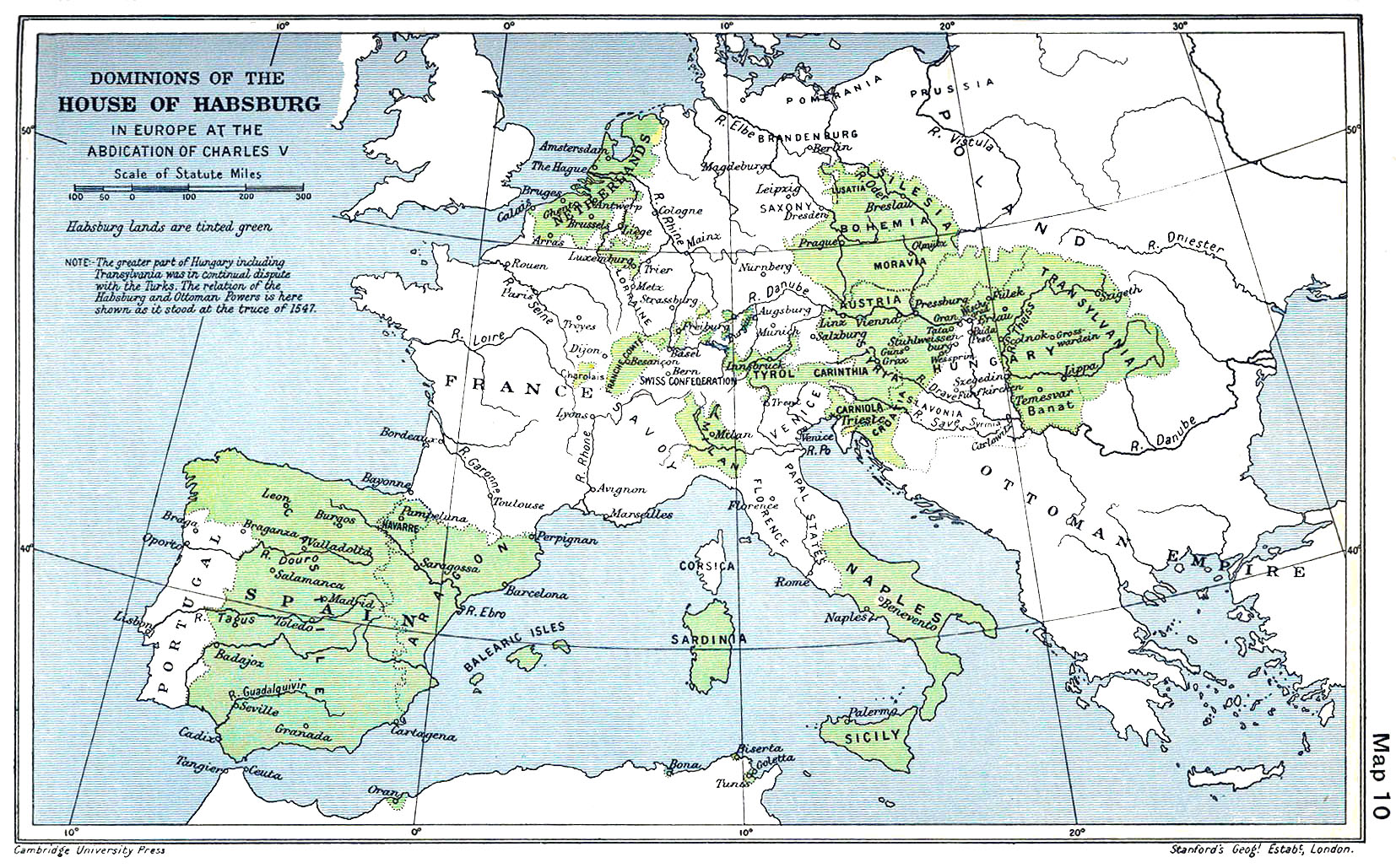
Italia e l'impero asburgico

L'equilibrio fu nuovamente infranto nel 1542, con una nuova fase di conflitti franco-Imperiali in territorio italiano. Nel 1535, Carlo V annesse Milano come feudo Imperiale dopo l'estinzione degli Sforza. Gli scontri ebbero esiti alterni, sanciti da deboli trattati di pace (come la pace di Crépy del 1544) e continuarono anche dopo la morte di Francesco I e l'ascesa al trono del suo successore, Enrico II, nel 1547. 
Lo scenario internazionale mutò di colpo nel 1556, quando Carlo V abdicò dopo aver diviso i suoi possedimenti fra il figlio Filippo II e il fratello Ferdinando I. Furono proprio Enrico e Filippo a stipulare nel 1559 la pace di Cateau-Cambrésis, che mise fine definitivamente allo scontro tra Francia e Spagna per l'egemonia europea e sancì, dopo un sessantennio di guerre continue, quella fine della "libertà italiana" iniziata con la spedizione di Carlo VIII nel 1494. La Spagna consolidò i propri domini in Italia (Milano, Napoli, Sicilia, Sardegna) e guadagnò un primato, per quanto non egemonico e condiviso con altre realtà come Impero e Papato, destinato a durare fino al 1714, anno della conclusione della guerra di successione spagnola e dell'avvento dell'Austria come potenza egemone sulla penisola.
Nel 1561 la breve guerra franco-savoiarda fu conclusa con il Trattato di Lione, Carlo Emanuele I di Savoia ampliò il Ducato di Savoia in territorio italiano, nel 1563, acquisendo il Marchesato di Saluzzo, rinunciando così a territori oltre le Alpi di difficile controllo e spostando nello stesso anno la capitale del ducato da Chambery a Torino.
In questi anni si esaurisce la parabola del Rinascimento: l'Italia, per metà soggetta alla corona spagnola, è anche interessata dal processo di reazione della Chiesa cattolica al luteranesimo che va sotto il nome di Controriforma. Il periodo che seguì la fine delle guerre d'Italia - dalla seconda metà del XVI a tutto il XVII secolo - è stato a lungo etichettato come "età della decadenza", definizione semplicistica che è stata fatta oggetto di revisione da molti storici del XX secolo.
Nel XVI secolo nasce la commedia dell'arte, nota fuori dall'Italia come commedia all'italiana.

### La Repubblica di Venezia e le guerre con l'Impero ottomano
Oltre alle battaglie di Salonicco nel 1422-1430, Nicopoli nel 1396 e Gallipoli (Turchia) nel 1416, vi furono sette guerre ottomano-veneziane dove spesso Venezia fronteggiò da sola (o quasi) l'Impero ottomano.

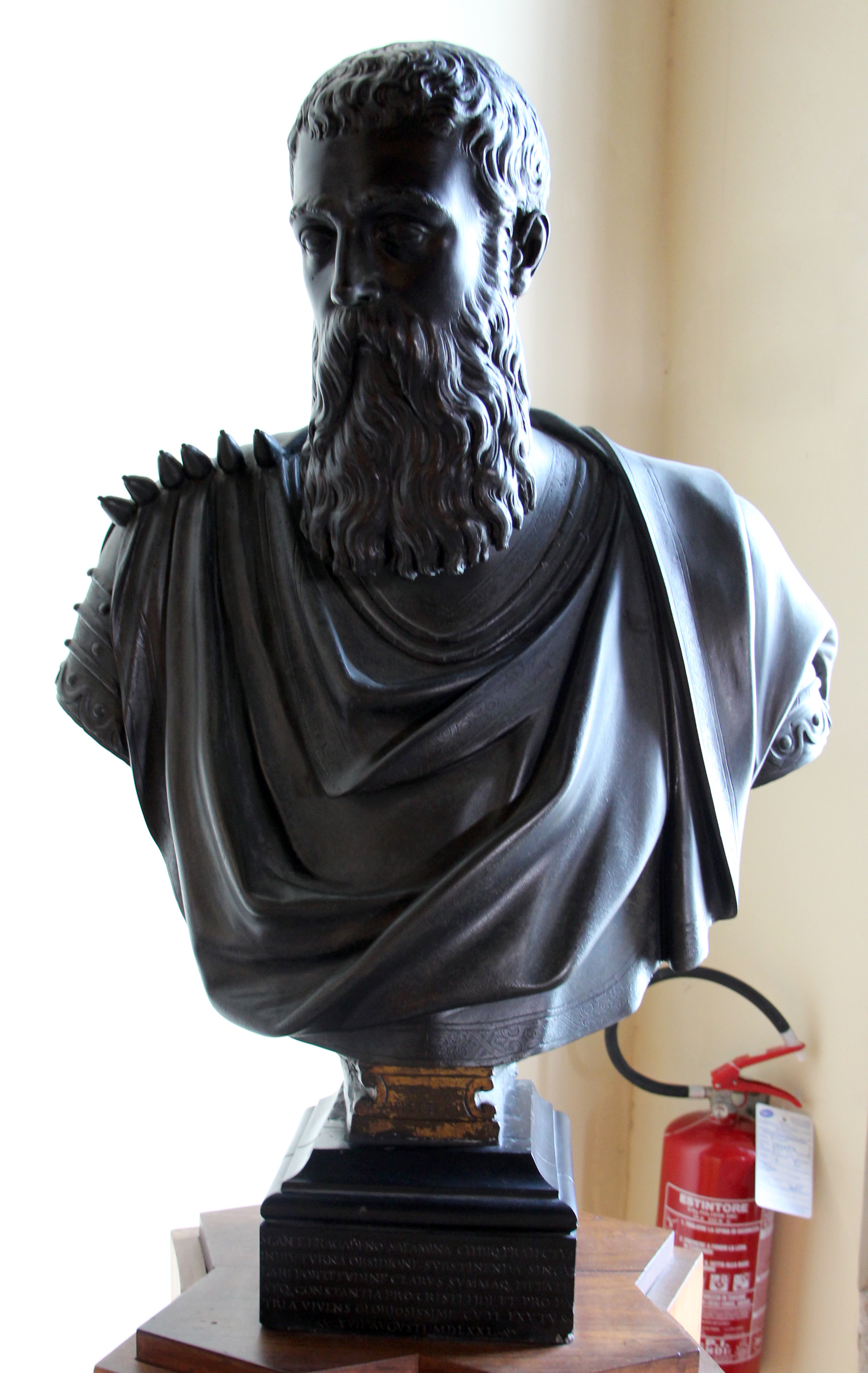
Busto di Marcantonio Bragadin, Palazzo Ducale Tiziano Aspetti

Nel XV secolo la Repubblica di Venezia si trovava in un momento di massima espansione territoriale sia nello Stato da Mar, dove aveva una striscia di porti ininterrotta che copriva la Dalmazia fino a Costantinopoli e una serie innumerevole di isole greche tra cui Creta, Rodi e Lemno, sia nello Stato da Tera, che copriva le attuali Tre Venezie comprese Bergamo, Brescia e Crema (Italia). I mercanti Veneziani si approvvigionavano continuamente presso l'impero bizantino.
La seconda e definitiva caduta di Costantinopoli nel 1453 fu vissuta dai cronisti dell'epoca con profondo sgomento. Enea Silvio Piccolomini, futuro Papa Pio II, scrisse:
"Ecco una seconda morte per Omero e anche per Platone... Ora Maometto regna fra noi. Ora i turchi incombono sulle nostre teste".
Questa vittoria ottomana determinò uno sbarramento alla penetrazione genovese nel Mediterraneo Orientale e nel Mar Nero. Più duramente colpita dal crollo della sua preziosa ma debole alleata, Venezia cercò di adattarsi alla nuova situazione e iniziò immediatamente trattative con i nuovi padroni del Bosforo. Già nel 1454 Venezia riuscì a ottenere alcuni vantaggi commerciali e il permesso di ottenere un ambasciatore a Costantinopoli: segno sia della sua potenza, sia del fatto che i turchi non fossero del tutto disinteressati a commerciare con i cristiani. Venezia aveva già perso nel 1430 la città di Tessalonica (attuale Salonicco) in mano turca, questo aprì un'epoca di guerre e commerci che si sarebbe protratta per i prossimi trecento anni.
L'inizio ufficiale delle Guerre turco-veneziane data al 1470, allorquando la Serenissima perdette diverse isole dell'Egeo tra cui Negroponte, mentre in risposta i Veneziani saccheggiarono le città di Satalia e Smirne. Durante queste guerre Venezia riuscì a impossessarsi del Regno di Cipro. Nel 1479, con il Trattato di Costantinopoli, i Veneziani dovettero rinunciare ai territori persi, ma in cambio ebbero accesso al commercio con l'impero ottomano.

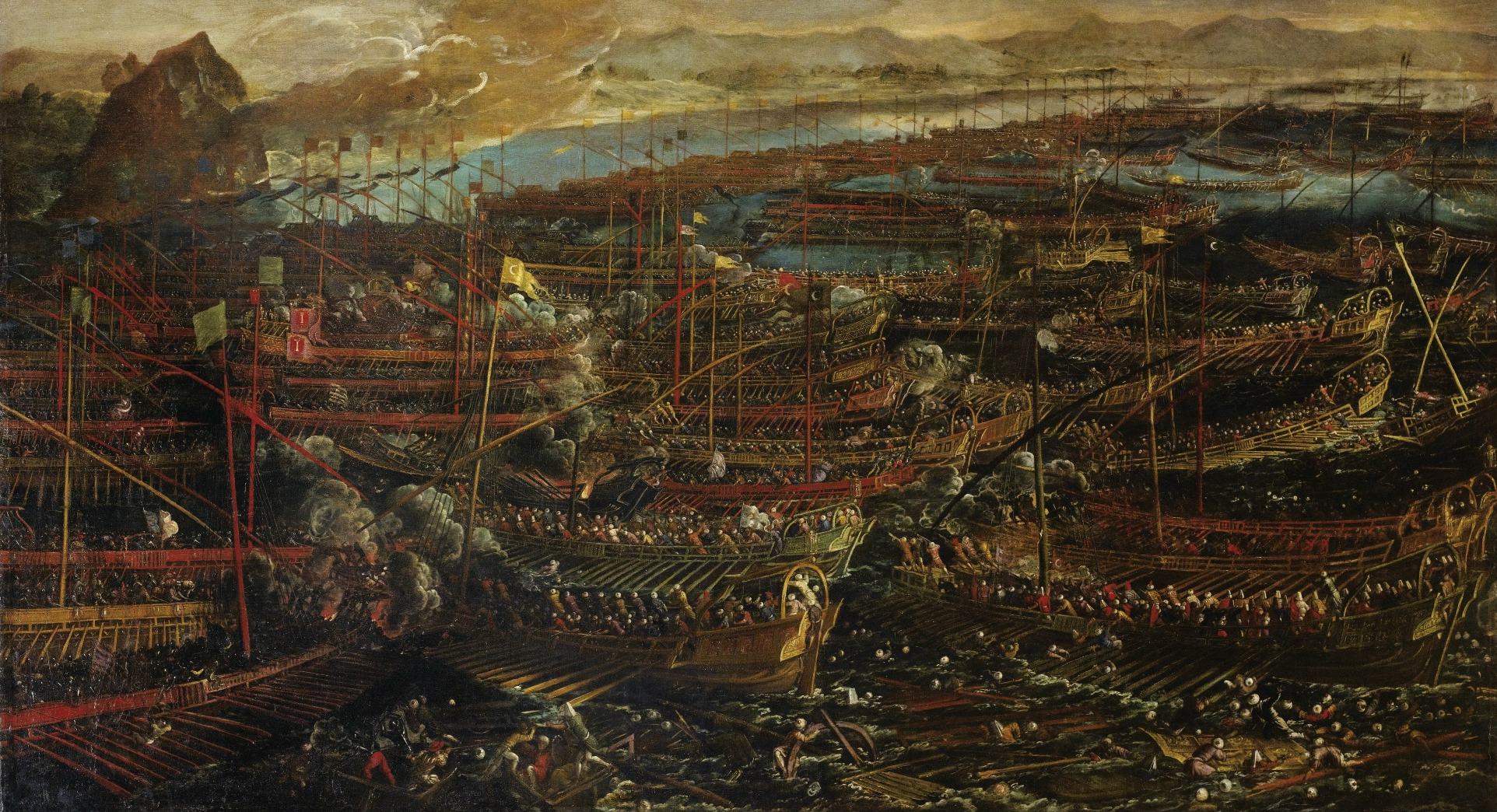
Battaglia di Lepanto Tintoretto

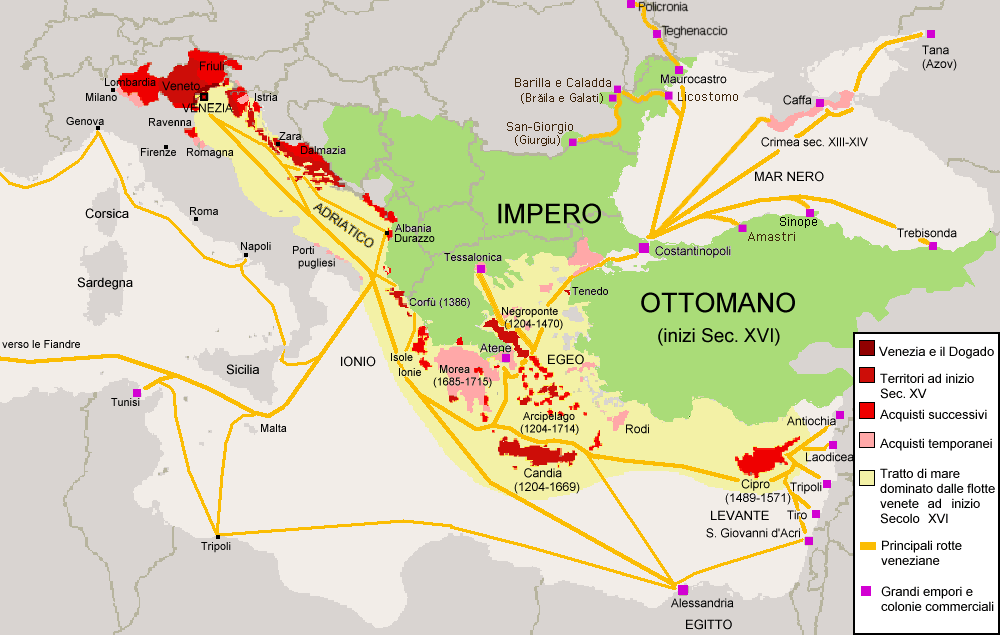
Repubblica di Venezia e Impero ottomano

Durante la quarta Guerra ottomano-veneziana (1570–1573), i Turchi riuscirono a impossessarsi di Cipro. Per dissuadere ogni resistenza il comandante ottomano fece recapitare la testa tagliata del governatore di Nicosia Niccolò Dandolo a Marcantonio Bragadin che rifiutò la resa. Durante l'Assedio di Famagosta 6.000 Veneziani resisterono contro 100.000 Turchi (che dopo due mesi di insuccessi divennero 250.000) armati di 150 navi e 1.500 cannoni per ben 10 mesi. Alla fine, data la sproporzione numerica, il comandante ottomano Lala Kara Mustafa Pascià riuscì a prendere prigioniero il comandante veneziano Marcantonio Bragadin al quale, nonostante le condizioni pattuite per la resa, vennero inflitte le più feroci torture.
Le notizie dell'avanzata ottomana e delle pesanti torture inflitte al comandante veneziano fecero il giro d'Europa. I veneziani, assieme a Papa Pio V, formarono la Lega Santa, composta dagli stati italiani assieme alla Spagna, che mise insieme una flotta di 204 galee (di cui più della metà Veneziane). Il 7 ottobre 1571, nel mar Egeo, le flotte contrapposte si scontrarono nella Battaglia di Lepanto con la conseguente sconfitta della flotta ottomana.
Appena terminata la peste in tutta Europa, iniziò la quinta guerra ottomano-veneziana (1645-1669). Nonostante varie sconfitte navali inferte dai Veneziani, gli Ottomani riuscirono a conquistare l'isola di Creta. Ebbe inizio l'Assedio di Candia, il secondo assedio più lungo della storia, che dura dal 1648 al 1669 (21 anni): gli ottomani alla fine vinsero, lasciando sul campo 130.000 morti e un terzo del budget dell'impero. Dopo 4 secoli di dominio veneziano l'isola di Creta diventò turca.

## Seicento e Settecento

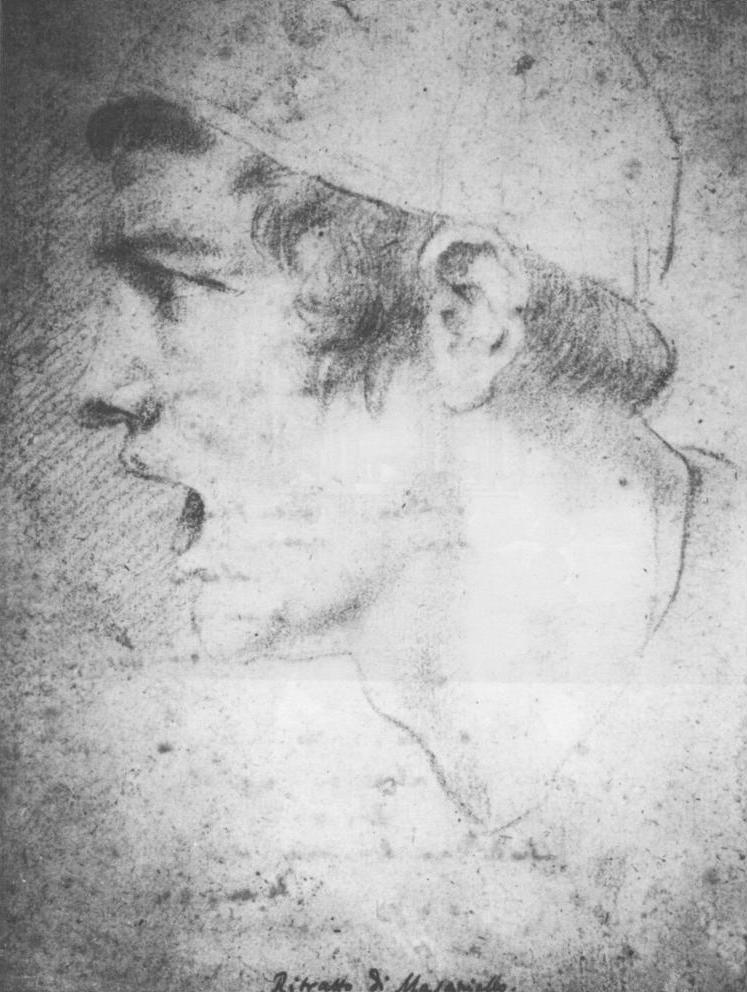
Masaniello ritratto da Aniello Falcone, 1647

### I domini spagnoli in Italia e gli altri stati
Dalla pace di Cateau-Cambrésis fino al 1700-1714, la Spagna esercitò il proprio dominio su tutta l'Italia meridionale ed insulare, sul Ducato di Milano e sullo Stato dei Presidi nel sud della Toscana (appannaggio della corona di Napoli). Metà dell'Italia era quindi sotto controllo spagnolo, mentre l'altra metà rimase indipendente. La Repubblica di Genova era alleata della Spagna, e i suoi banchieri fungevano da tesorieri delle finanze spagnole. Il Ducato di Savoia e lo Stato Pontificio furono ago della bilancia fra Francia e Spagna, anche se spesso il primo divenne un campo di battaglia fra queste due potenze. La Repubblica di Venezia continuò a portare avanti la propria ambiziosa politica mediterranea, cosa che però non fu sufficiente a preservarla da una lenta ma inesorabile decadenza a seguito della nuova geografia economica e conseguente crisi del Seicento, che portarono a un declino politico e sociale dell'Italia intera.

#### La rivolta di Masaniello
Il rapace fiscalismo praticato dagli spagnoli suscitò varie rivolte, la più nota di questo periodo è quella del 1647 del pescatore Masaniello, a Napoli. Questa fu scatenata dall'esasperazione delle classi più umili verso le gabelle imposte sugli alimenti di necessario consumo. Dieci giorni di rivolta costrinsero gli spagnoli ad accettare le rivendicazioni popolari, ma, a causa di un comportamento sempre più dispotico e stravagante, Masaniello fu assassinato all'età di ventisette anni dagli stessi rivoltosi che lo avevano appoggiato.
La sua morte non pose fine alla rivolta: i napoletani, condotti dal nuovo capopopolo Gennaro Annese, riuscirono dopo vari mesi a cacciare gli spagnoli dalla città e il 17 dicembre fu proclamata la Real Repubblica Napoletana sotto la guida del duca francese Enrico II di Guisa, che come discendente di Renato d'Angiò rivendicava diritti dinastici sul trono di Napoli. Enrico era appoggiato dalla Francia che sperava di riportare il Regno di Napoli sotto la sua influenza. L'esempio di Masaniello fu poi seguito anche da popolani di altre città: da Giuseppe d'Alessi a Palermo, e da Ippolito di Pastina a Salerno. La parentesi rivoluzionaria si concluse solo il 6 aprile 1648, quando gli spagnoli ripresero il controllo della città.
Nel 1701 a Napoli avvenne una nuova insurrezione contro gli spagnoli: la congiura di Macchia per opera dei nobili. Anche a causa di una scarsa partecipazione dei ceti umili, la rivolta fallì. Il dominio spagnolo su Napoli continuò fino al 1707, anno in cui la guerra di successione spagnola pose fine al vicereame iberico sostituendogli quello austriaco.

### Condizioni economiche e culturali dell'Italia seicentesca
In età moderna, l'Italia, e, più in generale, tutta l'Europa meridionale, ebbe a soffrire dello spostamento delle grandi rotte commerciali dal Mediterraneo all'Atlantico, chiaramente percepibile a partire dagli ultimi decenni del Cinquecento. Le devastazioni belliche a seguito della guerra dei trent'anni colpirono soprattutto l'Italia settentrionale: il principale di questi scontri che vide contrapposti gli interessi imperiali a quelli francesi fu la guerra di successione di Mantova e del Monferrato. La forte pressione fiscale esercitata dalla Spagna sui suoi domini, dovuta alle esorbitanti spese di guerra, invece si fece sentire con gravissime conseguenze in tutto il meridione e in Lombardia, mentre i vuoti lasciati dalla grave pestilenza del 1630 ebbero effetti devastanti sull'economia italiana del tempo. È un dato di fatto che fin dal quarto decennio del XVII secolo quasi tutta l'Italia era passata a essere un'area con gravi problemi di sottosviluppo economico, politicamente amorfa, socialmente disgregata. Fame e malnutrizione regnavano incontrastate in molte regioni peninsulari e nelle due isole maggiori.
Il declino culturale dell'Italia non marciò di pari passo con quello politico, economico e sociale. È questo un fenomeno riscontrabile in molti paesi, Spagna compresa. Se nel Cinquecento il Rinascimento italiano produsse i suoi frutti più maturi e si impose all'Europa del tempo, l'arte e il pensiero barocchi, elaborati a Roma a cavallo fra Cinquecento e Seicento, avranno una forza di attrazione e una proiezione internazionale non certo inferiori. È comunque un dato di fatto che ancora per tutta la prima metà del Seicento e oltre, l'Italia continuò a essere un paese vivo, capace di elaborare un pensiero filosofico (Giordano Bruno, Tommaso Campanella, Paolo Sarpi) e scientifico (Galileo Galilei, Evangelista Torricelli) di altissimo profilo, una pittura sublime (Caravaggio), un'architettura unica in Europa (Gianlorenzo Bernini, Borromini, Baldassare Longhena, Pietro da Cortona) e una musica, sia strumentale (Arcangelo Corelli, Girolamo Frescobaldi, Giacomo Carissimi) sia operistica (Claudio Monteverdi, Francesco Cavalli) che fece scuola. A questo proposito ricordiamo che il melodramma è una tipica creazione dell'età barocca.

### La dominazione austriaca degli Asburgo

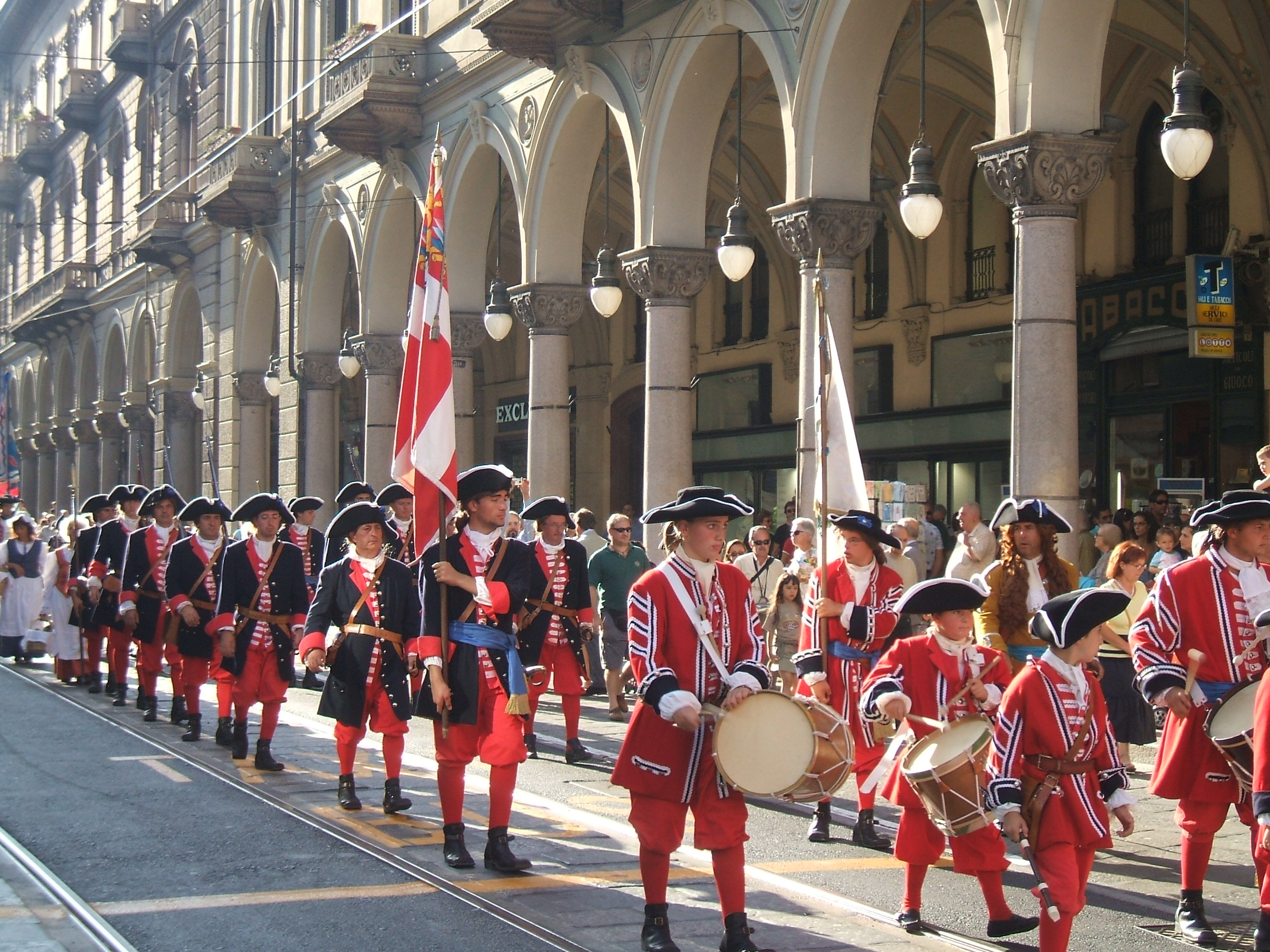
Rievocazione dell'assedio di Torino

Morto Carlo II di Spagna (1º novembre 1700), per sua disposizione testamentaria, il duca Filippo d'Angiò, nipote di Luigi XIV re di Francia divenne re di Spagna, col nome di Filippo V. Conseguentemente Inghilterra, Austria e Paesi Bassi, per impedire il formarsi di forte unione tra Spagna e Francia, si strinsero nella alleanza dell'Aja (7 settembre 1701), iniziando la guerra di successione spagnola, che si combatté per dodici anni, coinvolgendo anche i possedimenti spagnoli in Italia, fino alla Pace di Utrecht (1713), che portò la fine della dominazione spagnola in Italia e sostituita da quella austriaca.
Nel corso di questa guerra, da maggio a settembre 1706, Torino fu assediata dall'esercito francese, durante la difesa della città il sacrificio di Pietro Micca ne impedì l'irruzione dei francesi da una galleria sotterranea, infine le forze congiunte piemontesi guidate da Vittorio Amedeo II e asburgiche comandate da Eugenio di Savoia sconfissero gli assedianti nei pressi della collina di Superga.

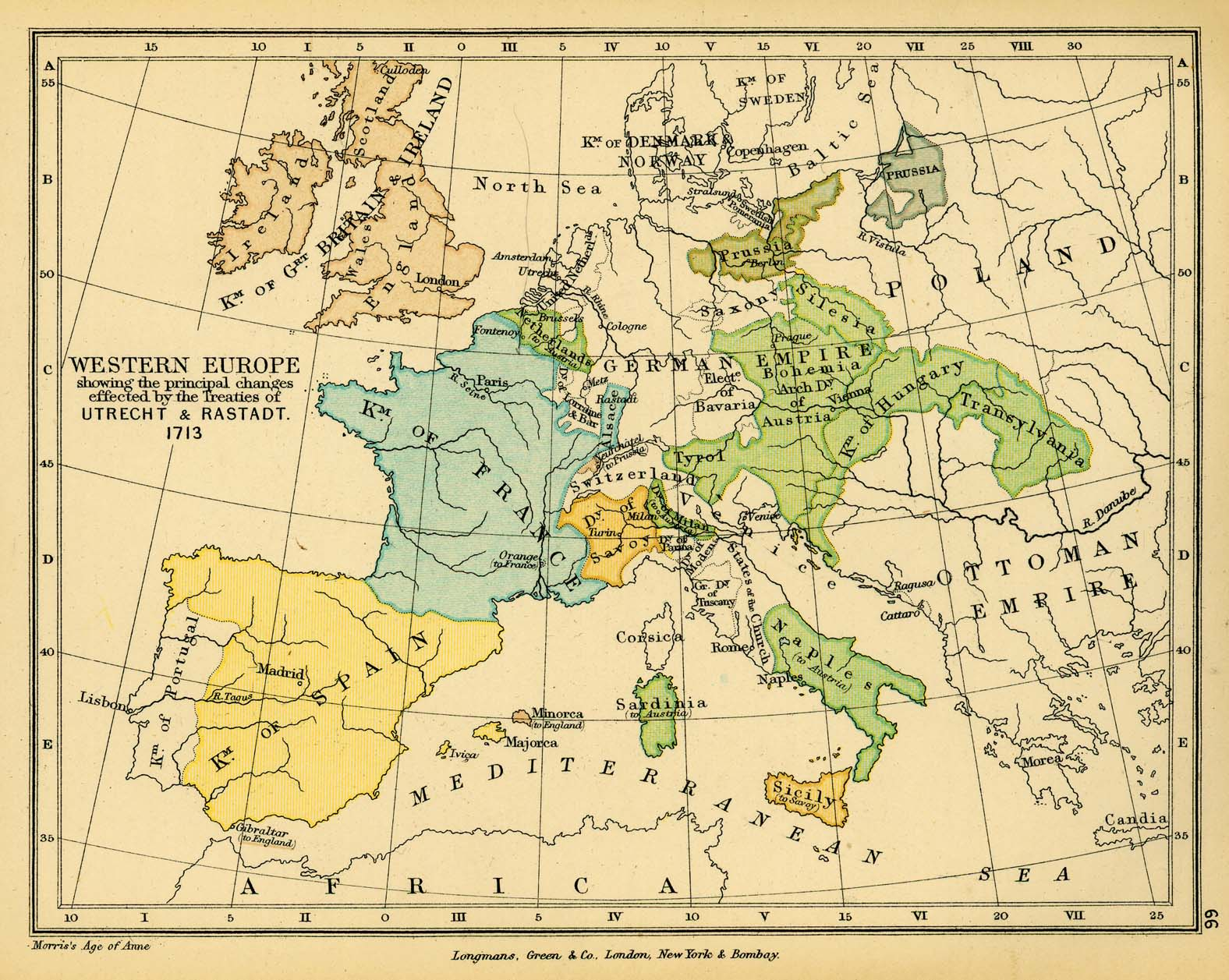
L'Europa nel 1713, dopo la pace di Utrecht

La guerra si concluse con il trattato di Utrecht (1713), con cui la Spagna perdette i suoi possedimenti in Italia. Il ducato di Milano, il regno di Napoli e quello di Sardegna finirono alla casa degli Asburgo, mentre il regno di Sicilia venne assegnato al duca Vittorio Amedeo II, grazie a ciò, Casa Savoia, prese il titolo di casata reale, con questo trattato iniziò la dominazione austriaca in Italia, che si protrasse fino al 1866.

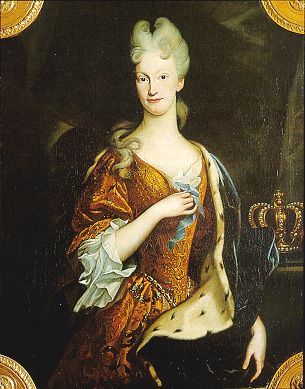
Elisabetta Farnese, regina di Spagna, moglie di Filippo V

#### La guerra della Quadruplice Alleanza
La situazione tra gli stati europei non era stabilizzata: Filippo V, che era riuscito a mantenere il trono spagnolo, ambiva a ricostruire la Grande Spagna, e, deciso a recuperare i territori perduti in Italia, riaccampò le pretese spagnole su Sardegna e Sicilia; conseguentemente il suo primo ministro, il Cardinale Alberoni, adottò una politica aggressiva verso gli altri paesi cofirmatari del trattato. In aggiunta a ciò Filippo V sostenne il desiderio della sua consorte, Elisabetta Farnese, di ottenere ducati in Italia per i propri figli.

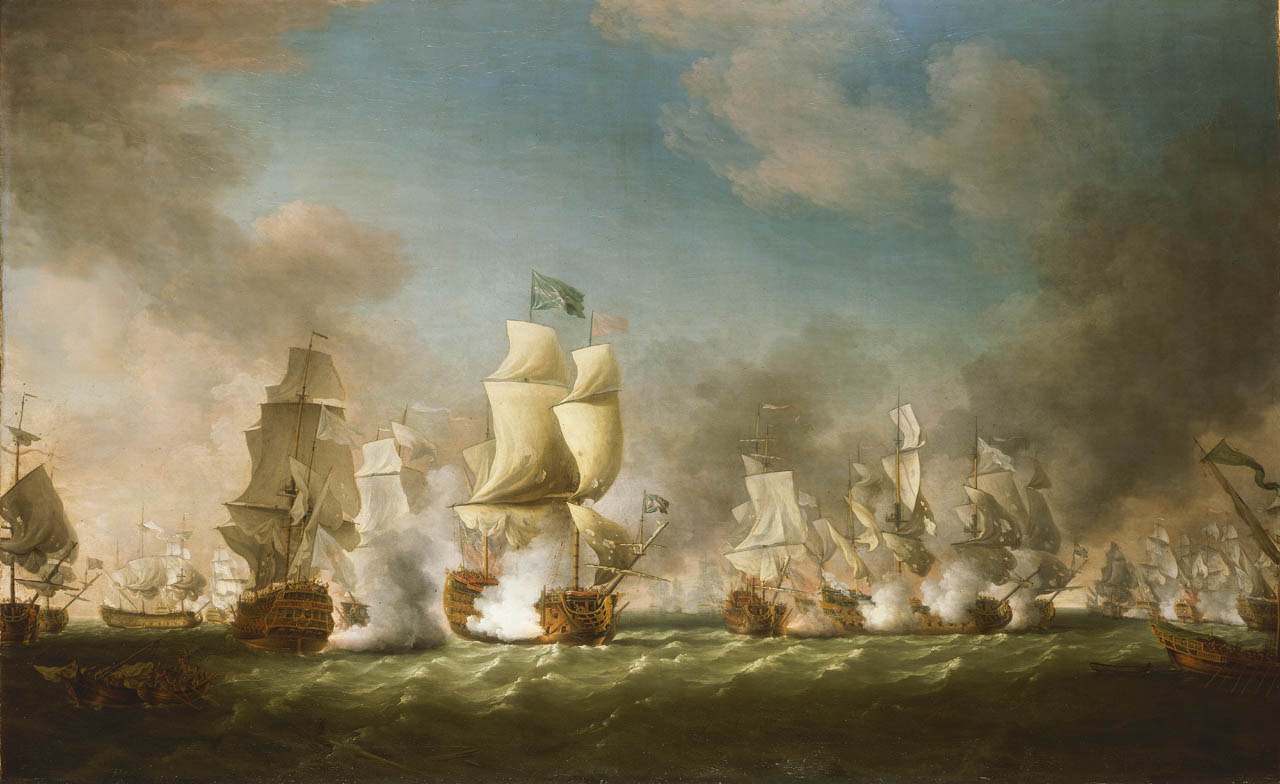
La battaglia navale di Capo Passero

La Spagna nel 1717-1718 prese quindi l'iniziativa occupando prima la Sardegna, in mano agli Asburgo, poi la Sicilia da poco divenuta sabauda. Come reazione l'Austria compose una quadruplice alleanza (1717) con Francia, Inghilterra e Paesi Bassi, che l'anno seguente conseguì una schiacciante vittoria a Capo Passero sulla flotta spagnola (1718).
La guerra si concluse con il trattato dell'Aia (1720) che decretò lo scambio del possesso sulle isole italiane tra Asburgo e Savoia: i primi presero la Sicilia (allora più ricca rispetto all'isola sarda) e il titolo regio di Vittorio Amedeo II cambiò, da Re di Sicilia a Re di Sardegna; titolo che i Savoia porteranno fino all'unificazione del Regno d'Italia.

Il controllo delle dinastie straniere aumentò negli stati italiani: Elisabetta Farnese, regina di Spagna, ottenne per suo figlio, il futuro Carlo III di Spagna, i diritti dinastici dei Farnese e dei Medici, dinastie italiane in estinzione nella linea maschile, ottenendo dalle potenze europee il Ducato di Parma e Piacenza, di cui Carlo divenne duca nel 1731, e il Granducato di Toscana come principe ereditario.
La Spagna negli anni successivi uscì dal suo isolamento e con la Guerra di successione polacca (1733 –1738) riuscì a riportare sotto il suo controllo Napoli e la Sicilia.

#### La guerra di successione polacca
Questa guerra iniziò nel 1733 dopo la morte del Re di Polonia Augusto II, causa la volontà della triplice alleanza costituitasi nell'anno precedente tra Russia, Prussia e Austria di impedire che la Polonia finisse sotto l'influenza francese. Il primo ministro francese, André-Hercule de Fleury, riuscì a porre sul trono polacco Stanislao Leszczyński, ma l'intervento militare russo costrinse quest'ultimo alla fuga consentendo all'altro pretendente, Augusto III di Sassonia, di insediarsi a sua volta sul trono polacco. Ciò mortificò la Francia che, per ritorsione, scatenò la guerra contro l'Austria. La Francia era alleata con la Spagna, anch'essa governata dai Borbone, col vecchio accordo che aveva già visto uniti i rispettivi troni nel corso della precedente guerra di successione spagnola; a essi si aggiunsero i Savoia. La guerra, combattutasi prevalentemente nel sud Italia, vide la sconfitta dell'Austria, che, avendo necessità di farsi riconoscere la Prammatica Sanzione del 1713 da parte delle altre case regnanti d'Europa (tra cui i Borbone di Francia e Spagna con i quali l'Austria era in guerra), più che controbattere, subiva la guerra con la Francia.
Nel 1734, con la battaglia di Bitonto, l'Austria perse i regni di Napoli e di Sicilia ove si insediarono i Borbone di Spagna: Carlo al comando delle armate spagnole li conquistò, sottraendoli alla dominazione austriaca e l'anno seguente fu incoronato re delle Due Sicilie a Palermo, nel 1738 fu riconosciuto come tale dai trattati di pace, in cambio della sua rinuncia agli stati farnesiani e medicei in favore degli Asburgo e dei Lorena.
Il preliminare di pace per il riassetto dell'Italia sottoscritto tra Francia e Austria il 3 ottobre 1735, poi confermato dalla successiva Pace di Parigi del 1739, previde l'assegnazione del Granducato di Toscana a Francesco Stefano di Lorena, una volta scomparso Gian Gastone de' Medici, l'ultimo rappresentante della dinastia de' Medici, per compensare l'assegnazione della Lorena a Leszczyński. La validità della Prammatica Sanzione fu riconosciuta e Maria Teresa poté finalmente governare l'Austria senza opposizione delle altre monarchie, e veniva restituito il Ducato di Parma e Piacenza, mantenendo inoltre il porto franco di Livorno, ma cedeva a Carlo di Borbone lo Stato dei Presidi, il Regno di Napoli e il Regno di Sicilia. I Savoia acquisirono le Langhe e i territori orientali del milanese venendo autorizzati, inoltre, a costruire piazzeforti nei territori appena conquistati. Tali accordi avrebbero dovuto costituire per gli Stati italiani una sistemazione definitiva e stabile nel quadro della politica di equilibrio tra tutte le maggiori potenze europee della prima metà del XVIII secolo, ma l'assetto geopolitico dell'Italia sarebbe stato nuovamente turbato nello spazio di qualche anno.

#### La guerra di successione austriaca
(Frase attribuita ad un monarca sabaudo: o Vittorio Amedeo II, o il figlio Carlo Emanuele III di Savoia oppure risalente a Carlo Emanuele I.)

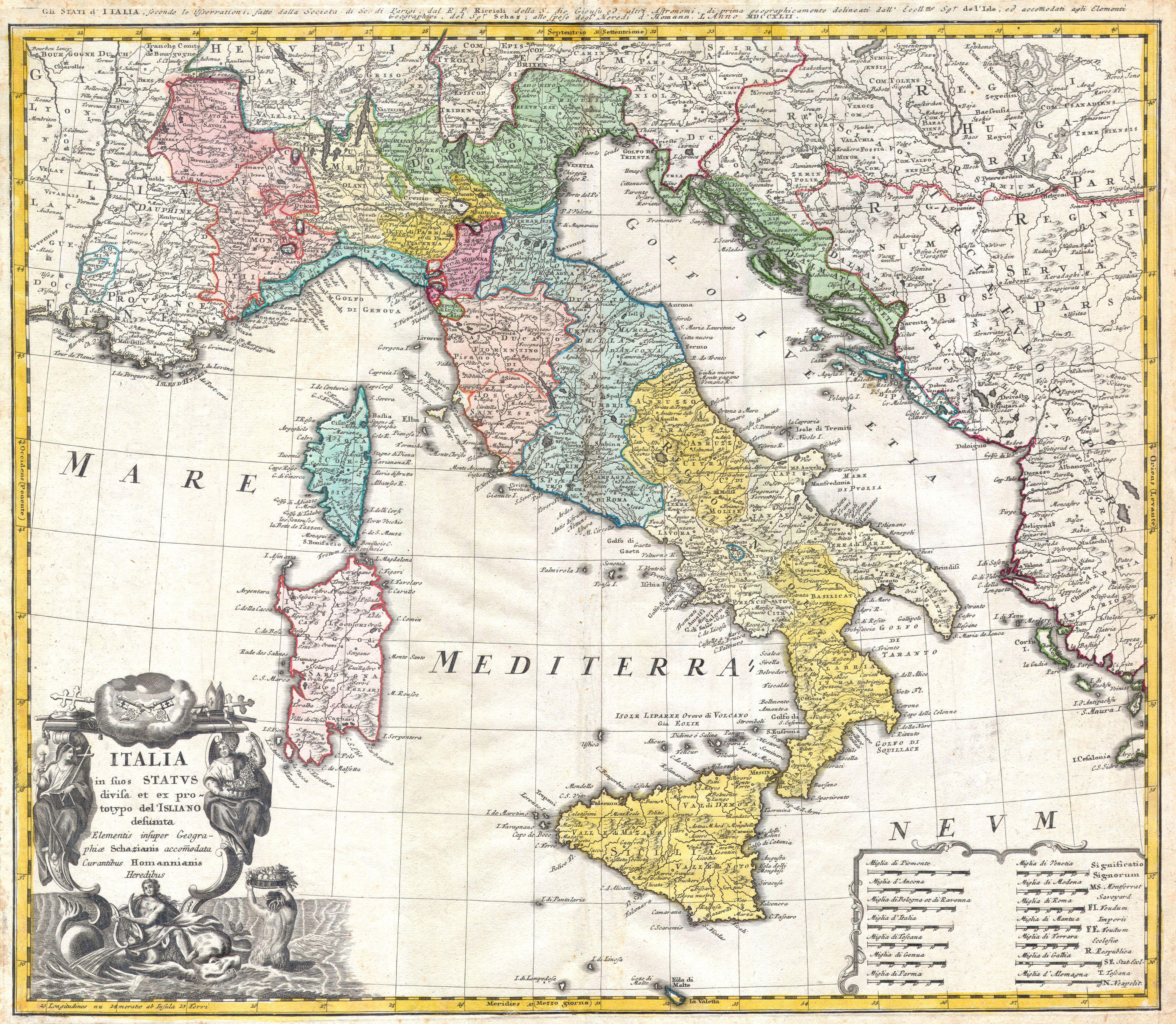
Stati italiani in 1740

Nell'ottobre 1740, morì improvvisamente, privo di figli maschi, Carlo VI d'Asburgo e salì al trono d'Austria la figlia primogenita Maria Teresa, di soli 23 anni, sposa di Francesco Stefano di Lorena. Questa ascesa provocò l'insorgere di numerosi dissensi tra le case regnanti europee che sfociarono nella cosiddetta guerra di successione austriaca, che si combatté anche in Italia. Nel suo corso la città di Genova venne occupata per un breve periodo dagli austriaci (1746) e il malcontento dei Genovesi nei confronti degli occupanti austriaci generò una rivolta, iniziata col gesto patriottico di un ragazzino, Balilla, che lanciò un sasso contro un soldato austriaco. I Genovesi riuscirono alla fine a cacciare gli austriaci.
Con il Trattato di Aquisgrana (1748), che decretò la fine del conflitto, l'Italia subì un riassetto che rimase sostanzialmente stabile per relativamente lungo tempo, se comparato ai precedenti secoli di lotte e guerre quasi continue nel territorio italiano. L'Austria aveva ripreso il possesso del milanese e ristabilito la propria influenza sul Ducato di Modena in quanto il duca Francesco III d'Este, che aveva combattuto contro l'Austria nell'esercito spagnolo, nel 1753 combinò il matrimonio di sua nipote Maria Beatrice Ricciardacon l'Arciduca Ferdinando d'Asburgo-Lorena, terzogenito di Maria Teresa d'Austria, in cambio della garanzia imperiale sulla sopravvivenza del ducato. Il Regno di Sardegna si era espanso verso la valle padana e si era riappropriato di Nizza e della Savoia. La Spagna era stata tacitata mediante la cessione del Ducato di Parma e Piacenza a Felipe di Borbone, mentre il fratello di questi rimaneva nel pieno possesso dei regni di Napoli e della Sicilia, non rimessi in discussione dal trattato, fino al 1759, quando, alla morte del fratellastro, Ferdinando VI, fu chiamato a succedergli sul trono di Spagna, passando a suo figlio Ferdinando I i troni napoletani e siciliani.
Gli unici stati italiani indipendenti e non sottoposti a controllo straniero rimasero il regno di Sardegna sabaudo, costituito dagli Stati di Terraferma e dall'isola di Sardegna, la Repubblica di Genova e la Repubblica di Venezia; queste ultime due erano in declino economico e conservavano, sia pur con modifiche avvenute nel tempo, un tipo di governo oligarchico repubblicano originario del periodo dei comuni medioevali. Inoltre vi era lo Stato Pontificio, sempre governato dal Papa, la cui nomina tuttavia. al tempo, poteva essere soggetta a veti da parte dei maggiori sovrani europei, e con un peso politico ormai ridotto rispetto al passato.
Nel 1768, con il Trattato di Versailles, la Repubblica di Genova cedette la Corsica alla Francia come garanzia per i debiti contratti (pari a circa due milioni di lire genovesi) verso il re di Francia Luigi XV, che aveva inviato proprie truppe sull'isola a sostegno di Genova contro la popolazione corsa in rivolta, la quale proseguì anche dopo il passaggio dell'isola alla Francia.
Questo periodo di stabilità si concluderà sul finire del secolo causa il coinvolgimento dell'Italia negli eventi legati alla rivoluzione francese e all'epopea napoleonica.

### Condizioni dell'Italia nel Settecento
Attorno agli anni trenta del XVIII secolo, si assiste ad una timida ripresa dell'economia italiana che si consolidò, soprattutto nel meridione, nei decenni successivi. L'Illuminismo, nato in Inghilterra, ma diffusosi in Italia attraverso l'intermediazione dei philosophes francesi, iniziò a far sentire i suoi influssi nel nord a Milano, Parma come a Napoli e in Sicilia. Cesare Beccaria pubblica nel 1763 il trattato Dei delitti e delle pene, nel quale propone l'abolizione della tortura e della pena di morte.
Nel campo delle scienze, Maria Gaetana Agnesi, fu la prima donna autrice di un libro di matematica e la prima a ottenere una cattedra universitaria di matematica, Lazzaro Spallanzani determina l'infondatezza della teoria della generazione spontanea, Luigi Galvani compie i suoi studi sull'elettricità e Alessandro Volta inventa la pila elettrica.
L'Austria, che si era sostituita alla Spagna come potenza egemonica in Italia, soprattutto nella sua parte centro-settentrionale, venne governata da monarchi illuminati, Maria Teresa d'Austria e Giuseppe II in particolare, che introdussero in Lombardia, nel Trentino e nella regione di Trieste (la futura Venezia Giulia) delle riforme atte a favorire lo sviluppo economico e sociale di quelle terre.

## Periodo napoleonico

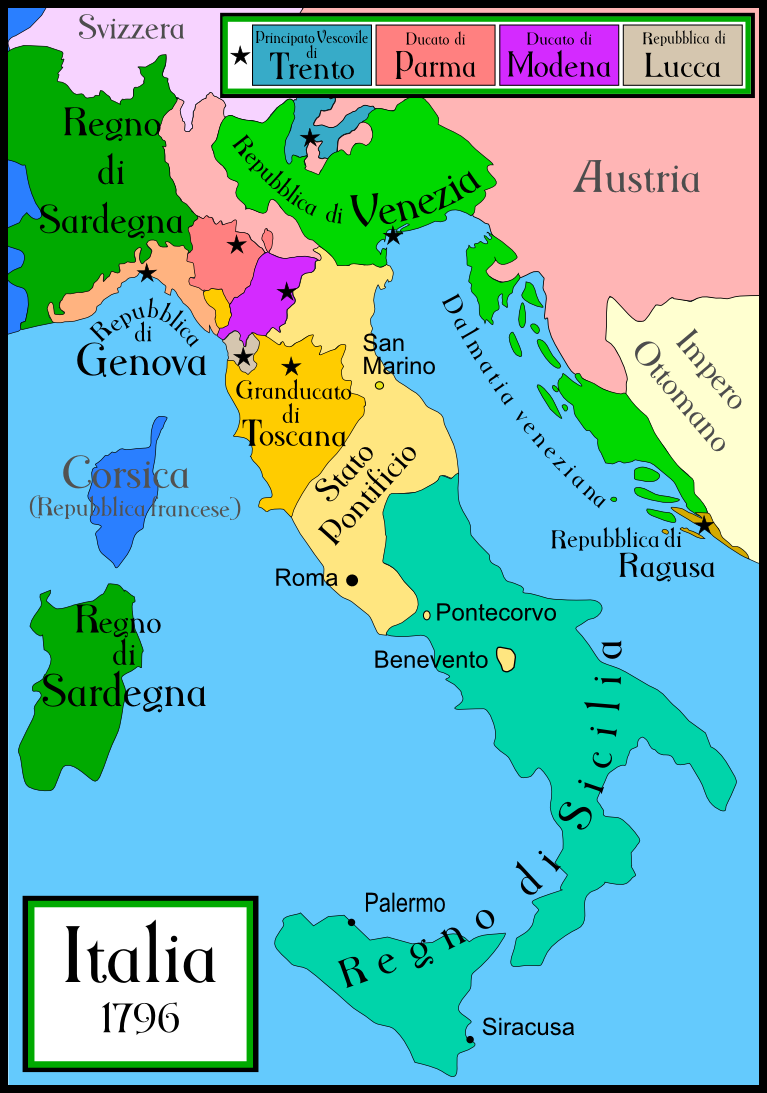
Stati italiani nel 1796

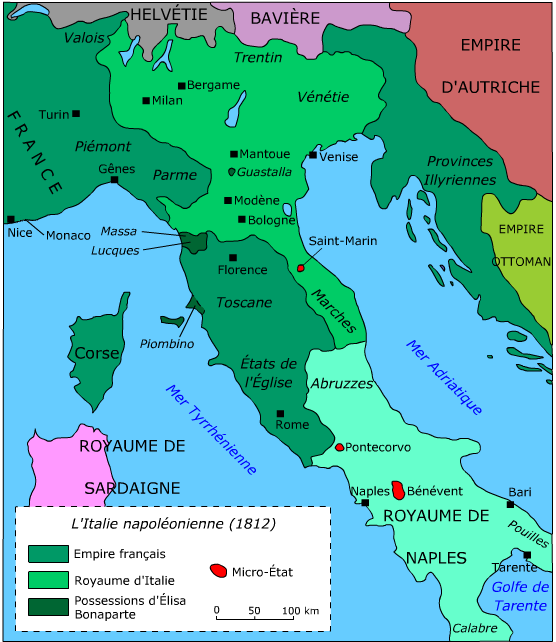
Stati italiani nell'era napoleonica

Verso la fine del Settecento Napoleone Bonaparte si affacciò sulla scena politica italiana. Questi diede il via nel 1796 alla Campagna d'Italia (1796-1797) al fine di costringere il Regno di Sardegna ad abbandonare la Prima coalizione (creata in funzione antifrancese), e per far arretrare gli austriaci. Gli scontri con i piemontesi iniziarono il 9 aprile e nel breve volgere di due settimane Vittorio Amedeo III di Savoia fu costretto a firmare l'armistizio. Il 15 maggio Napoleone viene accolto da Milano come un liberatore. Successivamente respinse le controffensive austriache e continuò ad avanzare, fino ad arrivare in Veneto nel 1797. Qui si verificò anche un episodio di ribellione a causa dell'oppressione francese chiamato Pasque Veronesi, che tenne occupato Napoleone per circa una settimana. Con il diretto intento di danneggiare il pontefice fu proclamata, nel 1797, la Repubblica Anconitana, con capitale Ancona, che fu poi unita alla Repubblica Romana, che però cessò di esistere nel 1799 in seguito al ripristino dello Stato Pontificio.

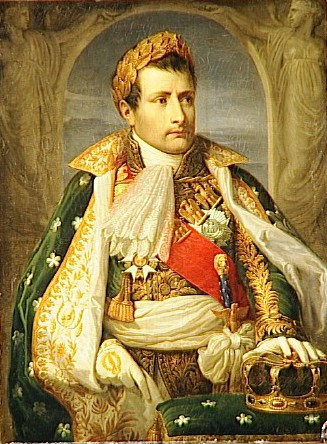
Napoleone

 A ottobre del 1797 venne firmato il Trattato di Campoformio con il quale la Repubblica di Venezia fu annessa allo Stato austriaco. Il trattato riconobbe anche l'esistenza della Repubblica Cisalpina, la quale comprendeva Lombardia, Emilia-Romagna oltre a piccole parti di Toscana e Veneto, mentre il Piemonte venne annesso alla Francia, provocando così qualche moto di ribellione. Nel 1802 venne poi denominata Repubblica Italiana, con Napoleone Bonaparte, già Primo Console della Francia, in qualità di Presidente.
Il 2 dicembre 1804 Napoleone fu incoronato Imperatore dei francesi e, in conformità col nuovo assetto monarchico francese, Napoleone assunse anche il titolo di Re d'Italia, tramutando la Repubblica Italiana in Regno d'Italia. Questa decisione lo mise in contrasto con l'Imperatore del neonato Impero austriaco, Francesco I, che, essendo prima di tutto Imperatore dei Romani, risultava de iure anche Re d'Italia. La situazione si risolse con la guerra contro la Terza coalizione: l'Austria venne sconfitta (2 dicembre 1805) e il trattato di Presburgo (26 dicembre 1805) pose di fatto fine al Sacro Romano Impero che verrà però sciolto solo nel 1807. L'anno successivo Bonaparte riuscì a conquistare il Regno di Napoli affidandolo al fratello e consegnandolo nel 1808 a Gioacchino Murat. Inoltre Napoleone riservò alle sorelle Elisa il Principato di Lucca e Piombino e a Paolina il ducato di Guastalla. Proprio nel 1808 il Regno d'Italia subì un ampliamento con le annessioni di Toscana e Marche.
Nel 1809, Bonaparte occupò Roma, in seguito a contrasti con il Papa, che l'aveva scomunicato, e per mantenere in efficienza il proprio Stato, relegandolo prima a Savona e poi in Francia. Nella campagna di Russia, che Napoleone intraprese nel 1812, fu determinante l'appoggio degli abitanti della penisola italiana, ma questa si risolse con una sconfitta e molti italiani trovarono la morte. Dopo la fallimentare campagna di Russia gli altri stati europei si riorganizzarono, coalizzandosi tra loro e sconfiggendo Bonaparte a Lipsia. I suoi stessi alleati, primo tra tutti Murat, lo abbandonarono alleandosi con l'Austria. Ormai abbandonato dagli alleati e sconfitto a Parigi il 6 aprile 1814 Napoleone fu costretto ad abdicare e venne mandato in esilio all'Isola d'Elba. Sfuggito alla sorveglianza riuscì a ritornare in Francia e a riprendere il potere. Guadagnò nuovamente l'appoggio di Murat, il quale tentò di esortare, senza successo, gli italiani a combattere con il Proclama di Rimini. Sconfitto Bonaparte, anche Murat venne vinto e ucciso. I regni creati in Italia scomparvero ed ebbe quindi inizio il periodo storico della Restaurazione.

### L'organizzazione dei regni napoleonici
La struttura istituzionale introdotta nel Regno italico e nel Regno di Napoli rispondeva a un disegno sostanzialmente analogo.
Al vertice di ciascuno dei due complessi territoriali stava ovviamente la figura del re. Quello del Regno italico era Napoleone stesso, che designò per altro quale proprio rappresentante in loco, con la qualifica di viceré, il cognato Eugenio di Beauharnais. A Napoli regnarono invece, con piena dignità di carica, prima Giuseppe Bonaparte (1806-1808), fratello di Napoleone, poi Gioacchino Murat (1808-1815), generale dell'esercito francese e cognato dell'imperatore corso.
In entrambi i regni - per quel tanto che consentiva la loro condizione di indipendenza solo relativa dall'impero e dalla Francia - il cuore del pubblico potere era rappresentato da un nucleo di ministeri centrali (sette a Milano, prima nove poi sei a Napoli) dotati di un cospicuo apparato burocratico interno, strutturato per direzioni e articolato sul territorio in una fitta rete di uffici (finanziari, tecnici, variamente specialistici) che conosceva il proprio punto di raccordo strategico nell'istituto della prefettura (così nel Regno italico) o intendenza (così nel regno di Napoli), organo preposto alla direzione politica di ciascun dipartimento (o, nel Mezzogiorno continentale, provincia).
A sua volta ogni circoscrizione provinciale era suddivisa in distretti o cantoni, alla cui guida, in dipendenza dal prefetto o dall'intendente, stavano viceprefetti e viceintendenti. In ogni distretto o cantone, infine, si dava la pulviscolare trama dei comuni, suddivisi in classi a seconda del numero di abitanti e affidati alla direzione di un sindaco (affiancato da una giunta) che si chiamava podestà nelle città maggiori.
L'insieme di questa gerarchia, distesa dal centro verso le estreme periferie, costituiva l'intelaiatura di base del potere esecutivo nei due regni, i cui territori essa ritagliava more geometrico in funzione della speditezza di comando del centro.
All'affermazione del principio della unicità e verticalità del comando, speculare a quell'esigenza di rafforzamento dell'autorità di governo che Bonaparte mostrava di ritenere irrinunciabile per la «sicurezza dello stato e il benessere», si accoppiava tuttavia, nell'architettura franco-napoleonica impiantata in Italia la contestuale valorizzazione di una dimensione collegiale della procedura amministrativa, il cui organigramma si condensava nella formazione di un corpo corrispettivo all'altezza dei principali livelli di addensamento burocratico dell'esecutivo: la capitale, il capoluogo dipartimentale o provinciale, il comune.
Così, tanto a Milano quanto a Napoli, parallela alla nomenclatura dei funzionari ministeriali, figurava quella dei grandi notabili del regno, raccolti in un organo come il Consiglio di Stato, che, oltre alla funzione di supremo tribunale del contenzioso amministrativo, esercitava compiti che spaziavano dall'esame dei progetti legislativi presentati dall'esecutivo e dei trattati di pace e di commercio, all'interpretazione degli statuti costituzionali.
La capacità di questi collegi (fatto salvo l'esercizio della funzione contenziosa) era per altro puramente consultiva; un limite, questo, che valeva anche per gran parte delle prerogative dei corpi notabilari che affiancavano sul territorio le strutture operative periferiche del potere esecutivo.
In ogni capoluogo dipartimentale o provinciale sedevano due consigli: quello, ristretto, di prefettura (o di intendenza) e quello, «largo» ma estemporaneo, dipartimentale o provinciale. Il primo, che si riuniva di frequente e i cui membri erano, seppur minimamente, stipendiati, era chiamato da un lato svolgere un'attività di cooperazione tecnica con il prefetto o l'intendente, dall'altro a svolgere le funzioni di tribunale di giustizia amministrativa in prima istanza, ovvero a giudicare con procedura rapida del contenzioso tra privati e pubblica amministrazione. Il secondo, convocato a cadenza annuale, godeva di generica facoltà di rimostranza sul piano fiscale e di controllo sul bilancio dipartimentale.
In ciascuno dei comuni - il cui numero nel Regno d'Italia venne drasticamente ridotto nel 1808, in seguito all'accorpamento di più minuscole unità all'interno dei cosiddetti «comuni denominativi» - c'era infine un consiglio (decurionato nel regno di Napoli), la cui composizione derivava da un procedimento di estrazione a sorte tra i maggiori proprietari fondiari e tra i commercianti più ricchi della rispettiva località di residenza.

## Risorgimento

### La Restaurazione (1815-1848)
Con la Restaurazione ritornarono sul trono gran parte dei sovrani precedenti al periodo napoleonico. Il Regno di Sardegna, che durante l'invasione napoleonica era rientrato nei confini insulari, riottenne tutti gli Stati di terraferma e in più si ingrandì con l'annessione della Repubblica di Genova, mentre Lombardia, Veneto, Istria e Dalmazia andarono all'Austria. Si ricostituirono i ducati di Parma e Modena e lo Stato della Chiesa, mentre il Regno di Napoli tornò ai Borbone.

### Il Regno borbonico delle due Sicilie
Prima della Rivoluzione francese del 1789 e delle successive campagne napoleoniche, la dinastia dei Borbone regnava negli stessi territori, ma questi risultavano divisi nel Regno di Napoli e nel Regno di Sicilia (con l'eccezione dell'isola di Malta che era concessa in feudo al Sovrano Militare Ordine di Malta).
Un anno dopo il congresso di Vienna e con il Trattato di Casalanza, Ferdinando di Borbone, che prima d'allora assumeva in sé la corona napoletana (al di qua del Faro) come Ferdinando IV, e quella siciliana (al di là del Faro) come Ferdinando III, riunì in un'unica entità statuale il Regno di Napoli e il Regno di Sicilia, nel Regno delle due Sicilie, attraverso la Legge fondamentale del Regno delle Due Sicilie dell'8 dicembre 1816, a quasi 400 anni dalla prima proclamazione del Regno Utriusque Siciliae da parte di Alfonso il Magnanimo.
Al momento dell'istituzione del Regno delle Due Sicilie la capitale fu fissata in Palermo ma, l'anno successivo, fu spostata a Napoli; Palermo, però, continuò a mantenere una sua dignità di capitale, essendo considerata appunto "città capitale" dell'isola di Sicilia.

### Il Regno di Sardegna

Stati italiani nel 1843

La storia d'Italia è indissolubilmente legata alla storia dello Stato che l'avrebbe unificata politicamente sotto un'unica guida, il Regno di Sardegna. Fu creato sulla carta da Papa Bonifacio VIII nel 1297, con la denominazione di Regno di Sardegna e Corsica, per risolvere la crisi politica e diplomatica tra la corona d'Aragona e il ducato d'Angiò sulla Sicilia (la guerra del vespro). La realizzazione concreta del Regno di Sardegna avrebbe visto dapprima degli scontri dei catalano-aragonesi contro i pisani, e poi contro il Giudicato di Arborea, la cui politica estera prevedeva l'unificazione politica dell'isola sotto il suo regno e si mosse convenientemente in senso prima antipisano e poi antiaragonese. Per oltre cento anni, l'Isola fu teatro di una sanguinosa guerra prima di essere unificata definitivamente nel 1420, diventando uno Stato Associato della Corona Aragonese e parte del Reale e Supremo Consiglio d'Aragona.
Con il matrimonio tra Ferdinando II di Aragona con Isabella di Castiglia a Valladolid, il 17 ottobre 1469, il Regno di Sardegna fu aggregato alla corona di Spagna e con il matrimonio della loro figlia Giovanna con Filippo d'Asburgo e la nascita di Carlo V, passò agli Asburgo, prima di Spagna, poi a quelli d'Austria (1708). A seguito della guerra della Quadruplice Alleanza e del trattato dell'Aia (20 febbraio 1720), il Regno fu infine ceduto a Vittorio Amedeo II di Savoia, che ne divenne il diciassettesimo sovrano. Il 29 novembre 1847, gli Stati che componevano la corona di Casa Savoia si fusero insieme (Fusione perfetta) mantenendo la denominazione di "Regno di Sardegna". Il 4 marzo 1848, Carlo Alberto, promulgò lo Statuto fondamentale del Regno, che avrebbe retto lo Stato italiano fino al 1º gennaio 1948, quando entrò in vigore l'attuale Costituzione.

Vittorio Amedeo II, quindicesimo e ultimo Duca di Savoia, poi incoronato re di Sicilia, nel 1720 divenne il diciassettesimo re di Sardegna

#### I Savoia
Umberto Biancamano, nel 1032, ottenne dall'imperatore Corrado II la signoria della Savoia, della Moriana e d'Aosta. Attraverso varie successioni ereditarie, i Savoia ingrandirono nel tempo i loro territori a cavallo tra le Alpi Occidentali. Prima conti, poi duchi, nel 1416 ottennero pure il titolo nominale (senza territori) di re di Gerusalemme, lasciato in eredità da Carlotta di Lusignano. Riuscirono abilmente nel XVII e nel XVIII secolo a difendersi dalle mire espansionistiche della Francia, mantenendo tenacemente la loro autonomia. Da quando poi Emanuele Filiberto I di Savoia spostò la capitale da Chambéry a Torino, per meglio difendersi dagli attacchi nemici, la dinastia prese le redini della storia italiana mantenendo il dominio sul ducato prima e sul Regno di Sardegna poi, fino alla unità d'Italia.
Nel 1713 Vittorio Amedeo II di Savoia assunse il titolo regio, divenendo re di Sicilia e successivamente, nel 1720, il diciassettesimo sovrano del Regno di Sardegna. I Savoia vennero allora a pieno titolo annoverati fra le casate d'Europa, fregiandosi dei titoli nominali di Re di Cipro, di Gerusalemme, d'Armenia, e dei titoli effettivi di duchi di Savoia, di Monferrato, Chiablese, Aosta e Genova; principi di Piemonte e Oneglia; marchesi di Saluzzo, Susa, Ivrea, Ceva, Maro, Oristano, Sezana; conti di Moriana, Genova, Nizza, Tenda, Asti, Alessandria, Goceano; baroni di Vaud e di Faucigny; signori di Vercelli, Pinerolo, Tarantasia, Lumellino, Val di Sesia; principi e vicari perpetui del Sacro Romano Impero in Italia. Il 17 marzo 1861 ottennero la corona di Re d'Italia. Nel 1936 Vittorio Emanuele III di Savoia fu proclamato Imperatore d'Etiopia e, nel 1939, Re d'Albania.

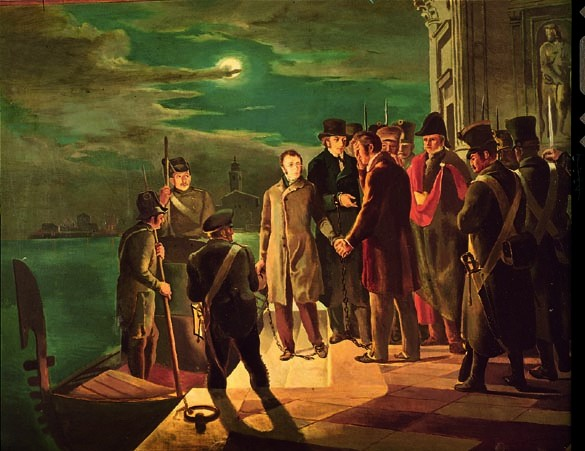
L'arresto di Pellico e Maroncelli da parte delle forze austriache

### I moti carbonari
Con la Restaurazione, che aveva portato al ritorno degli antichi sovrani e alla cessione di regioni italiane all'Austria, si svilupparono forti ideali patriottici. Nacque così la Carboneria e si diffuse proprio nelle regioni cedute agli austriaci e in Romagna, grazie anche a Piero Maroncelli. I primi moti carbonari nella penisola italiana vi furono nel 1820-21 e colpirono il Regno delle Due Sicilie nel luglio 1820 e il Piemonte nel marzo 1821. A Napoli il sovrano fu costretto a cedere la costituzione, obiettivo dei carbonari, ma l'intervento degli austriaci riportò tutto come prima, e stessa cosa nel Regno di Sardegna. Contemporaneamente, nel Regno lombardo-veneto, vi furono molti processi, i più famosi al conte Federico Confalonieri, a Silvio Pellico e allo stesso Piero Maroncelli.
Nonostante le sconfitte subite la carboneria non si sciolse e si ripresentò sulla scena politica nel 1831, in particolare nel Ducato di Parma, nel Ducato di Modena e nello Stato Pontificio, venendo per la seconda volta repressa. Il risultato fu il decadimento della carboneria e la nascita della Giovine Italia, movimento anch'esso segreto fondato da Giuseppe Mazzini nel 1831. Dopo aver trovato una discreta adesione, Mazzini decise di organizzare i primi moti in terra sabauda, ma questi vennero scoperti ancor prima di iniziare e fallirono. Nonostante ciò il Re Carlo Alberto di Savoia cambiò la sua linea politica e alcuni anni dopo, nel 1848, concesse la costituzione, nota come Statuto Albertino, temendo reazioni pericolose alla monarchia. Prima di questo si verificarono altri tentativi. Il più noto è quello dei Fratelli Bandiera, italiani appartenenti alla marina austriaca, che tentarono di sollevare il sud, ma vennero catturati, anche grazie alla popolazione che li riteneva briganti, e fucilati.

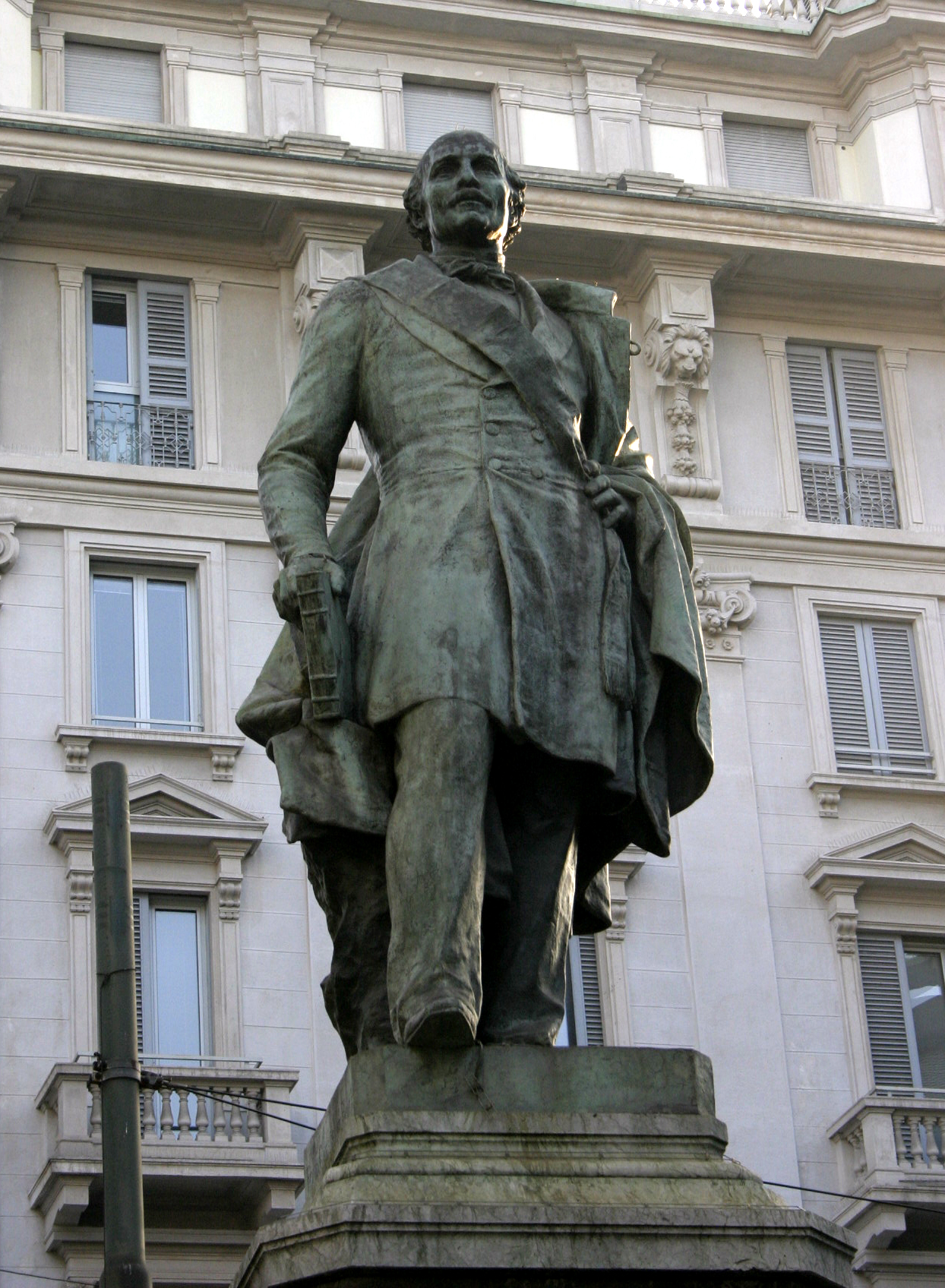
Monumento a Carlo Cattaneo, protagonista delle Cinque Giornate di Milano

#### Prima guerra d'indipendenza
Le spinte nazionalistiche portarono a una serie di guerre di indipendenza contro l'Impero austriaco. Nel 1848 si verificarono varie insurrezioni popolari in Europa. Nei domini italiani sottoposti agli austriaci, in particolare si ebbero rivolte a Venezia con la proclamazione della Repubblica di San Marco e Milano (famose appunto le cinque giornate di Milano, che si conclusero il 22 marzo con la vittoria della popolazione locale e l'abbandono da parte del maresciallo austriaco Josef Radetzky della città). Visti i successi ottenuti dalle due città Carlo Alberto di Savoia, sovrano del Regno di Sardegna decise, con l'appoggio bellico di altri stati italiani (Stato della Chiesa, il Granducato di Toscana e il Regno delle Due Sicilie), di entrare in azione il 23 marzo dando inizio alla prima guerra di indipendenza italiana.
L'inizio del conflitto fu favorevole agli stati italiani, con varie vittorie, a Pastrengo, la Battaglia di Santa Lucia a Verona, poi Peschiera e Goito. Il ritiro dalla guerra del Papa, che temeva una reazione religiosa austriaca che avrebbe potuto provocare uno scisma, e di Ferdinando II di Borbone, decretò però l'insuccesso della guerra, che si risolse con un nulla di fatto: gli austriaci recuperarono le città perse (l'ultima a cadere fu Venezia nell'agosto 1849) e il 4 agosto Carlo Alberto firmò l'armistizio; fu quindi costretto ad abdicare in favore del figlio Vittorio Emanuele II.

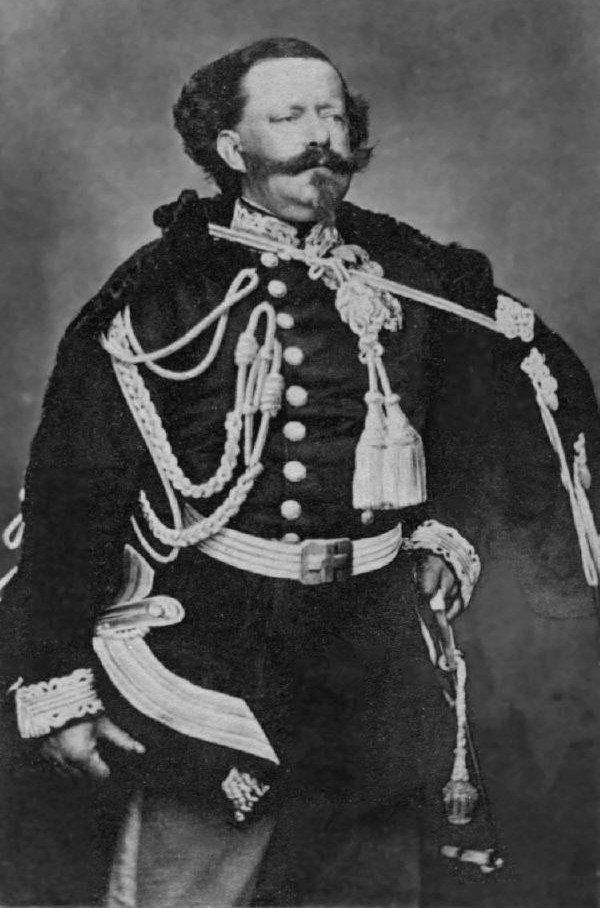
Vittorio Emanuele II di Savoia, il primo Re d'Italia di casa Savoia

#### Seconda guerra d'indipendenza

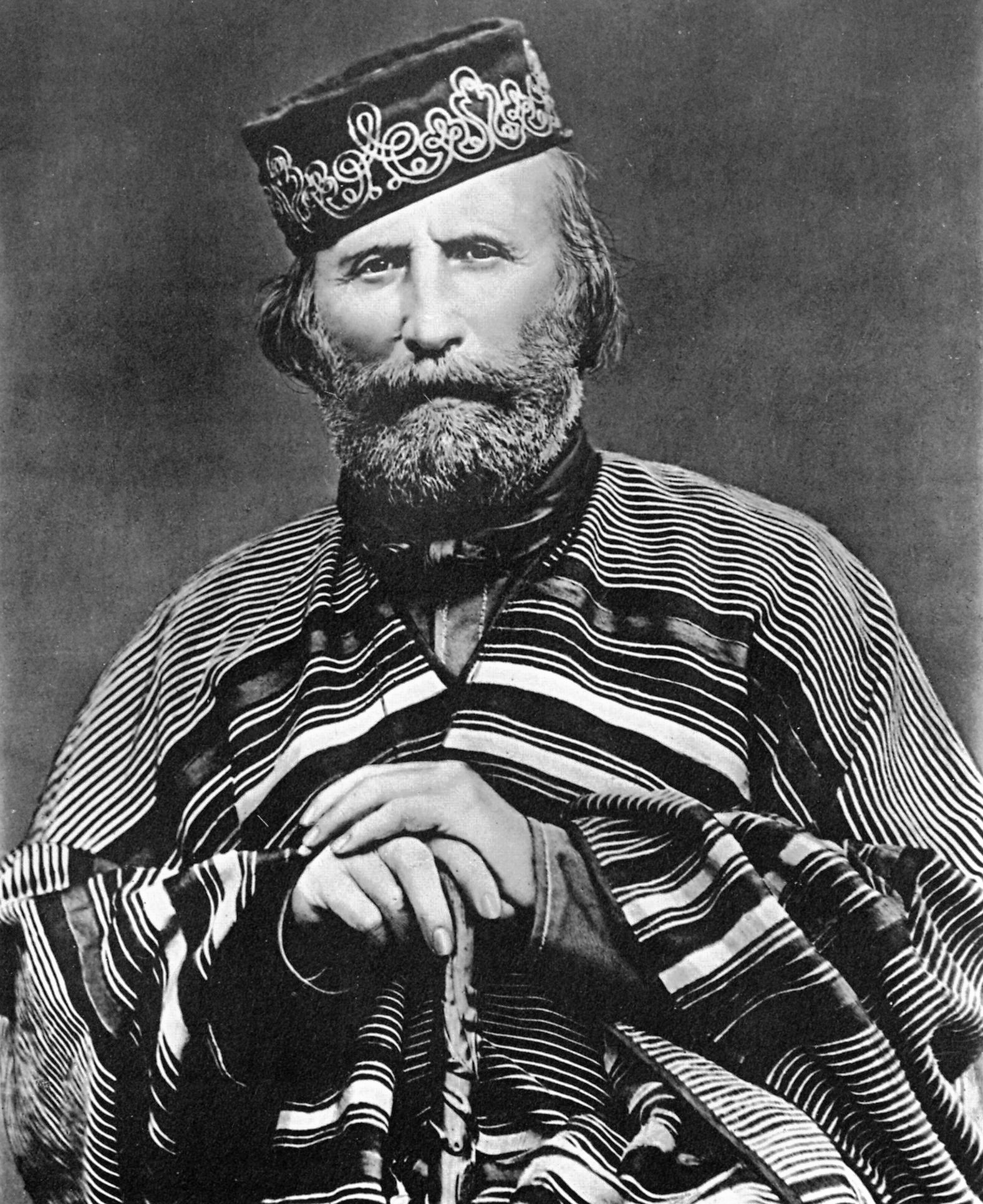
Giuseppe Garibaldi nel 1866

Nel 1852 divenne primo ministro del Regno Sabaudo Camillo Benso, conte di Cavour, il quale attuò numerose riforme economiche al fine di rendere il regno di Sardegna più moderno, aumentando le ferrovie, ampliando il porto di Genova e favorendo la nascita dell'industria, fino ad allora inesistente nel Paese. Nel 1855 il Regno di Sardegna, sotto indicazione di Cavour, partecipò alla guerra di Crimea, inviando 18.000 uomini. Questa partecipazione permise al regno sabaudo di essere presente al congresso di Parigi l'anno seguente dove il primo ministro attaccò il comportamento austriaco e si creò simpatie tra inglesi, francesi e prussiani. Ricevuti pareri favorevoli all'azione da Napoleone III, nel 1858 i due strinsero un accordo segreto a Plombières, con il quale i francesi avrebbero sostenuto i Savoia in caso di attacco austriaco a patto che fossero gli austriaci ad attaccare: se i Piemontesi avessero conquistato Lombardia e Veneto, in cambio avrebbero ceduto alla Francia la Savoia e Nizza.
Adottando un comportamento provocatorio nei confronti degli austriaci Cavour riuscì nell'intento di farsi dichiarare guerra, dando inizio alla seconda guerra di indipendenza italiana, che iniziò il 29 aprile 1859. Dopo alcuni iniziali successi austriaci, la guerra volse in favore del Piemonte, che fu vittorioso, grazie al sostegno di Napoleone III, a Montebello (20 maggio), Palestro (30 maggio), Turbigo, Magenta e Milano (5 giugno), occupando così la Lombardia. Proprio quando il Piemonte si stava accingendo a occupare il Veneto, tuttavia, Napoleone III cominciò le trattative, a insaputa dei piemontesi, che terminarono con la cessione della Lombardia. Gli accordi di Plombières prevedevano però anche la conquista del Veneto e Cavour, deluso, dovette comunque cedere, provocando varie proteste, Savoia e Nizza. Terminata la seconda guerra di indipendenza il granducato di Toscana, i ducati di Parma e Modena e la Romagna pontificia, vollero unirsi allo Stato sabaudo. Il Regno di Sardegna comprendeva a questo punto i territori delle attuali regioni Valle d'Aosta, Piemonte, Lombardia, Liguria, Emilia-Romagna, Toscana e Sardegna, mentre rimanevano esclusi quelli di Marche, Umbria e Lazio, sottoposti al dominio pontificio, oltre al sud borbonico e al Triveneto.

#### Spedizione dei Mille e nascita del regno d'Italia
Regno d'Italia
     regioni passate alla Francia nel 1860
     Veneto austriaco
     Stato Pontificio

Il Risorgimento nel 1860

L'Italia prima della terza guerra di indipendenza:
Regno d'Italia
regioni passate alla Francia nel 1860
Veneto austriaco
Stato Pontificio

Nel 1860 venne organizzata la spedizione dei Mille, guidata da Giuseppe Garibaldi. Partiti da Quarto il 5 maggio, sbarcarono l'11 a Marsala. Mentre Garibaldi, insieme ai picciotti siciliani conquistava l'isola, nella parte continentale del Regno delle due Sicilie il Comitato per l'Unità Nazionale di Napoli preparava la strada alla conquista della capitale: il 18 agosto dello stesso anno, con l'insurrezione di Potenza, la Basilicata, guidata dal governo prodittatoriale di Giacinto Albini, dichiarò la sua annessione al Regno d'Italia. Il giorno seguente Garibaldi passò lo stretto di Messina. Il 7 settembre Garibaldi entrò trionfalmente a Napoli, abbandonata dal re Francesco II di Borbone in favore di Gaeta. La sconfitta finale dei borbonici avvenne sul Volturno il 1º ottobre 1860. Il 21 ottobre si tennero i plebisciti che decretarono l'annessione dei territori del Regno delle Due Sicilie al Regno Sabaudo.

Il parlamento sabaudo decise allora di proclamare il 17 marzo 1861 il Regno d'Italia, estendendo lo statuto albertino a tutto il Regno e consegnando la corona a Vittorio Emanuele II e ai suoi eredi. Nell'occasione Cavour scriveva: 
(Cavour, da una lettera a Vittorio Emanuele Taparelli d'Azeglio, 17 marzo 1861)
Per completare l'unità tuttavia mancavano ancora Veneto, Friuli, Venezia Giulia, Trentino e Lazio.

#### Terza guerra di indipendenza

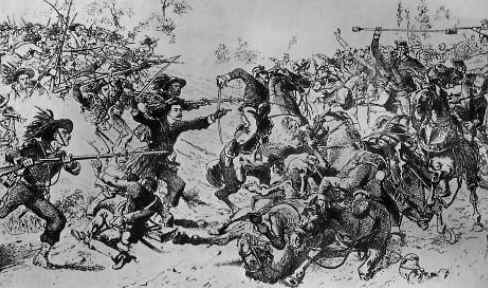
La battaglia di Custoza

Per conquistare Veneto e Friuli, nel 1866, il Regno d'Italia dichiarò guerra all'Austria alleandosi con la Prussia e dando così inizio alla terza guerra di indipendenza. Le sconfitte però furono molte, le più famose a Custoza e Lissa. Gli unici successi vennero ottenuti da Garibaldi in Trentino. La vittoria prussiana, però, fu d'aiuto all'Italia, che ricevette dalla Francia (che, a sua volta, aveva ottenuto dalla Prussia grazie alla vittoria di quest'ultima sull'Austria a Sadowa) il Veneto e il Friuli.
Mancava ancora Roma e per due volte Giuseppe Garibaldi ne tentò la conquista con i suoi volontari: nel 1862 e nel 1867, venendo fermato nel primo caso dalle truppe italiane, nel secondo dall'esercito francese, che anche nel 1862 aveva costretto l'esercito regio a intervenire. La caduta del secondo impero francese, conseguenza della vittoria prussiana nella guerra franco-prussiana, tolse al papato la protezione di Napoleone III, detronizzato, e permise alle forze italiane di espugnare Roma il 20 settembre 1870, in seguito alla Breccia di Porta Pia. Ciò determinò tuttavia una profonda frattura tra Stato italiano e Chiesa, formalmente sanatasi poi con i Patti Lateranensi del 1929.

## Il Regno d'Italia

Bandiera nazionale del Regno d'Italia

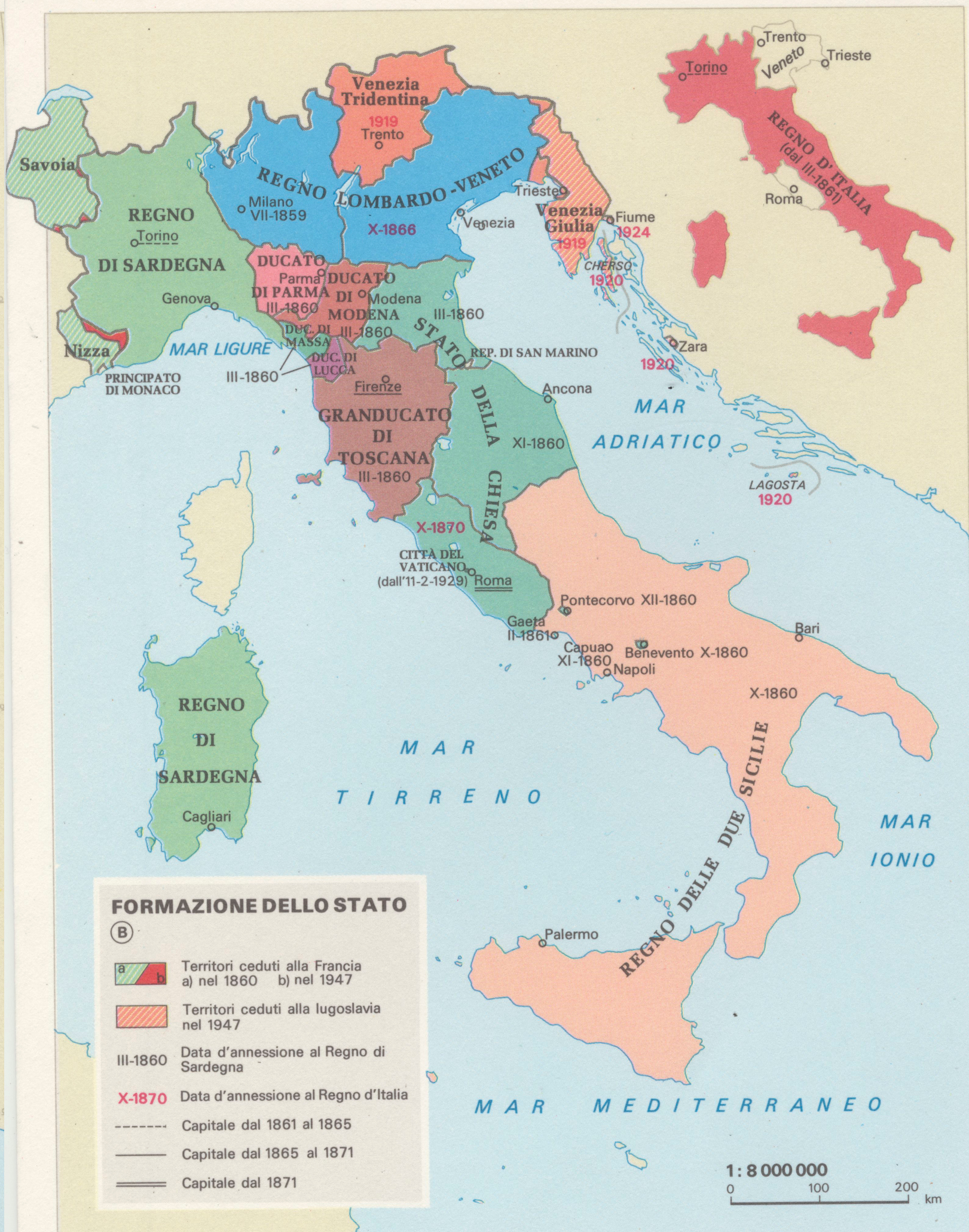
La formazione dello Stato italiano

### L'Italia liberale (1861-1914)
Il Regno d'Italia (1861-1946) nacque nel 1861 dopo l'esito della seconda guerra di indipendenza e dopo i plebisciti degli altri territori conquistati. Con la prima convocazione del Parlamento italiano del 18 febbraio 1861 e la successiva proclamazione del 17 marzo, Vittorio Emanuele II fu il primo re d'Italia (1861-1878). La popolazione, rispetto all'originario Regno di Sardegna, quintuplicò. Istituzionalmente e giuridicamente, il Regno d'Italia venne configurandosi come un ingrandimento del Regno di Sardegna. Ciò, e anche l'aver a modello la struttura della Francia, comportò quella che viene chiamata la piemontesizzazione del Paese, ovvero acquistò un modello di governo fortemente centralizzato.
Il neonato Stato, una monarchia costituzionale, si ritrovò, fin dai primi tempi, a tentare di risolvere problemi di standardizzazione delle leggi, di mancanza di risorse a causa delle casse statali vuote per le spese belliche, di creazione di una moneta unica per tutta la penisola e più in generale problemi di gestione per tutte le terre improvvisamente acquisite. A questi problemi, se ne aggiungevano altri, come ad esempio l'analfabetismo, affrontato con l'estensione Legge Casati, e la povertà diffusa, nonché la mancanza di infrastrutture. La questione che tenne banco nei primi anni della riunificazione d'Italia fu la questione meridionale e il brigantaggio delle regioni meridionali (soprattutto tra il 1861 e il 1865). Ulteriore elemento di fragilità era costituito dall'ostilità della Chiesa cattolica e del clero nei confronti del nuovo Stato, ostilità che si sarebbe rafforzata dopo il 1870 e la presa di Roma (questione romana).

#### La Destra storica

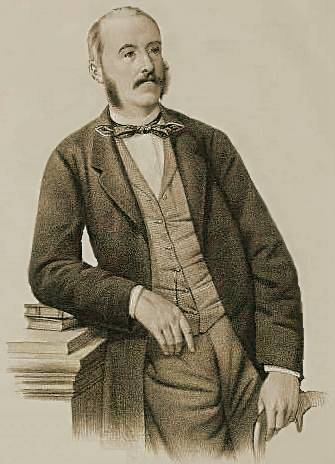
Ritratto di Marco Minghetti

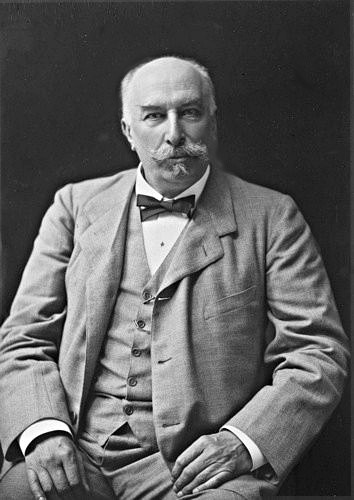
Giovanni Giolitti

La Destra storica, composta principalmente dall'alta borghesia e dai proprietari terrieri, formò il nuovo governo, che ebbe come primi obiettivi il completamento dell'unificazione nazionale, la costruzione del nuovo Stato e il risanamento finanziario mediante nuove tasse che produssero scontento popolare e accentuarono il brigantaggio, represso con la forza. In politica estera, la Destra storica mantenne la tradizionale alleanza con la Francia, anche se le due nazioni si scontrarono in diverse questioni, prime fra tutte: l'annessione del Veneto e la presa di Roma. Nel 1876 il governo, guidato da Marco Minghetti, venne esautorato per la prima volta non per autorità regia, bensì dal Parlamento (rivoluzione parlamentare). Ebbe così inizio l'epoca della Sinistra storica, guidata da Agostino Depretis. Finiva un'epoca: solo pochi anni dopo, Vittorio Emanuele II morì, e sul trono gli successe Umberto I.

#### La Sinistra storica

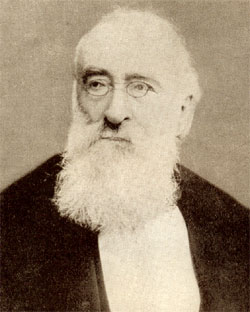
Agostino Depretis

La Sinistra abbandonò l'obiettivo del pareggio di bilancio e avviò delle politiche di democratizzazione e ammodernamento del paese, investendo nell'istruzione pubblica e allargando il suffragio, nonché avviando una politica protezionistica di investimenti in infrastrutture e sviluppo dell'industria nazionale coll'intervento diretto dello Stato nell'economia. Per ciò che concerne la politica estera, Depretis, abbandonò l'alleanza con la Francia, a causa della conquista da parte dello Stato d'oltralpe della Tunisia. L'Italia entrò quindi nella Triplice Alleanza, alleandosi con la Germania e l'Impero Austro-Ungarico. Favorì lo sviluppo del colonialismo italiano, innanzitutto con l'occupazione di Massaua in Eritrea.
Dal 1901 al 1914 la storia e la politica italiana fu fortemente influenzata dai governi guidati da Giovanni Giolitti.

#### L'epoca giolittiana
Giolitti, come neo-presidente del Consiglio si trovò a dover affrontare, prima di tutto, l'ondata di diffuso malcontento che la politica Crispina aveva provocato con l'aumento dei prezzi. Ed è con questo primo confronto con le parti sociali che si evidenziò la ventata di novità che Giolitti portò nel panorama politico a cavallo tra il XIX e il XX secolo. Non più repressione autoritaria, bensì accettazione delle proteste e quindi degli scioperi, purché non violenti né politici, con lo scopo (riuscito) di portare i socialisti nell'arco parlamentare.
Gli interventi più importanti di Giolitti furono la legislazione sociale e sul lavoro, il suffragio universale maschile, la nazionalizzazione delle ferrovie e delle assicurazioni, la riduzione del debito statale, lo sviluppo delle infrastrutture e dell'industria. In politica estera, ci fu il riavvicinamento dell'Italia alla Triplice intesa di Francia, Regno Unito e Russia. Fu continuata la politica coloniale nel Corno d'Africa, e dopo la guerra italo-turca, furono occupate Libia e Dodecaneso. Giolitti fallì nel suo tentativo di arginare il nazionalismo come avevano costituzionalizzato i socialisti, e non riuscì quindi a impedire l'entrata dell'Italia nella prima guerra mondiale e quindi l'ascesa del fascismo.

### L'espansione coloniale
L'inizio del regno vide l'Italia impegnata in una serie di attività alla ricerca di espansione coloniale in Africa.

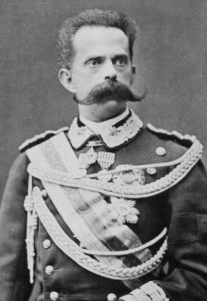
Umberto I, Re d'Italia dal 1878 al 1900

#### Il Corno d'Africa
Nel novembre 1869 il padre lazzarista Giuseppe Sapeto avviò le trattative per l'acquisto della Baia di Assab con l'appoggio dei governi di sinistra di Depretis e della compagnia privata di Raffaele Rubattino, queste si conclusero solamente nel 1882 rallentate delle contestazioni del governo egiziano, che rivendicava a sua volta il possesso della baia.
Al ritiro degli egiziani dal Corno d'Africa nel 1884, i diplomatici italiani strinsero un accordo con la Gran Bretagna per l'occupazione del porto di Massaua che assieme ad Assab formò i cosiddetti possedimenti italiani nel mar Rosso che dal 1890 assunsero la denominazione ufficiale di Colonia Eritrea. L'interesse coloniale proseguì durante i governi di Francesco Crispi e la città di Massaua diventò il punto di partenza per un progetto mirato al controllo del Corno d'Africa.
Attraverso i commercianti e gli studiosi italiani che frequentavano la zona, già dagli anni sessanta, l'Italia aveva cercato di penetrare all'interno dell'Etiopia (all'epoca retta dal Negus Neghesti (Re dei Re, cioè Imperatore) Giovanni IV, ma con la presenza di uno Stato relativamente autonomo nei territori del sud, retto da Menelik II), cercando di dividere i due Negus. Nel 1889 l'Italia ottenne, tramite un accordo del Console italiano di Aden con i Sultani che governavano la zona, i protettorati su Obbia e su Migiurtinia. Nel 1892 il Sultano di Zanzibar concesse in affitto i porti del Benadir (fra cui Mogadiscio e Brava) alla società commerciale "Filonardi". Il Benadir, sebbene gestito da una società privata, fu sfruttato dal Regno d'Italia come base di partenza per delle spedizioni esplorative verso le foci del Giuba e dell'Omo, e per ottenere il protettorato sulla città di Lugh.
A seguito della sconfitta e della morte dell'Imperatore Giovanni IV in una guerra contro i dervisci sudanesi (1889), l'esercito italiano occupò parte dell'altopiano etiopico, compresa la città di Asmara, sulla base di precedenti accordi fatti con Menelik il quale, con la morte del rivale, era riuscito a farsi riconoscere Negus Neghesti. Con il trattato che seguì, Menelik accettò la presenza degli italiani sull'altopiano etiope e riconobbe nell'Italia l'interlocutore privilegiato con gli altri paesi europei. Quest'ultimo riconoscimento fu interpretato dagli italiani come l'accettazione di un protettorato e negli anni seguenti sarà fonte di discordie fra i due paesi.
La politica di progressiva conquista dell'Etiopia si concluse con la campagna d'Africa Orientale (1895-1896) terminata con la pesante sconfitta nella battaglia di Adua (1º marzo 1896), uno dei pochi successi della resistenza africana al colonialismo europeo del XIX secolo. Dopo questa sconfitta la politica coloniale nel Corno d'Africa continuò con il protettorato sulla Somalia, dichiarata colonia nel 1905.

#### Altre colonie acquisite nel primo ventennio del novecento

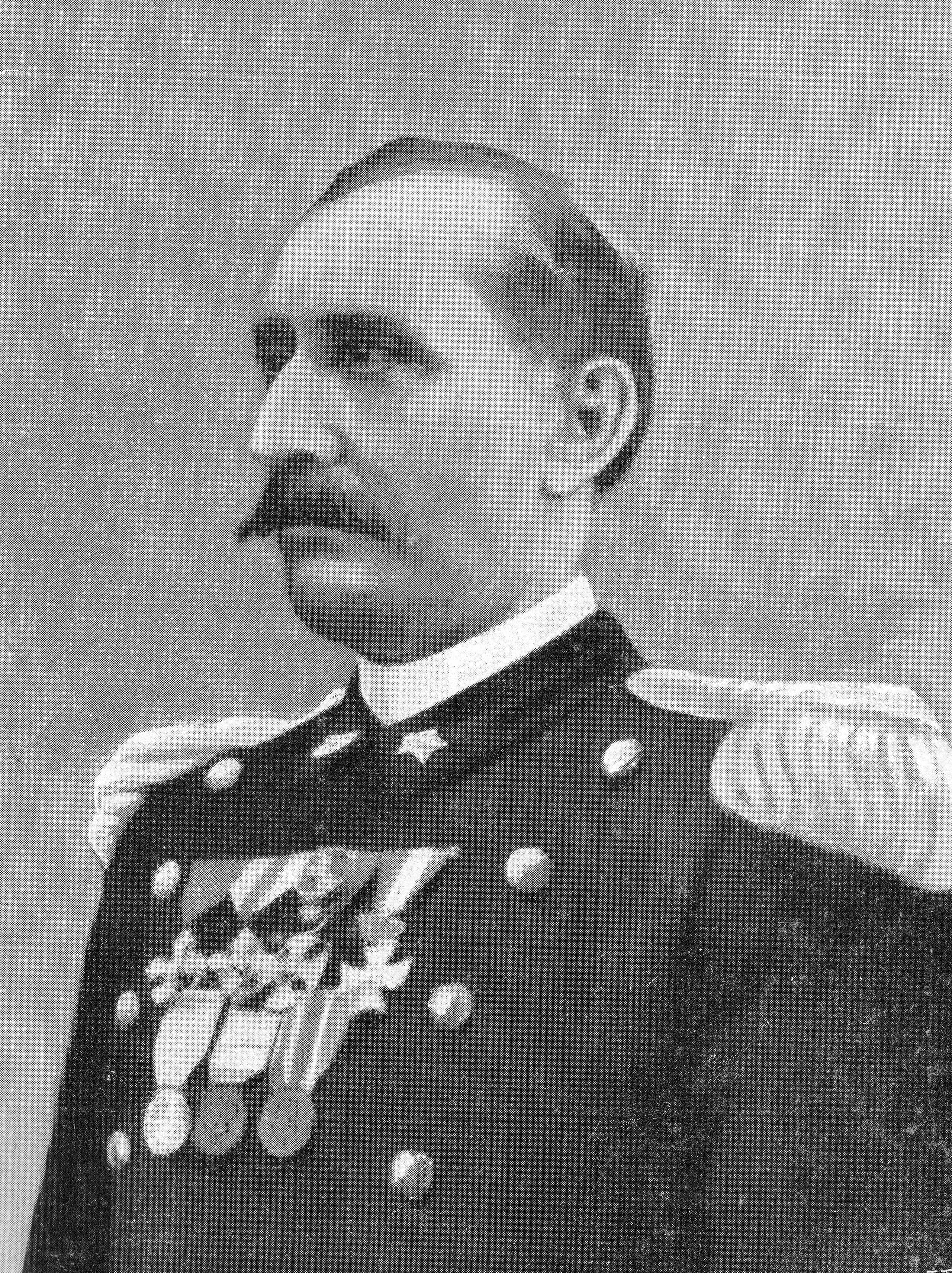
Giovanni Battista Ameglio, governatore della Cirenaica italiana e della Tripolitania italiana dal 1913 al 1918

Nel 1901, come a molte altre potenze straniere, fu garantito all'Italia una concessione commerciale nell'area della città di Tientsin in Cina. La concessione italiana, di 46 ettari, fu una delle minori concessioni concesse dall'Impero cinese alle potenze europee e, alla fine della prima guerra mondiale, si espanse inglobando la concessione austriaca nella stessa città. I termini di tale concessione vennero ridiscussi, e infine la stessa concessione venne di fatto sospesa, a seguito di un accordo tra la Repubblica Sociale Italiana e il governo filo-giapponese della Repubblica di Nanchino (che inglobò la concessione) nel 1943. Dopo l'armistizio dell'8 settembre 1943, la guarnigione italiana a Tientsin combatté contro i giapponesi, ma dovette poi arrendersi e pagare con la prigionia in Corea. La concessione di Tientsin, così come i quartieri commerciali italiani a Shanghai, Hankou e Pechino, furono formalmente soppressi con il trattato di pace del 1947.
Dopo una breve guerra contro l'Impero ottomano nel 1911, l'Italia acquisì il controllo della Tripolitania e della Cirenaica, ottenendo il riconoscimento internazionale in seguito al Trattato di Losanna (1912). Le mire italiane sulla Libia, vennero appoggiate dalla Francia, che vedeva di buon occhio l'occupazione di quel territorio in funzione anti-inglese. Con il fascismo, alla Libia venne attribuito l'appellativo di quarta sponda, quando in realtà per gran parte degli anni venti fu impegnata in una sanguinosa pacificazione della colonia.
Tra l'aprile e l'agosto del 1912, durante la fase conclusiva della guerra in Libia contro l'Impero ottomano, l'Italia decise di occupare dodici isole dell'Egeo sottoposte al dominio turco: il cosiddetto Dodecaneso. A seguito del Trattato di Losanna (1912), l'Italia poté mantenere l'occupazione militare del Dodecaneso fino a quando l'esercito turco non avesse abbandonato completamente l'area libica. Questo processo avvenne lentamente, anche perché alcuni ufficiali ottomani decisero di collaborare con la resistenza libica, per cui l'occupazione del Dodecaneso venne mantenuta nei fatti fino al 21 agosto 1915, giorno in cui l'Italia, entrata nella prima guerra mondiale assieme alle forze dell'Intesa, riprese le ostilità contro l'Impero ottomano.
Durante la guerra e l'occupazione italiana di Adalia l'isola di Rodi fu sede di un'importante base navale per le forze marine britanniche e francesi. Dopo la vittoria nella prima guerra mondiale, il Regno d'Italia intendeva consolidare formalmente la propria presenza nell'area dell'Egeo e lungo le coste turche. Tramite un accordo con il governo greco all'interno del Trattato di Sèvres del 1919, si stabilì che Rodi diventasse italiana anche dal punto di vista formale, mentre le altre undici isole sarebbero passate alla Grecia, come la totalità delle altre isole del mar Egeo. In cambio, l'Italia avrebbe ottenuto dallo Stato greco il controllo della parte sud-ovest dell'Anatolia (Occupazione italiana di Adalia), che si estendeva da Konya fino ad Alanya e che comprendeva il bacino carbonifero di Adalia. La sconfitta dei Greci nella guerra contro la Repubblica di Turchia nel 1922, rese impossibile l'accordo e l'Italia mantenne l'occupazione dell'arcipelago, la cui amministrazione le fu infine riconosciuta con il Trattato di Losanna (1923).

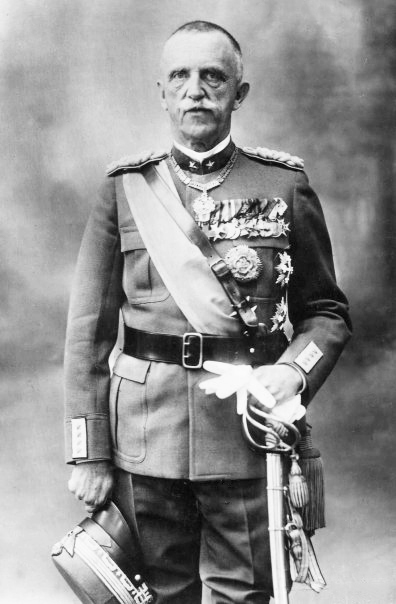
Vittorio Emanuele III di Savoia, re d'Italia dal 1900 al 1946

L'isola di Saseno fu occupata il 30 ottobre 1914 dal Regno d'Italia, fino a quando, dopo la prima guerra mondiale, il 18 settembre 1920, grazie a un accordo italo-albanese (accordo di Tirana del 2 agosto 1920, in cambio delle pretese italiane su Valona) e a un accordo con la Grecia, entrò a far parte dell'Italia che la voleva per la sua posizione strategica. Fece prima parte della provincia di Zara (dal 1920 al 1941), poi, nel 1941, entrò a far parte della provincia di Cattaro (Dalmazia). Occupata dai tedeschi nel settembre del 1943 e dai partigiani albanesi nel maggio del 1944, l'isola venne restituita all'Albania per effetto del Trattato di Parigi del 10 febbraio (1947). Oggi sull'isola esiste un deposito e una caserma della Guardia Costiera aperta nel 1997 per reprimere i traffici illeciti tra l'Italia e l'Albania e restano le installazioni (incluso un faro e varie fortificazioni) costruite durante la precedente occupazione italiana.
Come rappresaglia dell'uccisione di civili e militari italiani in Libia ed Etiopia, durante il dominio coloniale italiano in Africa furono commesse (anche se in misura inferiore a quanto fatto - ad esempio - da inglesi e francesi) atrocità e crimini contro l'umanità.

### La questione meridionale e l'emigrazione italiana
Già dall'Ottocento e per tutto il Novecento si assiste al forte divario Nord-Sud del paese con la situazione di forte difficoltà del Mezzogiorno d'Italia rispetto alle altre regioni del Paese. Nota come questione meridionale, utilizzata la prima volta nel 1873 dal deputato radicale lombardo Antonio Billia, intendendo la disastrosa situazione economica del Mezzogiorno in confronto alle altre regioni dell'Italia unita, viene adoperata nel linguaggio comune ancora oggi.
Anche in virtù di ciò, l'Italia, nel periodo a cavallo tra Ottocento e Novecento fu interessata dal fenomeno dell'emigrazione. Il fenomeno ha riguardato dapprima il Settentrione (Piemonte, Veneto e Friuli in particolare) e, dopo il 1880, anche il Mezzogiorno. In particolare, dai porti del Mar Mediterraneo partirono molte navi con migliaia di italiani diretti nelle Americhe in cerca di un futuro migliore.

### L'Italia nella prima guerra mondiale (1915-1918)

#### L'iniziale neutralità
Allo scoppio del conflitto l'Italia rimase neutrale, entrò in guerra il 24 maggio 1915 a fianco dell'Intesa dopo la firma Patto di Londra che prevedeva che l'Italia avrebbe ottenuto, in caso di vittoria, il Trentino, l'Alto Adige, la Venezia Giulia, l'Istria, con l'esclusione di Fiume e la Dalmazia settentrionale.
Inoltre l'Italia avrebbe avuto l'arcipelago del Dodecaneso (occupato, ma non annesso a colonia dopo la guerra italo-turca), la base di Valona in Albania, il bacino carbonifero di Adalia in Turchia, nonché un'espansione delle colonie africane, a scapito della Germania (da aggiungersi alle già esistenti colonie di Libia, Somalia ed Eritrea).

#### 1915-1918
Il comando dell'esercito venne affidato al generale Luigi Cadorna, con obiettivo il raggiungimento di Vienna passando per Lubiana. All'alba del 24 maggio il Regio Esercito sparò il primo colpo di cannone contro le postazioni austro-ungariche asserragliate a Cervignano del Friuli che, poche ore più tardi, divenne la prima città conquistata, lo stesso giorno cadde il primo soldato italiano, Riccardo di Giusto. All'alba del medesimo la flotta austro-ungarica bombardò la stazione ferroviaria di Manfredonia; alle 23:56, bombardò Ancona. Il fronte bellico d'Italia ebbe come teatro le Alpi, dallo Stelvio al mare Adriatico. Lo sforzo principale per sfondare il fronte fu concentrato nella regione delle valli Isonzo, in direzione di Lubiana. L'iniziale avanzata italiana fu presto fermata, arrivando così a una guerra di posizione simile a quella che si stava svolgendo sul fronte occidentale, continuando con pochi risultati e molte perdite nel corso del 1915, 1916 e 1917.

Nell'ottobre 1917 la Russia abbandonò il conflitto a causa della rivoluzione comunista. Le truppe degli Imperi centrali furono spostate dal fronte orientale a rinforzo di quello occidentale, austro-ungarici e tedeschi attraccarono il 24 ottobre convergendo su Caporetto e accerchiando la 2ª Armata comandata dal generale Luigi Capello. L'unica armata resistita al disastro fu la 3ª, guidata da Emanuele Filiberto di Savoia, cugino di Re Vittorio Emanuele III.

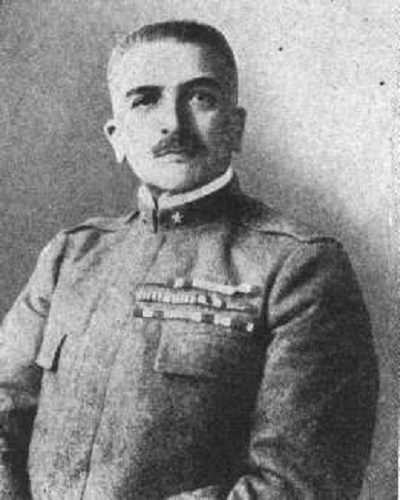
Armando Diaz

La rottura del fronte di Caporetto provocò il crollo delle postazioni italiane lungo l'Isonzo, con la ritirata delle armate schierate dall'Adriatico fino alla Valsugana, in Trentino, mentre gli austriaci avanzarono per 150 km in direzione sud-ovest raggiungendo Udine in soli quattro giorni. La disfatta portò alla destituzione di Capello, ritenuto il principale responsabile della sconfitta, e di Cadorna, quest'ultimo sostituito dal maresciallo Armando Diaz come capo di stato maggiore; e fu anche la cagione di un elevato malcontento nelle truppe, che portò a frequenti disordini, molti dei quali terminati con sommarie fucilazioni. Gli austro-ungarici fermarono gli attacchi in attesa della primavera del 1918, preparando un'offensiva che li avrebbe dovuti portare a penetrare nella pianura veneta. Tale offensiva arrivò il 15 giugno: l'esercito dell'Impero attaccò con 66 divisioni nella battaglia del solstizio (15-23 giugno 1918), che vide gli italiani resistere all'assalto.
Gli austro-ungarici persero le loro speranze, visto che il paese era ormai a un passo dal tracollo, assillato dall'impossibilità di continuare a sostenere lo sforzo bellico sul piano economico e su quello sociale, data l'incapacità dello Stato di farsi garante dell'integrità dello Stato multinazionale asburgico. Con i popoli dell'impero asburgico sull'orlo della rivoluzione, l'Italia anticipò di un anno l'offensiva prevista per il 1919 per impegnare le riserve austro-ungariche e impedire loro la prosecuzione dell'offensiva sul fronte francese. Da Vittorio Veneto, il 23 ottobre partì l'offensiva. Gli italiani avanzarono rapidamente in Veneto, Friuli e Cadore e il 29 ottobre l'Austria-Ungheria si arrese. Il 3 novembre, a Villa Giusti, presso Padova l'esercito dell'Impero firmò l'armistizio.

L'Italia nel 1924, con le province di Fiume, di Pola e di Zara

#### Esito
L'Italia completò la sua unificazione nazionale acquisendo il Trentino-Alto Adige (Trento e Bolzano) e la Venezia Giulia (Gorizia, Trieste, Istria, Fiume, Zara). Queste regioni avevano fatto parte, fino ad allora, della Cisleitania nell'ambito dell'Impero Austro-Ungarico (con l'eccezione della città di Fiume, incorporata nel Regno d'Italia nel 1924 e ubicata in Transleitania). Inoltre, al Regno d'Italia furono assegnate alcune compensazioni territoriali in Africa, come l'Oltregiuba, in Somalia. Ma il prezzo fu altissimo: 651.010 soldati e 589.000 civili, per un totale di 1.240.000 morti, su una popolazione di soli 36 milioni, con la più alta mortalità nella fascia di età compresa tra 20 e 24 anni.

### Il ventennio fascista

#### Nascita del fascismo e marcia su Roma
Dopo la prima guerra mondiale la situazione interna italiana era precaria: le casse statali erano quasi vuote anche perché la lira durante il conflitto aveva perso buona parte del suo valore, a fronte di un costo della vita aumentato di almeno il 450%. Scarseggiavano le materie prime e le industrie faticavano a convertire la produzione bellica in produzione di pace e ad assorbire l'abbondanza di manodopera accresciuta dai soldati di ritorno dal fronte. Inoltre, il paese, con la sua economia basata sull'agricoltura, perse una grossa fetta della sua forza lavoro causando la rovina di moltissime famiglie. Per questi motivi nessun ceto sociale era soddisfatto, e soprattutto tra i benestanti si insinuò il timore di una possibile rivoluzione comunista sulla stregua di quanto accaduto in Russia. L'estrema fragilità socio-economica portò spesso a disordini, che il più delle volte venivano stroncati con metodi sbrigativi e sanguinosi dalle forze armate. Inoltre, il trattato di Versailles, non aveva portato nessun vantaggio importante all'Italia, in quanto il patto (memorandum) di Londra, che prevedeva l'annessione all'Italia della Dalmazia, non venne rispettato. In base al principio di autodeterminazione dei popoli, propugnato dal presidente statunitense Woodrow Wilson, la Dalmazia venne annessa al neocostituito Regno dei Serbi, dei Croati e degli Sloveni, con l'eccezione di Zara (a maggioranza italiana) e dell'isola di Lagosta, che con altre tre isole vennero annesse all'Italia.
Tra gli strati sociali scontenti e soggetti alle suggestioni della propaganda nazionalista sul mito della vittoria mutilata, a seguito del Trattato di Pace, emersero le organizzazioni di reduci, soprattutto quelle degli ex-arditi, che aggiungevano al malcontento generalizzato il risentimento dato dalla convinzione di non aver ottenuto un adeguato riconoscimento per i loro sacrifici e il coraggio dimostrati nei combattimenti al fronte.
In questo contesto, il 23 marzo 1919, Benito Mussolini fondò a Milano il primo fascio di combattimento, un movimento che espresse la volontà di «trasformare, se sarà inevitabile anche con metodi rivoluzionari, la vita italiana», autodefinendosi partito dell'ordine e guadagnandosi la fiducia dei ceti più ricchi e conservatori, contrari a ogni agitazione e alle rivendicazioni sindacali che caratterizzarono il biennio rosso italiano. Il momento pareva propizio per Mussolini, e un contingente di 50.000 squadristi venne radunato nell'alto Lazio e mosse contro la Capitale, il 26 ottobre 1922. Mentre l'Esercito si preparava a fronteggiare il colpo di mano fascista (con Badoglio principale sostenitore della linea dura) il re Vittorio Emanuele III si rifiutò di firmare il decreto di stato d'emergenza, costringendo alle dimissioni il presidente del consiglio Luigi Facta e il suo governo. Le camicie nere marciarono sulla Capitale il 28 ottobre, senza incontrare alcuna resistenza e due giorni dopo il re incaricò Mussolini di formare il nuovo governo.

#### Il fascismo diventa dittatura

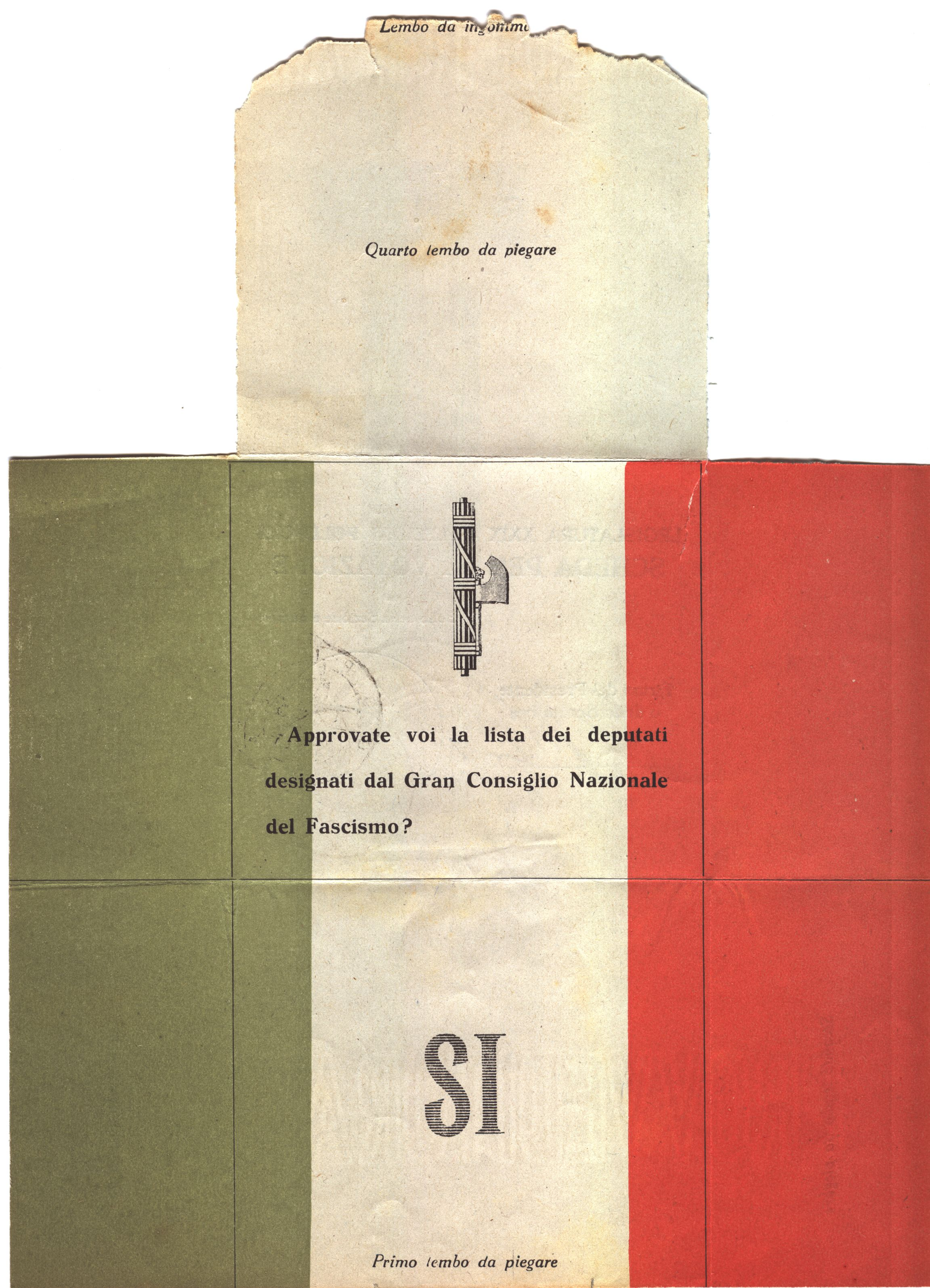
La scheda colorata da inserire nell'urna per votare "si" al fascismo nelle elezioni del 1924

Divenuto Presidente del Consiglio, Mussolini rafforzò il proprio potere prima delle elezioni del 6 aprile 1924 facendo approvare una nuova legge elettorale (la cosiddetta Legge Acerbo) che attribuiva i due terzi dei seggi parlamentari alla lista che avesse raccolto il 25% dei voti. Il listone, guidato da Mussolini, ottenne il 64,9% dei voti. Il 30 maggio 1924 il deputato socialista Giacomo Matteotti prendendo la parola alla Camera contestò i risultati delle elezioni; dieci giorni dopo, il 10 giugno 1924 Matteotti venne rapito e ucciso. Il 3 gennaio 1925, alla Camera, Mussolini con un famoso discorso si assunse ogni responsabilità per la violenza avvenuta: 
 Con questo discorso Mussolini ufficializzò la dittatura. Nel biennio 1925-1926 vennero emanati una serie di provvedimenti liberticidi: furono sciolti tutti i partiti e le associazioni sindacali non fasciste, venne soppressa ogni libertà di stampa, di riunione o di parola, venne ripristinata la pena di morte e venne creato un Tribunale speciale con amplissimi poteri, in grado di mandare al confino con un semplice provvedimento amministrativo le persone sgradite al regime.

#### Politica interna
Il fascismo in politica interna tentò di contrastare la svalutazione della lira con misure quali la messa in commercio di pane con meno farina, l'aggiunta di alcool alla benzina, l'aumento delle ore di lavoro da 8 a 9 senza variazioni di salario, l'istituzione della tassa sul celibato, la riduzione dei prezzi dei giornali, dei biglietti e dei francobolli ecc. L'11 febbraio 1929 furono firmati i Patti Lateranensi, che stabilirono il mutuo riconoscimento tra il Regno d'Italia e lo Stato della Città del Vaticano. Con la ratifica del concordato la religione cattolica divenne la religione di Stato in Italia, fu istituito l'insegnamento della religione cattolica nelle scuole e fu riconosciuta la sovranità e l'indipendenza della Santa Sede. Il fascismo tentò inoltre di rendere "pura" la lingua italiana italianizzando i prestiti linguistici e i toponimi stranieri in Valle d'Aosta e in Trentino-Alto Adige. Inoltre viene imposto l'uso del voi al posto del lei, considerato straniero.
L'11 ottobre 1935 l'Italia venne sanzionata per l'invasione dell'Etiopia. Le sanzioni in vigore dal 18 novembre consistettero essenzialmente nell'embargo. In realtà fu soltanto la Gran Bretagna a osservare le regole imposte dalle sanzioni. In seguito all'embargo, la propaganda politica spinse affinché si consumassero solo prodotti italiani. Fu in pratica la nascita dell'autarchia, secondo la quale tutto doveva essere prodotto e consumato all'interno dello stato. Per esempio venne sostituito: la lana con il lanital (la lana di caseina), la benzina con il carburante nazionale (benzina con l'85% di alcool) mentre il caffè venne sostituito con il "caffè" d'orzo. Le sanzioni all'Italia avvicinarono Mussolini a Adolf Hitler, il dittatore nazista tedesco. Ben presto i due dittatori strinsero un'alleanza, che venne consolidata dalla promulgazione, nel 1938, da parte di Mussolini, delle leggi razziali, che privarono di molti diritti civili e politici gli ebrei (e tutte le altre "razze inferiori"): molti persero il lavoro solo perché erano ebrei.

#### La politica estera e l'Impero

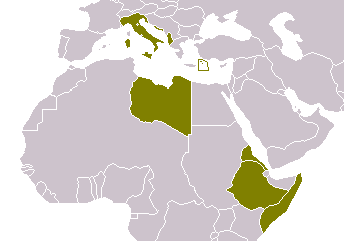
L'Impero coloniale italiano nel 1940, nel momento di massima espansione

A seguito della completa conquista della Libia, avvenuta alla fine degli anni venti, Mussolini manifestò l'intenzione di dare un Impero all'Italia e l'unico territorio rimasto libero da ingerenze straniere era l'Abissinia, nonostante fosse membro della Società delle Nazioni. Il progetto d'invasione iniziò all'indomani della conclusione degli accordi sul trattato di amicizia e si concluse con l'ingresso dell'esercito italiano ad Addis Abeba il 5 maggio 1936 (vedi Guerra d'Etiopia).
Quattro giorni dopo venne proclamata la nascita dell'Impero italiano e l'incoronazione di Vittorio Emanuele III come Imperatore d'Etiopia (con il titolo di Qesar, anziché quello di Negus Neghesti). Con la conquista di gran parte dell'Etiopia si procedette a una ristrutturazione delle colonie del Corno d'Africa. Somalia, Eritrea e Abissinia vennero riunite nel vicereame dell'Africa Orientale Italiana (AOI). Il progetto coloniale terminò con l'occupazione britannica dei territori soggetti al dominio italiano nel 1941. Dal 1938 in Europa si iniziò a respirare aria di guerra: Hitler aveva già annesso l'Austria e i Sudeti e con la successiva Conferenza di Monaco gli venne dato il lasciapassare per l'annessione di tutta la Cecoslovacchia, mentre Mussolini, dopo l'Etiopia, stava cercando nuovi obiettivi per non perdere il passo dell'alleato tedesco. La vittima designata venne trovata nell'Albania. In due soli giorni (7-8 aprile 1939), con l'ausilio di 22.000 uomini e 140 carri armati, Tirana fu conquistata. Vittorio Emanuele III divenne anche re d'Albania. Il 22 maggio 1939 venne firmato il Patto d'Acciaio tra Germania e Italia.

### L'Italia nella seconda guerra mondiale

#### Alleata con la Germania (1940-1943)

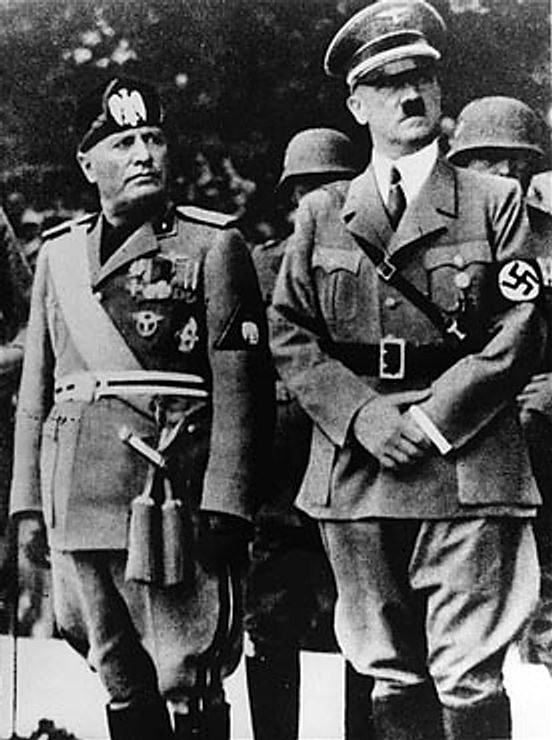
Benito Mussolini con Adolf Hitler

Il 10 giugno 1940 l'Italia entrò nella seconda guerra mondiale come alleata della Germania contro Francia e Regno Unito. Nel 1941 fu dichiarata guerra all'Unione Sovietica e con l'Impero giapponese agli Stati Uniti d'America. Mussolini, confortato dagli schiaccianti successi della Germania di Adolf Hitler, credeva in una vittoriosa guerra lampo dell'alleato tedesco, assieme al quale avrebbe potuto sedere al tavolo dei vincitori. In realtà le difficoltà oggettive delle truppe italiane e le ingenti forze a disposizione dell'alleanza nemica, portarono non poche sconfitte all'esercito regio. I primi scontri ebbero luogo il 21 giugno sulle Alpi, contro la Francia, ormai sconfitta dai tedeschi, con la sola conquista di una piccola striscia nel sud del Paese. Dopo di ciò Mussolini concentrò le sue mire espansionistiche sulla Grecia. Pensando di non trovare alcuna resistenza le truppe italiane avanzarono in territorio greco, ma tra novembre e dicembre i greci contrattaccarono e costrinsero gli italiani a ritirarsi in Albania. Questo insuccesso causò la fine della Guerra parallela, così chiamata da Mussolini.

Il Regno d'Italia tra il 1941 e il 1943, con i territori strappati alla Jugoslavia (provincia di Lubiana, provincia di Spalato e provincia di Cattaro)

Contemporaneamente si registrarono i primi insuccessi anche nelle colonie del corno d'Africa, perduto il 20 maggio 1941 con la resa del Duca d'Aosta dopo la Seconda battaglia dell'Amba Alagi. In questa occasione al Regio Esercito fu reso l'onore delle armi da parte dei britannici. L'11 aprile i tedeschi si impossessarono dell'area balcanica, concedendo allo Stato fascista di mettere nominalmente a capo dello Stato croato un rappresentante di casa Savoia. In base ad accordi con il capo del governo croato, Ante Pavelic, l'Italia avrebbe avuto per 25 anni il dominio del litorale della Croazia. Nel 1942 le operazioni italiane si concentrarono in Unione Sovietica e Africa. In entrambi i fronti, grazie alle truppe tedesche, si ebbero dei temporanei successi: in Russia si conquistarono vasti territori, mentre nel nord Africa Rommel penetrò in Egitto, ma a causa degli attacchi dell'aviazione anglo-americana e della scarsità di rinforzi sempre meno frequenti si arrivò a una sconfitta nella Seconda battaglia di El Alamein, che segnò la fine delle speranze dell'Asse di conquistare l'Egitto ed i campi petroliferi del Medio Oriente.
La situazione peggiorò anche sul fronte russo con l'avvicinarsi dell'inverno, Mussolini non si era curato di rafforzare l'equipaggiamento delle truppe italiane appartenenti all'ARMIR, ex CSIR. Già nell'estate vi erano state pesanti perdite nell'esercito italiano e nel dicembre 1942 cominciano le prime pesanti sconfitte, seguite dalla ritirata. A maggio gli alleati conquistarono Tunisi, ultimo baluardo africano dell'esercito italiano e poche settimane più tardi anche le isole di Lampedusa e Pantelleria, dando inizio allo Sbarco in Sicilia.

#### La caduta del fascismo, la Repubblica di Salò e la resistenza (1943-1945)

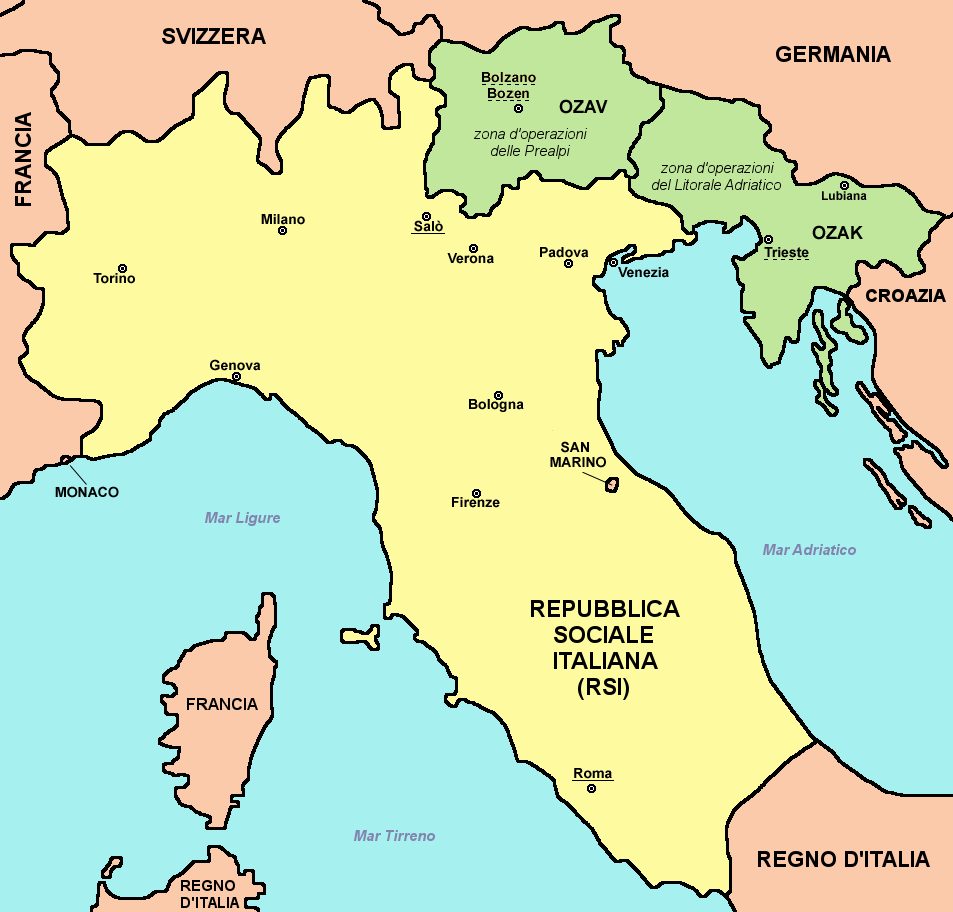
Repubblica Sociale Italiana - Le aree segnate in verde facevano ufficialmente parte della RSI ma erano considerate dalla Germania zone di operazione militare e sottoposte a diretto controllo tedesco

Le sconfitte militari causarono in Italia vari scioperi e un calo di consensi nei confronti del regime. Il 24 luglio 1943 si riunì il Gran consiglio del fascismo Mussolini venne sfiduciato e il mattino seguente arrestato. Vittorio Emanuele III pose Pietro Badoglio a capo del governo, pur annunciando il proseguimento della guerra a fianco dei tedeschi, segretamente stava trattando l'armistizio con gli Alleati, questo fu firmato il 3 settembre e reso pubblico l'8. Il giorno successivo Vittorio Emanuele III e Badoglio fuggirono da Roma per riparare in Puglia, sotto la protezione degli alleati. La reazione tedesca all'armistizio fu l'occupazione militare di gran parte dell'Italia, la cattura di molti soldati italiani e la liberazione di Mussolini il 12 settembre, posto a capo della Repubblica Sociale Italiana, di fatto subordinata ai tedeschi. Il Paese si trovò diviso in due con il Regno del Sud a fianco degli alleati contro la Germania e la RSI. 
In questo quadro drammatico, nacquero però le prime formazioni di partigiani, che soprattutto nel centro-nord diedero vita al primo nucleo dell'Italia libera. Il 22 gennaio 1944 gli anglo-americani, condotti dal maggior generale John Lucas, sbarcarono nell'Italia centrale, nella zona compresa tra Anzio e Nettuno, con lo scopo di aggirare le forze tedesche attestate sulla Linea Gustav e di liberare Roma. La lunga battaglia che ne derivò è comunemente conosciuta come "battaglia di Anzio". Il 24 marzo i nazisti compirono l'eccidio delle Fosse Ardeatine, massacro eseguito a Roma ai danni di 335 civili italiani, come atto di rappresaglia per l'attacco in via Rasella eseguito da partigiani contro le truppe germaniche e avvenuto il giorno prima. Per la sua efferatezza, l'alto numero di vittime, e per le tragiche circostanze che portarono al suo compimento, è diventato l'evento simbolo della rappresaglia nazista durante il periodo dell'occupazione. Le Fosse Ardeatine, antiche cave di pozzolana site nei pressi della via Ardeatina, sono diventate un monumento visitabile a ricordo dei fatti.

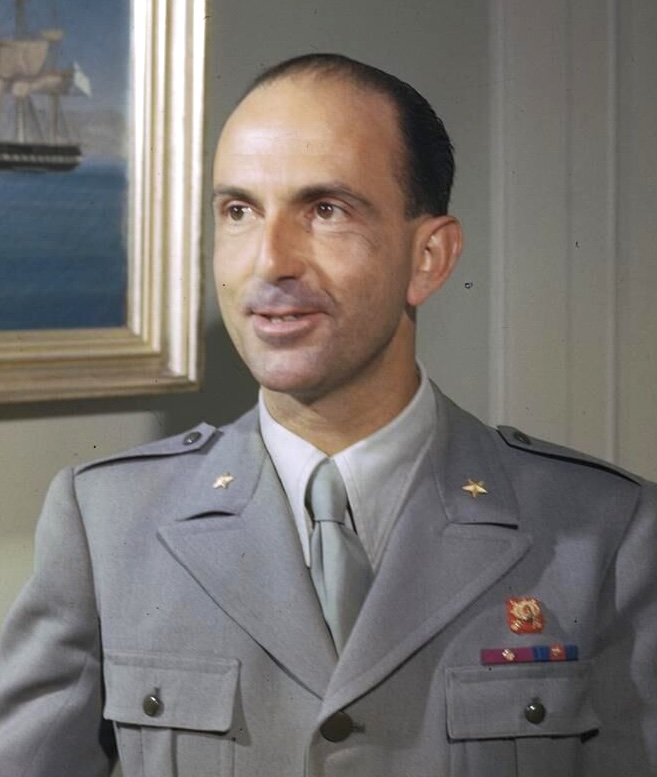
Umberto II di Savoia, "Luogotenente del Regno" dal 5 giugno 1944. Fu Re d'Italia dal 9 maggio 1946 al 18 giugno dello stesso anno.

Nel maggio 1944 si accrebbe la sottomissione della RSI nei confronti della Germania nazista, con l'annessione del Trentino-Alto Adige, della provincia di Belluno e di Tarvisio al Terzo Reich. Il 5 giugno 1944, il giorno dopo la liberazione di Roma, Vittorio Emanuele III nominò il figlio Luogotenente Generale del Regno in base agli accordi tra le varie forze politiche che costituivano il Comitato di Liberazione Nazionale, che prevedevano di «congelare» la questione istituzionale fino al termine del conflitto. Umberto esercitava di fatto le prerogative di sovrano senza tuttavia possedere il titolo di re, appartenente a Vittorio Emanuele III, rimasto in disparte a Salerno. Nella primavera 1945 gli alleati poterono lanciare l'offensiva contro l'esercito tedesco sfondando in più punti la Linea Gotica e portando gli alleati alla liberazione di Bologna il 21 aprile. L'arrivo degli alleati a Milano fu anticipato dalla insurrezione partigiana proclamata dal CLN il 25 aprile, questa data sarà poi scelta come festività nazionale per ricordare la liberazione. Il 28 aprile Mussolini venne fucilato e il suo cadavere esposto alla folla a Milano in piazzale Loreto il giorno successivo. Le truppe nazi-fasciste capitolarono il 29 aprile 1945, e il 2 maggio il comando tedesco firmò a Caserta la resa delle sue truppe in Italia e per procura anche la resa formale dei reparti della RSI.
Nel 1945, la Francia tentò di annettersi le province di Aosta e di Imperia: intervenne il presidente statunitense Harry Truman che ordinò al generale Charles de Gaulle il ritiro delle sue truppe, e il governo italiano soppresse la provincia di Aosta riaccorpandola alla provincia di Torino. Nel 1948, la provincia di Aosta fu ricostituita nella forma di regione autonoma a statuto speciale.

#### Epilogo del conflitto e costo della guerra
Nell'aprile del 1945 le forze nazi-fasciste vennero sconfitte anche con il contributo dei partigiani, formati da ex-militari sbandati dopo l'armistizio ma anche da donne, ragazzi e anziani, e col supporto delle popolazioni, che costò spesso gravi massacri per rappresaglia da parte delle forze occupanti. Inoltre, vi furono gravi episodi di regolamenti di conti e di guerra civile che costarono agli sconfitti migliaia di morti.
La fine della guerra vide l'Italia in condizioni critiche: i vari combattimenti e bombardamenti aerei avevano ridotto molte città e paesi in macerie, le principali vie di comunicazione erano interrotte, il territorio era occupato dalle truppe angloamericane, con l'eccezione dell'area triestina che venne velocemente occupata dai partigiani titini per un periodo di sei mesi, ritirandosi solo a seguito di un ultimatum alleato. Durante questo periodo i partigiani jugoslavi massacrarono molti italiani presenti in Dalmazia e in Venezia Giulia, sia collaboratori con gli occupatori tedeschi o oppositori all'annessione di quei territori alla Jugoslavia, gettando i cadaveri in mare o nelle foibe carsiche.
Il numero di italiani morti a causa della guerra fu molto elevato: sono stimati tra 415 000 (di cui 330 000 militari e 85 000 civili) e 443 000 morti, stimando che la popolazione italiana all'inizio del conflitto fosse di 43.800.000 persone si arriva a conteggiare circa una vittima ogni 100 italiani. Dalla fine della guerra fino agli anni cinquanta avvenne anche l'esodo istriano durante il quale gran parte della popolazione di lingua italiana (in quantità stimata tra un minimo 200.000 e un massimo 350.000 persone,) abbandonò i territori istriani e dalmati, occupati dalla Jugoslavia, rifugiandosi come profughi in Italia e all'estero.
Il conflitto e la guerra civile produssero un paese dilaniato. La liberazione sfociò in un periodo confuso e violento, durante il quale la giustizia ordinaria dello Stato venne ristabilita gradualmente, tra l’emerge del nuovo sistema politico e la sostanziale continuità dell’apparato statale.

## La Repubblica Italiana

Prima pagina del quotidiano il Corriere della Sera, edizione del 6 giugno 1946, che dichiarava la vittoria del voto repubblicano a seguito dei risultati del referendum istituzionale del 2 e 3 giugno

### Gli anni costituenti (1946-1948)
Col referendum istituzionale del 2 e 3 giugno 1946, durante il quale per la prima volta anche le donne italiane ebbero il diritto al voto, gli italiani scelsero di cambiare la forma di governo statale da monarchia a Repubblica ed elessero i delegati dell'Assemblea Costituente. Il 10 febbraio 1947 il governo De Gasperi firmò per l'Italia il trattato di pace con le potenze vincitrici della seconda guerra mondiale, riconoscendo l'indipendenza delle sue colonie e dell'Albania e cedendo territori a Grecia, Albania, Jugoslavia e Francia. Il 1º gennaio 1948 entrò in vigore la Costituzione della Repubblica Italiana; Enrico De Nicola, fino a quel momento capo provvisorio dello Stato (a partire dal 1º luglio 1946), divenne per alcuni mesi il primo presidente della Repubblica Italiana, sostituito in seguito dall'economista Luigi Einaudi.

### La "prima" repubblica (1948-1994)

Mappa della Repubblica Italiana

Presidente del Consiglio fu nei primi anni Alcide De Gasperi, per volere del quale l'Italia entrò a far parte della sfera di influenza atlantica, filoamericana e anticomunista, contrapposta al blocco sovietico. Questa collocazione accenderà una competizione politica tra i due maggiori partiti, la DC e il PCI. Quest'ultimo tuttavia rimarrà sempre all'opposizione per via dei legami ideologici e finanziari col regime totalitario dell'Unione Sovietica, legami che avrebbero provocato, nel caso di una sua entrata al governo, una rottura dell'alleanza internazionale con gli Stati Uniti e degli accordi di Yalta generando un'anomalia rispetto alle altre democrazie europee occidentali, dove i partiti comunisti avevano un consenso elettorale assai minore che in Italia oppure non esistevano, fino alla caduta del muro di Berlino.
Questo assetto politico, vide il susseguirsi di presidenti del consiglio appartenenti al medesimo partito (Democrazia Cristiana, che fu sempre il partito con la maggioranza relativa a ogni elezione nazionale) fino al 1981, facendo sì che in Italia non si ebbe una alternanza politica.
Anche grazie agli aiuti economici provenienti dagli USA tramite il Piano Marshall, l'Italia iniziò la ricostruzione di case e industrie danneggiate durante il conflitto, riprendendosi economicamente e dando vita al "miracolo economico": il Prodotto interno lordo crebbe del 6.3%, un record nella storia del paese, mentre il reddito pro capite passò da 350.000 a 571.000 lire; tra il 1958 e il 1959 gli investimenti lordi crebbero del 10% e tra il 1961 e il 1962 l'incremento fu del 13%. Questi numeri ridussero sensibilmente il divario storico con Paesi europei sviluppati come Inghilterra, Germania e Francia. L'Italia primeggiava soprattutto in due grandi settori ad alta tecnologia, quali la microelettronica e la chimica, grazie a gruppi industriali come la Olivetti e la Montecatini, ma anche nella farmaceutica, nel nucleare, nell'aeronautica, nelle telecomunicazioni e nel settore petrolifero, grazie alla scoperta di petrolio e gas metano in Pianura padana compiuta dall'ENI (Ente Nazionale Idrocarburi), creato nel 1953 da Enrico Mattei che negoziò rilevanti concessioni petrolifere in Medio Oriente e un importante accordo commerciale con l'Unione Sovietica, rompendo l'oligopolio delle cosiddette "Sette sorelle".
| Membro NATO dal: | 4 aprile 1949    |
| Membro ONU dal:  | 14 dicembre 1955 |
| Membro CEE dal:  | 1º gennaio 1958  |

La crescita del reddito pro capite produsse l'aumento dei consumi individuali che registrarono una crescita media di cinque punti percentuali l'anno. La domanda di beni durevoli (automobili, elettrodomestici, ecc.) raggiunse una crescita annua pari al 10.4%. L'industria registrò una crescita pari all'84% tra il 1953 e il 1961. L'elevata disponibilità di manodopera era dovuta a un forte flusso di migrazione dalle campagne alle città e dal sud verso il nord. Questo notevole sviluppo fu possibile anche grazie all'intervento dello Stato nell'economia con politiche economiche di stampo keynesiano soprattutto attraverso l'aumento della spesa pubblica e la creazione di società a partecipazione statale. Infine, contribuì alla crescita dell'Italia la creazione, nel 1951, della Comunità europea del carbone e dell'acciaio, di cui l'Italia fu una delle nazioni fondatrici, evolutasi poi in CEE nel 1957, fino ad arrivare alla creazione del Mercato Europeo Comune (MEC) e ad arrivare nel 1979 a un sistema monetario europeo con l'ecu valuta virtuale. Ciò permise l'apertura delle frontiere italiane ai commerci, col conseguente aumento delle esportazioni e degli scambi commerciali con l'Europa.
Nel 1961 avvennero le celebrazioni del Centenario dell'Unità d'Italia: il presidente degli Stati Uniti John Fitzgerald Kennedy disse: «Tutti noi, nel senso più vasto, dobbiamo qualcosa all'esperienza italiana. È un fatto storico straordinario: ciò che siamo e in cui crediamo ha avuto origine in questa striscia di terra che si protende nel Mediterraneo. Tutto quello per la cui salvaguardia combattiamo oggi ha avuto origine in Italia, e prima ancora in Grecia. [...] Il Risorgimento, da cui è nata l'Italia moderna, come la Rivoluzione americana che ha dato le origini al nostro Paese, è stato il risveglio degli ideali più radicati della civiltà occidentale: il desiderio di libertà e di difesa dei diritti individuali. Lo Stato esiste per proteggere questi diritti, che non ci vengono grazie alla generosità dello Stato. Questo concetto, le cui origini risalgono alla Grecia e all'Italia, è stato, secondo me, uno dei fattori più importanti nello sviluppo del nostro Paese. [...] Per quanto l'Italia moderna abbia solo un secolo di vita, la cultura e la storia della penisola italiana vanno indietro di oltre duemila anni. La civiltà occidentale come la conosciamo oggi, le cui tradizioni e valori spirituali hanno dato grande significato alla vita occidentale in Europa dell'Ovest e nella comunità Atlantica, è nata sulle rive del Tevere».

Aldo Moro e Amintore Fanfani, definiti i due "cavalli di razza" della Democrazia cristiana

Dal 1963 la DC, guidata da Fanfani, non fu più in grado di governare da sola e aprì all'entrata dei socialisti al governo, formando un centrosinistra retto da un pentapartito. Il 1968 vide l'Italia trasformarsi radicalmente sul piano sociale, sia per le migliorate condizioni di vita dovute al boom economico degli anni precedenti, sia per le contestazioni di nuovi movimenti, soprattutto giovanili e operai, che portarono profonde modifiche al costume, alla mentalità generale, alla scuola, ma che a differenza delle altre liberaldemocrazie occidentali furono in larga parte dominati da una militanza di sinistra. Nel 1969 i movimenti studenteschi si saldarono con le proteste del mondo operaio e la crescita del conflitto sociale portò al cosiddetto "Autunno caldo" con cui la classe operaria ottenne la settimana di 40 ore lavorative, una regolamentazione degli straordinari, la revisione del sistema pensionistico, il diritto di assemblea; nel 1970 verrà infine approvato lo statuto dei lavoratori.

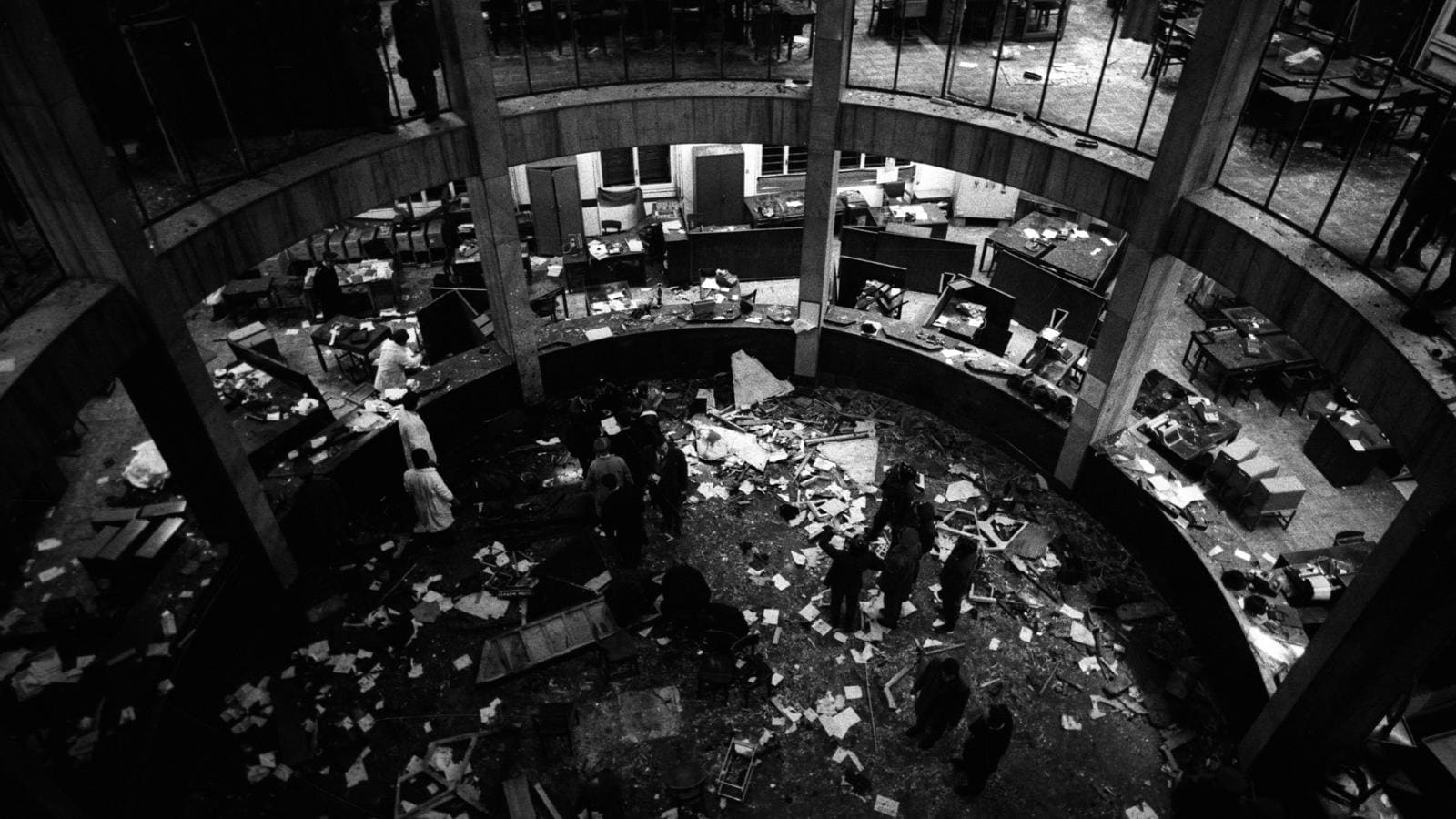
Interno della Banca dell'Agricoltura a piazza Fontana dopo l'esplosione della bomba (12 dicembre 1969)

Il 12 dicembre 1969 l'esplosione di una bomba all'interno della Banca Nazionale dell'Agricoltura in Piazza Fontana a Milano provocò diciassette vittime e un centinaio di feriti. La strage di Piazza Fontana inaugurò la cosiddetta "strategia della tensione", termine con il quale la pubblicistica ha indicato un oscuro piano di attentati mirati a seminare il terrore tra la popolazione per preparare il terreno a un colpo di Stato di estrema destra, nel quale si ipotizzò fossero coinvolti elementi dei servizi segreti e delle forze armate legati a gruppi neofascisti: infatti in tale strategia si inquadrano anche la strage di Peteano (31 maggio 1972, tre morti e due feriti), l'attentato alla questura di Milano (17 marzo 1973, quattro morti e cinquantadue feriti), quello al treno Italicus tra Firenze e Bologna (dodici morti e quarantotto feriti) nel 1974 e, nello stesso anno, la strage di piazza della Loggia a Brescia (otto morti e centodue feriti) durante una manifestazione sindacale, tutti attribuiti a gruppi di estrema destra.
Negli anni settanta alcuni dei numerosi movimenti politici, sorti negli anni precedenti, si estremizzarono e arrivando a pratiche di lotta armata, sia da parte di gruppi rivoluzionari d'ispirazione marxista (come le Brigate Rosse), e sia da gruppi neofascisti come i NAR) caratterizzando quelli che furono chiamati gli anni di piombo. L'indebolimento progressivo della coalizione di governo portò al progetto di un compromesso storico tra DC e PCI, che tuttavia fallì proprio per il rapimento e l'uccisione, per opera delle Brigate Rosse, del nuovo segretario della DC Aldo Moro.

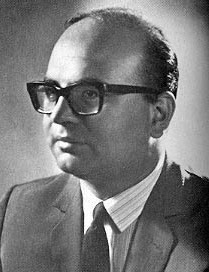
Bettino Craxi nel 1979

La tensione sociale, culminata nella strage di Bologna (2 agosto 1980, ottantacinque morti e duecento feriti), si dissolse con gli anni ottanta, detti del «riflusso», durante i quali ci fu un lento declino del potere dei sindacati e della partecipazione politica, ma un aumento del senso di ottimismo e di benessere sociale, con un significativo miglioramento del PIL. L'ascesa politica di Craxi fece naufragare il compromesso storico e portò a una crescita del PSI, a spese del PCI, una crescita che nei suoi progetti avrebbe dovuto consentire la nascita di un'alternativa di sinistra alla DC, al fine di adeguare l'Italia agli altri paesi occidentali riassorbendone l'anomalia. La caduta del Muro di Berlino nel 1989 ebbe però ripercussioni anche in Italia, assumendo il significato di un crollo ideale dell'alternativa al capitalismo, e accelerando gli eventi politici. L'anno successivo il PCI deliberò il proprio scioglimento, costituendo un nuovo partito denominato Partito Democratico della Sinistra che abbandonò la tradizione comunista. Iniziò così il disfacimento della Prima Repubblica, che logorata da scandali finanziari e da nuovi scenari mondiali, sarebbe terminata di lì a qualche anno. In questo contesto si inseriscono anche il famoso scandalo della loggia massonica P2 e l'Organizzazione Gladio.
Sempre negli anni ottanta e novanta, associazioni criminali o malavitose come la Mafia (o Cosa Nostra) in Sicilia, la 'Ndrangheta in Calabria, la Camorra in Campania, la Sacra Corona Unita in Puglia, l'Anonima sequestri in Sardegna, la banda della Magliana a Roma, la Mala del Brenta nel Veneto, la banda della Comasina in Lombardia, la Banda della Uno bianca in Emilia-Romagna, le Bestie di Satana nel varesotto, turberanno la vita sociale e politica della 1ª Repubblica con le loro azioni delittuose contro i civili e lo Stato in generale. 

Istantanea scattata poco dopo la strage di Capaci, dove morirono Giovanni Falcone, Francesca Morvillo e la loro scorta

Altri eventi che segnarono la storia politica degli anni settanta-ottanta furono i delitti del Mostro di Firenze, l'Attentato a Giovanni Paolo II, la Strage dell'Heysel, l'Incidente di Vermicino, la sparizione di Emanuela Orlandi e Mirella Gregori, la strage di Ustica, fino alla Strage di Capaci e alla Strage di via d'Amelio dei primi anni 90'. Tra i disastri naturali, industriali e colposi che segnarono questo periodo si ricordano la Frana di Agrigento del 1966, il Disastro del Vajont, il Disastro di Seveso, il Disastro di Marcinelle, la Tragedia di Superga, il Naufragio dell'Andrea Doria, il Disastro di Molare, il disastro di Capoterra, il Disastro della motonave Elisabetta Montanari, il Disastro della Val di Stava, l'Alluvione di Firenze del 4 novembre 1966, l'Alluvione di Venezia del 4 novembre 1966, l'Alluvione della Valtellina del luglio 1987, l'Alluvione del Piemonte del 1994 e l'Alluvione di Sarno e Quindici del 1998, i terremoti del Belice, del Friuli e quello dell'Irpinia, il Disastro della funivia di Cavalese, il Disastro di Punta Raisi, il Disastro di Černobyl', il Disastro del Moby Prince, il Disastro della petroliera Haven.
Nel 1992 le indagini di Mani pulite sul fenomeno dilagante della corruzione attraverso tangenti (lo scandalo venne chiamato Tangentopoli), portarono al coinvolgimento e all'arresto di numerosi esponenti nazionali e locali di tutto il pentapartito e a un conseguente rapido declino delle tradizionali forze politiche. Contemporaneamente al disfacimento del vecchio sistema politico, il 23 maggio 1992, negli stessi giorni in cui le Camere erano riunite per eleggere il nuovo Presidente della Repubblica, avvenne la strage di Capaci (23 maggio 1992), in cui rimasero uccisi il giudice Giovanni Falcone, la moglie Francesca Morvillo e tre agenti di scorta, a cui seguì di due mesi la strage di via d'Amelio (19 luglio), che uccise il collega Paolo Borsellino insieme a cinque agenti di scorta; nell'estate 1993 altri attentati dinamitardi in via Fauro a Roma (ventiquattro feriti), in via dei Georgofili a Firenze (cinque morti e quarantotto feriti), in via Palestro a Milano (cinque morti e dodici feriti) e alle chiese romane di San Giovanni in Laterano e San Giorgio in Velabro (ventidue feriti) furono la feroce risposta di Cosa Nostra agli arresti e ai processi che la stavano indebolendo (vedi Bombe del 1992-1993). In questo contesto si inseriscono i rapporti tra servizi segreti italiani e criminalità e la trattativa Stato-mafia.
Alla tragica situazione politica e sociale si aggiunse anche la grave crisi economica che colpì lo Stato italiano tra il 1992 e il 1994 con l'uscita della lira dallo SME che insieme ad altre situazioni portò alla luce la grande fragilità del sistema economico italiano. Così il vecchio Stato che fino ad allora aveva retto, ora sotto l'urto del terremoto politico, mafioso ed economico crollò con le elezioni del 27-28 marzo 1994 che decretarono la fine di quella che verrà chiamata informalmente Prima Repubblica, con la scomparsa del partito che fin dal 1948 mantenne la maggioranza relativa, la Democrazia Cristiana con il Partito Socialista Italiano, suo principale alleato dal tempo della nascita del centro sinistra, e la sostanziale dissoluzione del cosiddetto Arco costituzionale.

### La "seconda" repubblica (1994-2013)

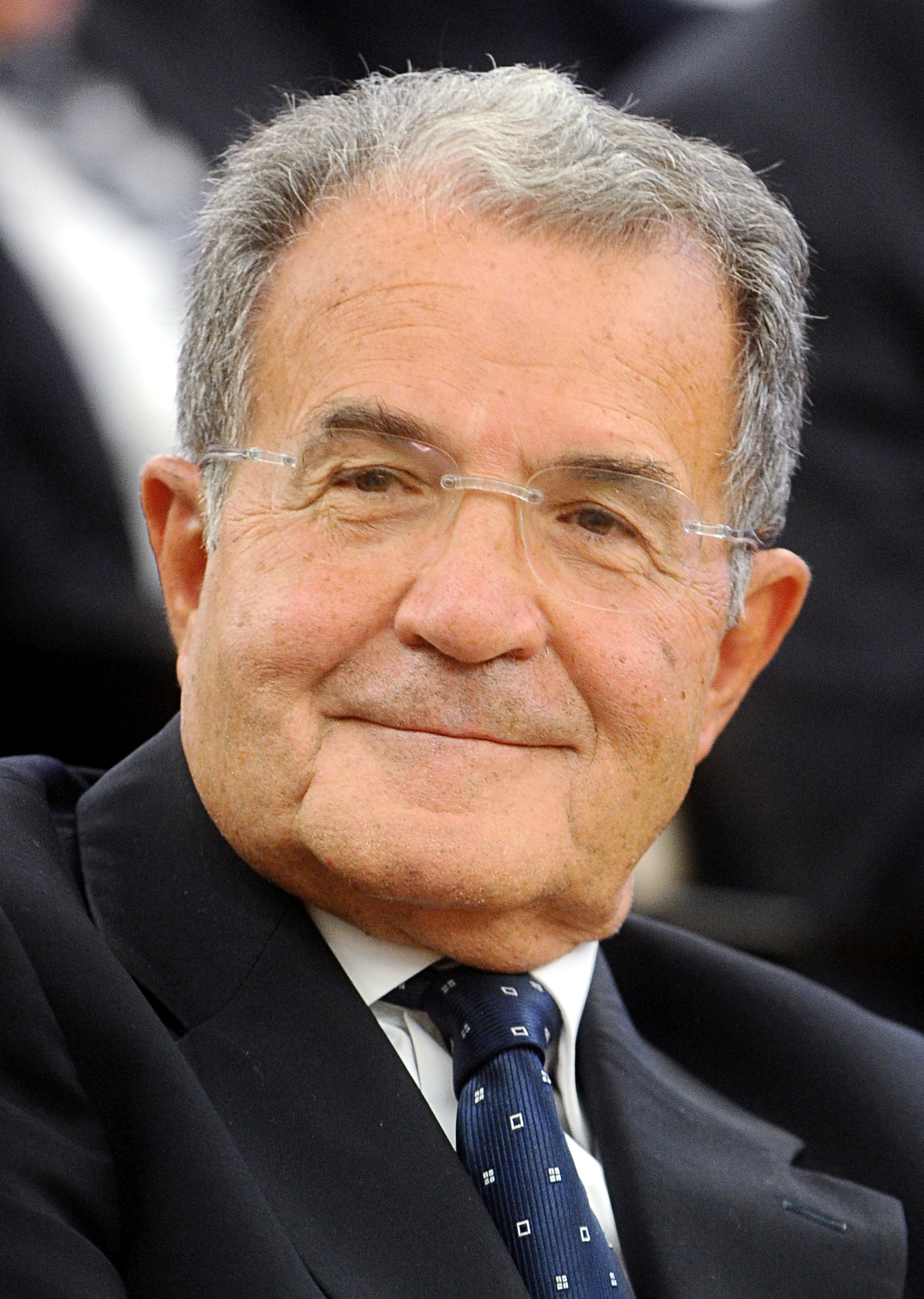
Romano Prodi

Durante la Seconda Repubblica, seppur tra notevoli e gravi contraddizioni, fu limitata l'azione di Cosa Nostra con una serie di leggi e con l'arresto di pericolosi mafiosi latitanti nel corso degli anni novanta e primi anni 2000. Nello stesso periodo furono parzialmente risanati i conti pubblici italiani (governo Prodi I), permettendo, pur con molti sacrifici, di far rientrare la lira nello SME e quindi aderire, nel 1998, al primo gruppo di paesi che, utilizzando la moneta unica europea, l'euro, entrarono nell'Unione economica e monetaria dell'Unione europea, pur non rispettando pienamente i parametri di Maastricht con deroga da parte dell'Unione europea.
Dalla disintegrazione dei vecchi partiti politici ne nacquero di nuovi come Forza Italia costituito dall'imprenditore Silvio Berlusconi, il nuovo Partito Popolare Italiano, nato dalle ceneri della vecchia DC, e Alleanza Nazionale che, originatasi dal vecchio MSI, divenne il nuovo partito della destra italiana. Questi, insieme al PDS nato nel 1990, si alternarono in due coalizioni di governo al potere: quella di centrodestra, formata da Forza Italia, Alleanza Nazionale e Lega Nord, e quella di centrosinistra, formata dal PDS, PPI e altre forze minori, nel corso degli anni novanta e anni 2000. Così facendo si consolidò il fenomeno del bipolarismo con l'alternanza al governo dei due schieramenti opposti di centrosinistra e centrodestra: dal 1996 al 2001 i governi dell'Ulivo (centrosinistra), dal 2001 al 2006 quelli della Casa delle Libertà (centrodestra), dal 2006 al 2008 quello dell'Unione (centrosinistra), e dal 2008 al 2011 quello del Popolo della Libertà (centrodestra). In questi anni, Silvio Berlusconi ottiene sempre maggiore attenzione da parte della stampa e della popolazione italiana e straniera, sia per i numerosi processi penali a carico del suddetto e sia per la sua influenza sul mondo politico ed economico italiano.

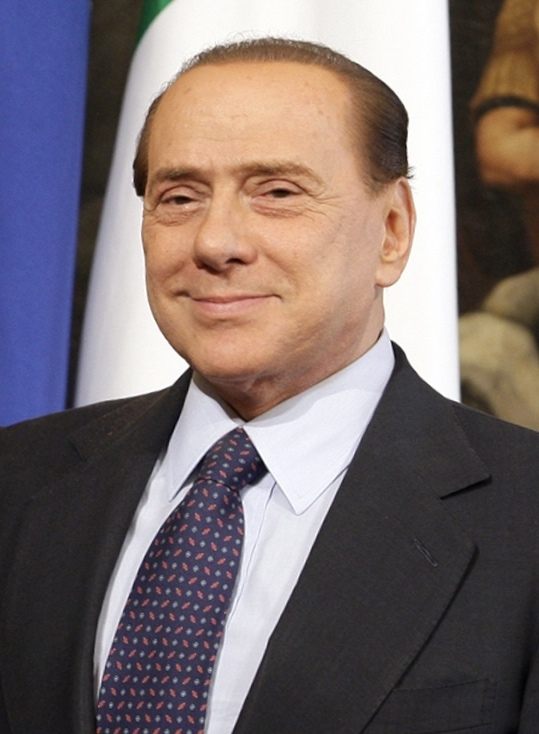
Silvio Berlusconi

Nell'anno 2008 la crisi economica nata negli Stati Uniti d'America contagia l'Europa e l'economia italiana ne viene danneggiata. La crisi peggiora nel 2011 con la crisi del debito sovrano europeo che coinvolge anche l'Italia. Lo spread, ovvero il differenziale tra i BTP italiani e i Bund tedeschi, spesso supera i 500 punti base e sfiora i 700 punti, mettendo a rischio il paese di insolvenza sovrana. La difficile situazione economica e sociale, il malcontento popolare e le pressioni politiche dell'opposizione e del Capo dello Stato spingono il governo di Silvio Berlusconi a dimettersi il 12 novembre 2011, data che segnerà il suo allontanamento temporaneo dalla scena politica.
Il Presidente della Repubblica Giorgio Napolitano dopo aver nominato Mario Monti senatore a vita, pochi giorni dopo lo nomina Presidente del Consiglio dei ministri a capo di un governo tecnico con il compito di stabilizzare l'economia, procedendo a riforme di stampo liberista e aumentando la pressione fiscale. Questa politica di austerità di bilancio, voluta da Monti e richiesta dalle istituzioni europee, scongiura nel breve periodo il rischio default grazie anche a una migliorata credibilità/fiducia internazionale, ma si dimostra inevitabilmente infruttuosa nel medio-lungo periodo nella capacità di invertire la spirale recessiva in cui il paese è sprofondato (insieme a parte dell'eurozona) con alcune riforme del governo di Monti (es. riforma Fornero), concepite per salvaguardare i conti pubblici, che hanno acuito in alcuni casi il malcontento popolare. A seguito dell'abbandono della maggioranza da parte del PdL Monti si dimette il 21 dicembre 2012, dopo appena un anno di governo.

### La "terza" repubblica (2013-presente)

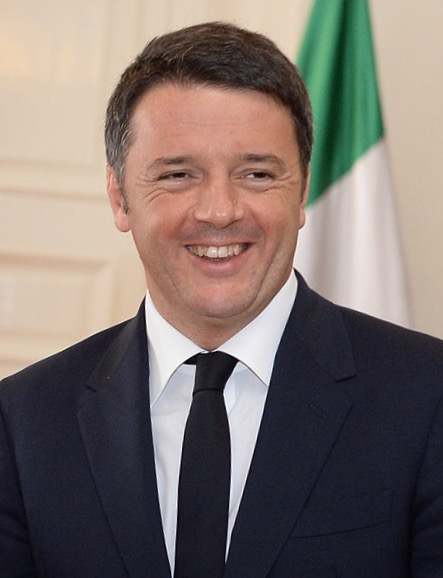
Matteo Renzi

Le elezioni del 24 e 25 febbraio 2013 marcano la fine del ciclo politico della "seconda repubblica": il Movimento 5 Stelle fondato da Beppe Grillo diventa la terza forza politica ottenendo quasi il 25% dei voti e le preesistenti forze politiche, inclusi il PdL e il PD, subiscono un brusco calo di voti.
Per la prima volta il Presidente della Repubblica viene riconfermato al termine del suo primo mandato. Il 27 aprile 2013 si costituisce il Governo Letta, sostenuto dalla coalizione di PdL, PD e Con Monti per l'Italia, tra i suoi ministri vi è Cécile Kyenge, prima persona afro-italiana in un governo. Il 22 febbraio 2014 Letta si dimette, sostituito da Matteo Renzi, segretario del Partito Democratico. Nel corso della stessa legislatura, il 14 gennaio 2015, a poco meno di due anni di distanza dalla rielezione, si dimette il Presidente della Repubblica. Il Parlamento, riunitosi in seduta comune come previsto dalla Costituzione, elegge il 31 gennaio seguente, con 665 voti, Sergio Mattarella. Mattarella si insedia il 3 febbraio.
Il 7 dicembre 2016, sconfitto al referendum costituzionale del 4 dicembre 2016, Renzi si dimette sostituito da Paolo Gentiloni, deputato PD già Ministro degli esteri.

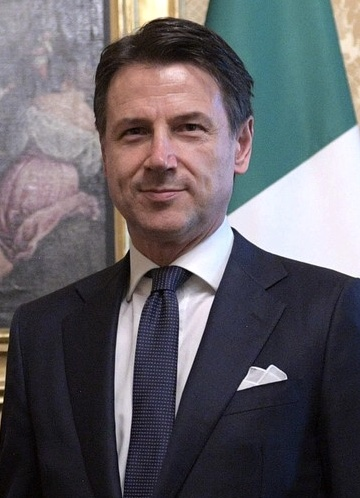
Giuseppe Conte, il primo Presidente del Consiglio dell'Italia repubblicana che dovette affrontare dal 2020 un'emergenza di portata mondiale quale fu la pandemia da Covid-19

Il 4 marzo 2018 il Movimento 5 Stelle e la Lega vincono le elezioni politiche. I due partiti si accorderanno in un contratto di governo che, dopo una fase di stallo e scontro col Presidente della Repubblica Sergio Mattarella, rifiutatosi di accettare la nomina di Paolo Savona come ministro dell'economia per le sue posizioni antieuropeiste, e l'indisponibilità di Matteo Salvini a trovare un sostituto, produrrà il governo Conte I; una crisi di governo porterà alla nascita del governo Conte II. Durante quest'ultimo governo a partire dall'inizio del 2020 l'Italia fu tra i primi Paesi a subire l'impetuoso avvento della pandemia mondiale da Covid-19 e il governo Conte fu di conseguenza tra i primi al mondo a dover fronteggiare un'emergenza di tale portata. Tale governo fu però costretto a dimettersi - in piena pandemia- per una crisi nel gennaio 2021 e sostituito dal governo Draghi.

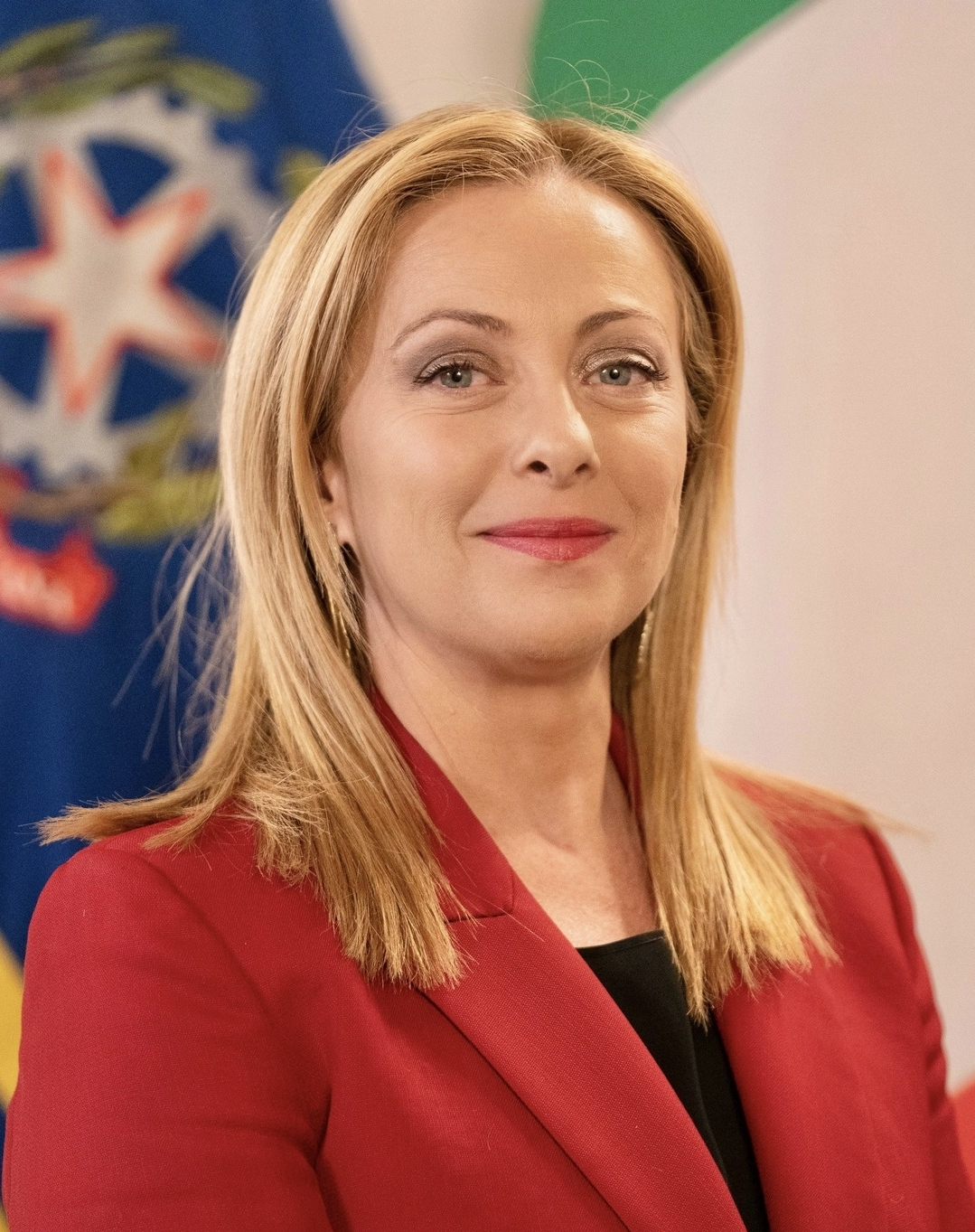
Giorgia Meloni, prima donna a ricoprire l’incarico di Presidente del Consiglio

Il 22 ottobre 2022 nasce il governo Meloni, il primo della XIX legislatura, iniziata il 13 ottobre precedente. Tale governo, presieduto da Giorgia Meloni, leader del partito politico Fratelli d'Italia, a capo della coalizione di centrodestra che ha vinto le elezioni politiche del 25 settembre, è anche il primo in assoluto guidato da una donna.

### In italiano
- Francesco Barbagallo, Giovanni Sabbatucci, Vittorio Vidotto, Romano Paolo Coppini, Cammarano Fulvio, Storia d'Italia, Laterza, 1995, ISBN 88-420-4773-2.
- Agenore Bassi, Storia di Lodi, Lodi, Edizioni Lodigraf, 1977, pag. 55. ISBN 88-7121-018-2.
- Alberto De Bernardi, Luigi Ganapini, Storia d'Italia, B.Mondadori, 1996, ISBN 88-424-9301-5.
- Cesare De Seta, Storia d'Italia, Einaudi, 1982, ISBN 88-06-05417-1.
- Girolamo Arnaldi, Storia d'Italia, Unione tipografico, 1959.
- Vincenzo Ceppellini, Storia d'Italia, De Agostini, 1991, ISBN 88-402-9440-6.
- Franco Cardini e Marina Montesano, Storia Medievale, Firenze, Le Monnier Università/Storia, 2006
- Edward Gibbon (a cura di A. Dero Saunders), Declino e caduta dell'Impero romano, Mondadori, ISBN 978-88-04-45284-3.
- Theodor Mommsen, Storia di Roma antica, Firenze, Sansoni, 1973.
- Indro Montanelli, Roberto Gervaso, Mario Cervi, Storia d'Italia, Milano, Rizzoli, 1959-1997. In XXII volumi
- Sabatino Moscati, Italia Punica, Rusconi, Milano, 1995
- Gerhard Muhm: La tattica tedesca nella campagna d'Italia. In: Amedeo Montemaggi (Hrsg.): Linea gotica avamposto dei Balcani. Edizioni Civitas, Roma 1993.
- Ravegnani, I Bizantini in Italia, Mulino, Bologna, 2004.
- Ravegnani, Bisanzio e Venezia, Mulino, Bologna, 2006.
- Ruggiero Romano, Corrado Vivanti, Storia d'Italia, Einaudi, 1976, ISBN 88-06-34231-2.
- Paolo Rossi, Storia d'Italia, U. Mursia, 1971.
- Luigi Salvatorelli, Giovanni Mira, Storia d'Italia nel periodo fascista, G.Einaudi, 1964.
- Howard H. Scullard, Storia del mondo romano, Milano, Rizzoli, 1992, ISBN 88-17-11575-4.
- Denis Mack Smith, Storia d'Italia, Roma-Bari, Editori Laterza, 2000, ISBN 88-420-6143-3.
- Gaetano Greco, Mario Rosa, Storia degli antichi Stati italiani, Roma-Bari, Laterza, 2013
- Maurizio Tani, Storia d'Italia. Volume I. Preistoria, età antica e storia medievale della regione italiana fino al secolo XI d.C., Roma, Aracne, 2010, ISBN 978-88-548-4225-0.
- Maurizio Tani, Storia d'Italia dalle origini al Concilio di Trento (1563). Alle origini delle odierne specificità italiane, Reykjavik, Forlagið Snorri Sturluson, 2012, ISBN 978-9979-9979-2-4. edizione on-line
- Mino Milani, Dall'impero alla Repubblica. 1470 anni di storia italiana, Mursia, 2012, ISBN 978-88-425-4941-3.

### In francese
- Pierre Milza, Histoire de l'Italie des origines à nos jours, Paris, Fayard, 2005.
- Toni Negri, Italia verde, bianco e rosso !, Parigi, Hachette, 1985.

### In tedesco
- Girolamo Arnaldi, Italien und seine Invasoren. Vom Ende des Römischen Reiches bis heute, Berlino, Wagenbach, 2005, ISBN 3-8031-3617-2.
- Wolfgang Altgeld, Kleine italienische Geschichte, Stuttgart, Reclam, 2004, ISBN 3-15-010558-7.
- Giulia Brogini Künzi, Italien und der Abessinienkrieg 1935/36. Kolonialkrieg oder Totaler Krieg?, Paderborn, Schöningh, 2006, ISBN 3-506-72923-3.
- Stefan Breuer, Nationalismus und Faschismus. Frankreich, Italien und Deutschland im Vergleich, Darmstadt, Wissenschaftliche Buchgemeinschaft, 2005, ISBN 3-534-17994-3.
- Anne Bruch, Italien auf dem Weg zum Nationalstaat. Giuseppe Ferraris Vorstellungen einer föderal-demokratischen Ordnung, Hamburg, Krämer, 2005, ISBN 3-89622-077-2.
- Martin Clark, Modern Italy, 1871 to the Present, Broschiert – 624 Seiten – Longman, 3. Auflage 2008, ISBN 1-4058-2352-6
- Carsten Drecoll: Idrísí aus Sizilien. Der Einfluß eines arabischen Wissenschaftlers auf die Entwicklung der europäischen Geographie. Hänsel-Hohenhausen, Egelsbach 2000, ISBN 3-8267-1187-4.
- Furio Durando u. a.: Magna Graecia. Kunst und Kultur der Griechen in Italien, Hirmer, München 2004, ISBN 3-7774-2045-X.
- Moses I. Finley: Das antike Sizilien. Von der Vorgeschichte bis zur arabischen Eroberung. Dtv, München 1993, ISBN 3-423-04592-2.
- Alexandra Geffert: Medienkonzentrations- und Medienwettbewerbsrecht in Italien. Stämpfli, Bern 2004, ISBN 3-7272-9882-0.
- Daniel Glowotz: Byzantinische Gelehrte in Italien zur Zeit des Renaissance-Humanismus. Wagner, Schneverdingen 2006, ISBN 3-88979-110-7.
- Regine Igel: Terrorjahre. Die dunkle Seite der CIA in Italien. Herbig, München 2006, ISBN 3-7766-2465-5.
- Bernd Rill: Sizilien im Mittelalter. Das Reich der Araber, Normannen und Staufer. Belser, Stuttgart 1995, ISBN 3-7630-2318-6.
- Volker Reinhardt: Geschichte Italiens. Von der Spätantike bis zur Gegenwart. Beck, München 2003, ISBN 3-406-50284-9.
- Gustav Seibt: Rom oder Tod. Der Kampf um die italienische Hauptstadt. Siedler, Berlin 2001, ISBN 3-88680-726-6.
- Lutz Klinkhammer: Zwischen Bündnis und Besatzung. Das nationalsozialistische Deutschland und die Republik von Salò 1943–1945, Niemeyer, Tübingen 1993.
- Regine Wagenknecht: Judenverfolgung in Italien. 1938–1945; „Auf Procida waren doch alle dunkel“. Edition Parthas, Berlin 2005, ISBN 3-936324-22-0.
- Rudolf Lill: Geschichte Italiens in der Neuzeit. WBG, Darmstadt 1986(3), ISBN 3-534-06746-0.
- Michael Seidlmayer: Geschichte Italiens. Vom Zusammenbruch des Römischen Reiches bis zum ersten Weltkrieg.Mit beiträgen von Theodor Schieder: Italien vom ersten zum zweiten Weltkrieg und Jens Petersen: Italien als Republik: 1946 – 1987. Alfred Kröner Verlag, Stuttgart 1989(2), ISBN 3-520-34102-6.

### In spagnolo
- José Luis Colomer (a cura di), España y Bolonia. Siete siglos de relaciones artísticas y culturales, Centro de Estudios Europa Hispánica, ISBN 84-934643-5-X.
- Piero Boccario (a cura di), España y Génova. Obras, artistas y coleccionistas, Centro de Estudios Europa Hispánica, ISBN 84-933403-4-0.